# Radebeul
Radebeul (obersorbisch Radobyle) ist eine Große Kreisstadt im Freistaat Sachsen. Sie ist die einwohnerstärkste und die am dichtesten besiedelte Stadt im Landkreis Meißen und gehört neben Pirna, Freital und Meißen zu den größten Mittelzentren des Ballungsraums Dresden. Mit rund 34.000 Einwohnern auf 26 Quadratkilometern Fläche weist Radebeul die viertgrößte Bevölkerungsdichte aller sächsischen Gemeinden auf, nach Leipzig, Dresden und Heidenau sowie vor Chemnitz.
Die Wein-, Villen- und Gartenstadt mit ihren acht historischen Dorfkernen und zwei Villenvierteln liegt entlang der alten Postchaussee zwischen der ehemaligen Residenzstadt Dresden und dem ehemaligen Bischofssitz in Meißen sowie zwischen der Elbe im Süden und den Weinhängen im Norden. Diese bilden die Weinbau-Großlage Lößnitz in der gleichnamigen Landschaft.
Radebeul wird wegen seiner reizvollen Lage auch Sächsisches Nizza genannt, zurückgehend auf einen Ausspruch des sächsischen Königs Johann um 1860. Das heutige Radebeuler Gebiet, die Landschaft Lößnitz, die im Nordwesten Dresdens direkt an die sächsische Landeshauptstadt angrenzt, war nicht nur in den vergangenen Jahrhunderten, sondern ist auch heute eine der beliebtesten Wohngegenden der Dresdner Region.

## Geografie

### Geografische Lage

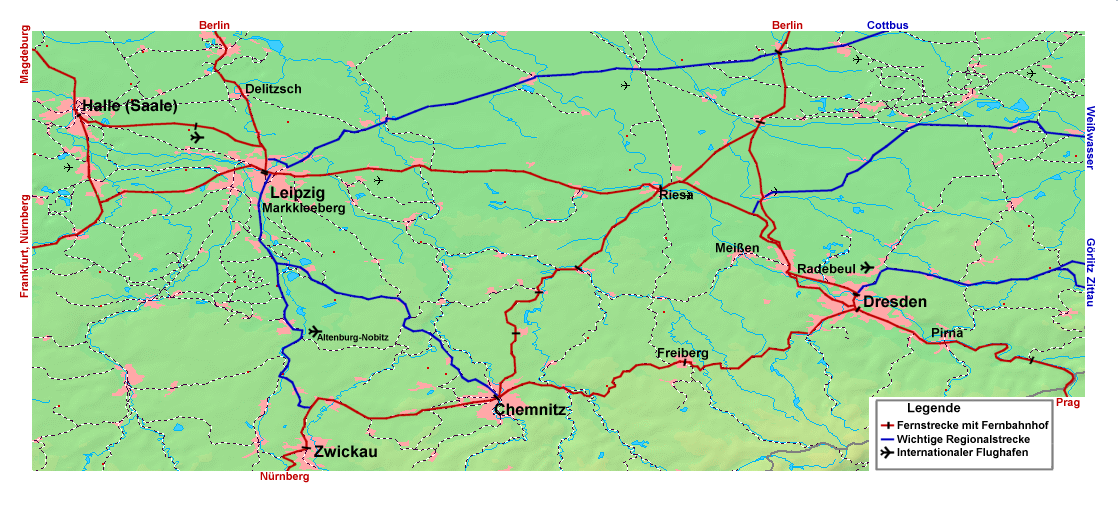
Radebeul im Netz der Fernverkehrsbahnstrecken im Raum Dresden/Chemnitz/Leipzig

Radebeul liegt flussabwärts von Dresden in der Lößnitz, einer Landschaft auf dem rechten Ufer des Elbtalkessels. Die Elbe bildet die südwestliche Grenze von Radebeul zur Dresdner Ortschaft Cossebaude. Radebeul ist ein Mittelzentrum im Verdichtungsraum am südöstlichen Rand des Landkreises Meißen und grenzt dort an die sächsische Landeshauptstadt Dresden, welche das Oberzentrum bildet. Im Nordosten und Norden wird Radebeul von Moritzburg begrenzt und im Westen und Nordwesten von der Stadt Coswig. Weiter flussabwärts folgt nach Coswig die Kreisstadt Meißen.
Radebeul liegt im Ballungsraum Oberes Elbtal und ist nach Pirna und Freital die viertgrößte Stadt der Region Dresden.

### Geologie
Die größtenteils im Elbtalkessel liegende Stadt gliedert sich in die Elbaue, die Nieder- und Mittelterrasse sowie den Steilanstieg des Elbhangs, einem Teil der Lausitzer Verwerfung und die Hochfläche, die zur Lausitzer Platte gehört. Der tiefste Punkt in der Elbaue liegt bei 101 m ü. NN und der höchste auf der Wahnsdorfer Kuppe bei 246 m ü. NN. Dort steht ein Triangulationspfeiler der sächsischen Landvermessung im 19. Jahrhundert.
Das Stadtgebiet wird durch mehrere Kerbtäler zerschnitten, von denen der Lößnitzgrund mit dem Lößnitzbach dauerhaft Wasser führt. Die anderen Täler, der Leimgrund, der Fiedlergrund, der Kroatengrund und der Rietzschkegrund werden durch sogenanntes Verlorenes Wasser gebildet, das nach Erreichen des wasserdurchlässigen Sandbodens der Elbterrassen versickert und wieder ins Grundwasser übergeht.
In Radebeul gibt es die ehemaligen Steinbrüche Lößnitzgrund; Ravensberg (Nähe Kinderheim Oberlößnitz), Steinbruch am Himmelsbusch, Steinbruch im Rieselgrund.

### Klima

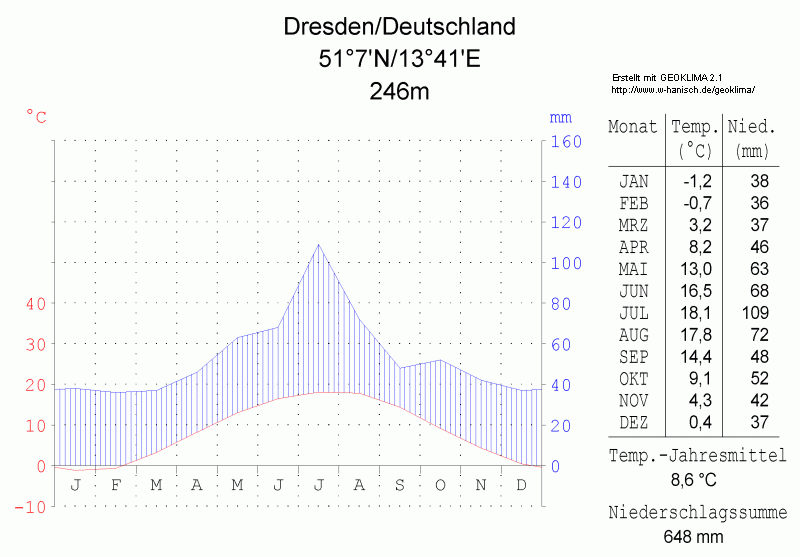
Klimadiagramm der Wetterwarte Wahnsdorf auf der Wahnsdorfer Kuppe

Aufgrund der klimatischen Bedingungen am Nordhang des Elbtals ist in Radebeul Edelobst- und Weinanbau möglich. Die jährliche Durchschnittstemperatur liegt bei 9,2 °C. Da Radebeul im Elbtal nach dem Dresdner Stadtzentrum (10,4 °C) das mildeste Klima von Sachsen hat, wird es auch Sächsisches Nizza genannt, zurückgehend auf einen Ausspruch des sächsischen Königs Johann um 1860.
Klimatisch abgegrenzt von der Lage im Elbtal ist das Stadtgebiet auf der Hochebene, auf der sich Wahnsdorf mit der Wetterstation befindet. Das Klimadiagramm der ehemaligen Wetterwarte Wahnsdorf auf der 246 m hohen Wahnsdorfer Kuppe zeigt die dort herrschenden Durchschnittstemperaturen und Niederschläge der Periode 1961–1990. Die wärmsten Monate sind Juli und August mit durchschnittlich 18,1 beziehungsweise 17,8 °C und die kältesten Januar und Februar mit −1,2 beziehungsweise −0,7 °C im Mittel. Der mittlere Jahresniederschlag liegt mit 648 Millimetern etwas unter dem bundesdeutschen Schnitt von 800 Millimetern. Der meiste Niederschlag fällt im Juli mit durchschnittlich 109 Millimetern, der geringste im Februar mit durchschnittlich 36 Millimetern. Das Temperatur-Jahresmittel liegt mit 8,6 °C unter dem im Elbtal. Die durchschnittliche jährliche Sonnenscheindauer liegt mit 1634 Stunden etwas über dem bundesdeutschen Schnitt von 1541 Stunden, am längsten scheint die Sonne im Mittel im Juli mit 217 Stunden und am wenigsten im Dezember mit 51 Stunden.

### Ausdehnung des Stadtgebiets

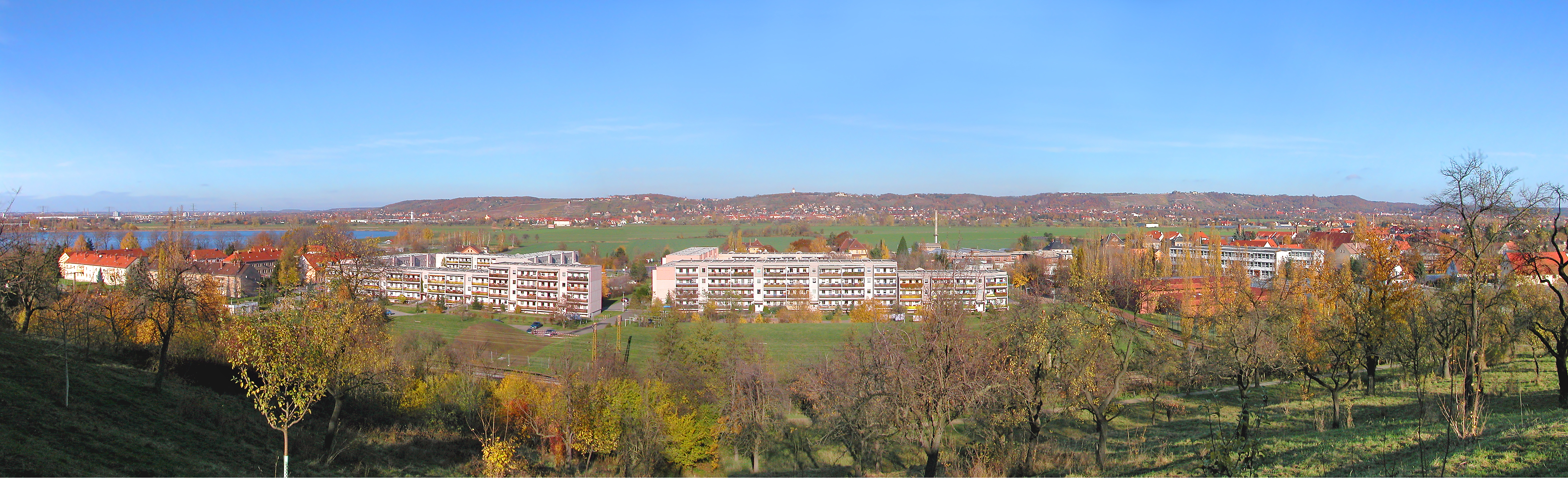
Radebeul. Panorama von Cossebaude aus über die Elbe hinweg auf den Steilhang der Lausitzer Verwerfung, die die Steillagen der Weinbau-Großlage Lößnitz bilden

Radebeul ist knapp vier Kilometer breit, sieben Kilometer lang und bedeckt eine Fläche von 2609 Hektar (26,089 km² [Stand: 2021], Bevölkerungsdichte: rund 1300 Einwohner je km²). Davon sind Wohnbaufläche 672 Hektar, Gewerbe- und Industrieflächen ergeben zusammen 142 Hektar, Verkehrs- und Bahnflächen ergeben zusammen 274 Hektar, Landwirtschaftsflächen machen 918 Hektar aus. Sport-, Freizeit- und Erholungsflächen, Grünanlagen, Wald/Gehölz, Friedhöfe und Wasserflächen machen zusammen 538 Hektar aus und bilden die grüne Lunge von Radebeul. Ein gutes Fünftel der Stadtfläche, 586 Hektar, bilden das Landschaftsschutzgebiet Lößnitz, hinzu kommen die auf Radebeuler Flur an der Elbe gelegenen Flächen des Landschaftsschutzgebiets Elbtal zwischen Dresden und Meißen mit linkselbischen Tälern und Spaargebirge. Teile des Landschaftsschutzgebiets bilden wiederum das 115 Hektar große Fauna-Flora-Habitat-Gebiet Lößnitzgrund und Lößnitzhänge. Etwa 85 Hektar sind Rebflächen, von denen wiederum 30 Hektar Steillagen von über 30 % bis über 100 % (max. 47 Grad) sind.
Die in untenstehender Tabelle aufgeführten Gemarkungsgrößen aus dem Jahr 1900 ergeben für die Lößnitzortschaften zusammen eine Fläche von 2.502 Hektar bei einer addierten Einwohnerschaft von 26.220 Einwohnern (Bevölkerungsdichte: 1048 Einwohner je km²). Im Jahr 1939 lag die Radebeuler Stadtfläche bei 2.564 Hektar mit 37.856 Einwohnern (Bevölkerungsdichte: 1476 Einwohner je km²).

### Stadtgliederung

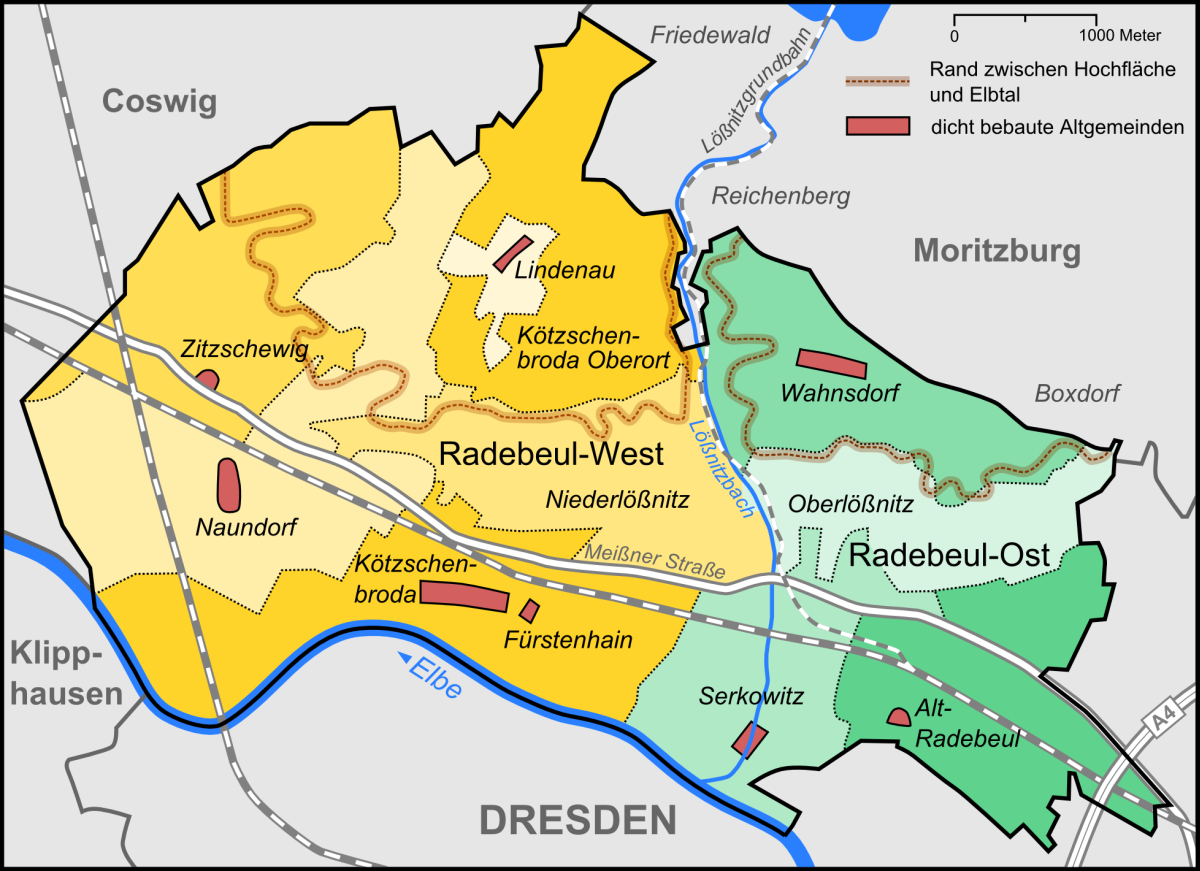
Die zehn Ursprungsgemeinden, heutige Stadtteile

Die heutige Meißner Straße als planmäßig angelegte Verbindungsstraße (Postchaussee) zwischen Dresden und Meißen verläuft oberhalb der möglichen Überflutungsbereiche entlang der Elbe. Sie teilt ebenso wie die knapp unterhalb davon liegende Bahnlinie das heutige Radebeuler Stadtgebiet beziehungsweise die Region der ehemaligen Ursprungsgemeinden in den Bereich unterhalb und oberhalb der Straße. Die unterhalb oder auch in der Elbaue niedriger gelegenen Gebiete waren eher landwirtschaftlich genutzt und wurden später auch zur Ansiedlung von Industrie verwendet. Die oberhalb oder auch auf den Elbterrassen höher gelegenen Gebiete einschließlich der Steillagen des Elbhangs waren eher zum Weinanbau genutzt und wurden vor allem nach der Reblauskatastrophe zur Bevölkerungsansiedlung verwendet.
Radebeul besteht aus den beiden an der Meißner Straße als Achse liegenden Stadtzentren Radebeul-Ost (Stadt Radebeul vor 1935 mit Alt-Radebeul (unterhalb und oberhalb der Meißner Straße)) und Radebeul-West (Stadt Kötzschenbroda vor 1935 (unterhalb), Kötzschenbroda Oberort: oberhalb auf der Hochebene) sowie aus folgenden weiteren Stadtteilen: Serkowitz (zu Radebeul, unterhalb), Oberlößnitz (zu Radebeul, oberhalb), Wahnsdorf (zu Radebeul, oberhalb auf der Hochebene), Fürstenhain (zu Kötzschenbroda, unterhalb), Naundorf (zu Kötzschenbroda, Dorfkern unterhalb, Weinbauflächen oberhalb), Zitzschewig (zu Kötzschenbroda, oberhalb), Niederlößnitz (zu Kötzschenbroda, oberhalb), Lindenau (zu Kötzschenbroda, oberhalb auf der Hochebene).
Nach der Wiedervereinigung entstand in Radebeule ein ausgeprägtes wirtschaftliches Gefälle zwischen der ursprünglichen Bevölkerung südlich der Meißner Straße und der wohlhabenden zugezogenen Bevölkerung, die in den Villen der nördlich der Meißner Straße liegenden Weinhängen lebt. Eine höhere Hanglage entspricht dabei höheren Immobilienpreisen.
| Name           | Ersterwähnung oder Gründung | Einwohner 1900                                       | Fläche 1900 (ha)            | Vereinigt mit Kötzschenbroda | Vereinigt mit Radebeul | Stadtteil in Radebeul-… | Siedlungsform    |
| -------------- | --------------------------- | ---------------------------------------------------- | --------------------------- | ---------------------------- | ---------------------- | ----------------------- | ---------------- |
| Alt-Radebeul   | 1349                        | 6.583                                                | 242                         |                              |                        | Ost                     | Rundling         |
| Serkowitz      | 1315                        | 2.858                                                | 183                         |                              | 1905                   | Ost                     | Angerdorf        |
| Oberlößnitz    | 1839                        | 1.652                                                | 146                         |                              | 1934                   | Ost                     | Villenkolonie    |
| Wahnsdorf      | 1350                        | 718                                                  | 238                         |                              | 1934                   | Ost                     | Straßenangerdorf |
| Kötzschenbroda | 1226                        | 6.089 mit Fürstenhain                                | 664 mit Fürstenhain         |                              | 1935                   | West                    | Straßenangerdorf |
| Fürstenhain    | 1553                        | in Kötzschenbroda enthalten (285 am 2. Februar 1876) | in Kötzschenbroda enthalten | 1876                         | 1935                   | West                    | Straßendorf      |
| Lindenau       | 1287                        | 688                                                  | 33                          | 1920                         | 1935                   | West                    | Straßendorf      |
| Naundorf       | 1144                        | 1.866                                                | 428                         | 1923                         | 1935                   | West                    | Straßenangerdorf |
| Niederlößnitz  | 1839                        | 4.338                                                | 259                         | 1923                         | 1935                   | West                    | Villenkolonie    |
| Zitzschewig    | 1366                        | 1.428                                                | 309                         | 1923                         | 1935                   | West                    | Rundling         |

## Geschichte

### Radebeul bis zur Stadtwerdung
Die Lößnitz wurde archäologischen Funden nach erst spät besiedelt. Aus der Periode der Schnurkeramiker (späte Jungsteinzeit, um 2200 v. Chr. – 2000 v. Chr.) gibt es erste Siedlungsspuren auf Radebeuler und Niederlößnitzer Gebiet. In Serkowitz wurde ein Brandgräberfeld aus der Frühbronzezeit (2000 v. Chr. – 1600 v. Chr.) gefunden.
Ebenfalls auf Serkowitzer Gebiet wie auch in Weinböhla und Coswig finden sich Urnenfelder der Mittleren Bronzezeit (Lausitzer Kultur, 1600 v. Chr. – 1300 v. Chr.), und aus der Spätbronzezeit (1300 v. Chr. – 800 v. Chr.) finden sich in Kötzschenbroda und Naundorf archäologische Reste. Weitere Funde aus dieser Zeit weisen auf eine recht dichte Besiedlung unterhalb der Heidesandterrassen auf den hochwasserfreien Kuppen hin.
Aus der Völkerwanderungszeit sind Funde germanischer Besiedlung selten; in der Nähe des Bahnhofs Radebeul-Weintraube wurden 1998 im Zuge einer Baustelle Reste von germanischen Rennfeueröfen gefunden, die vermutlich „nicht in völliger Wildnis“ lagen. Um das Jahr 600 kamen westslawische Sorben in die Region. Von einer relativ dichten slawischen Besiedlung zeugen weitere Fundorte, von denen das 1925 bei Kötzschenbroda angeschnittene Gräberfeld schon frühe christliche Einflüsse zeigt. Diese entstanden, da 929 im Zuge der fränkischen Ostexpansion die Burg Meißen errichtet wurde. Fränkische und sächsische Kolonisten wurden angesiedelt, freie Bauern übernahmen slawische Siedlungen oder rodeten neue Siedlungsflächen. Es gibt Indizien dafür, dass das unter der Ägide der Burggrafen von Dohna geschah.
Im Jahre 1349 wurde Radebeul erstmals urkundlich erwähnt. Der Name des heutigen Ortsteils Naundorf fand sich schon 1144 in einer Urkunde. Es folgten 1226 Kötzschenbroda, 1287 Lindenau, 1315 Serkowitz, 1350 Wahnsdorf, 1366 Zitzschewig und 1533 Fürstenhain. 1271 wurde das Kötzschbergische Weingebirge erwähnt (heute Niederlößnitz) und 1286 findet sich die erste schriftliche Erwähnung des Lezenitzbergs (heute Hoflößnitz beziehungsweise Oberlößnitz).

Altes Siegel von Radebeul (mit volksetymologischer Umsetzung von Radebeil)

Die Schreibweise von 1349 als Radebůl (altsorbisch für Ort des Radobyl) wurde später auf dem alten Siegel durch ein Rad und ein Beil dargestellt. Das Rad ist heute noch Bestandteil des Stadtwappens, obwohl es mit dem Ortsnamen nichts zu tun hat.

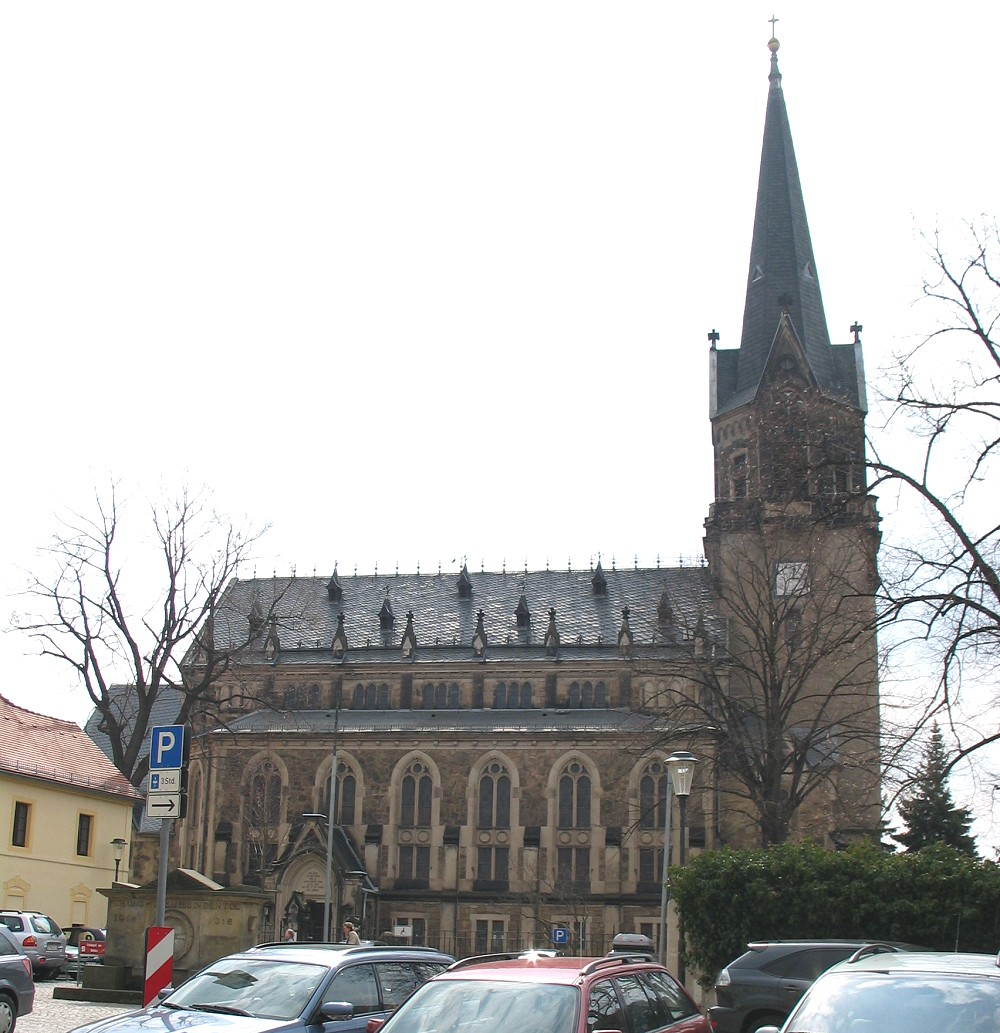
Friedenskirche Kötzschenbroda

Auf das Jahr 1273 ist das erste Dokument über ein Radebeuler Bauwerk datiert, die Kirche zu Kötzschenbroda. 1935 bekam sie den Namen Friedenskirche, da am 27. Augustjul. / 6. September 1645greg. im Pfarrhaus der Kirche der Waffenstillstand von Kötzschenbroda unterzeichnet wurde. Er beendete den Dreißigjährigen Krieg in Sachsen. Durch den Bau des Bahnhofs 1872 in Kötzschenbroda und den Eisenbahnanschluss wuchs die Attraktivität des Ortes erheblich. 1879 nahm die ortsansässige Sparkasse nach einem zweieinhalbjährigen Gründungsvorlauf die Arbeit auf. Die kleine Gemeinde Radebeul (siehe Alt-Radebeul) und ihr Umland wuchsen um die Wende vom 19. zum 20. Jahrhundert sehr stark an. 1905 wurde der benachbarte Ort Serkowitz eingemeindet und mit Wirkung vom 1. April 1924 Radebeul zur Stadt erhoben. 1934 wurden die Nachbargemeinden Wahnsdorf und Oberlößnitz eingemeindet.
Westlich von Radebeul vollzog sich in den 1920er Jahren eine ähnliche Entwicklung. So gliederte Kötzschenbroda 1920 die Gemeinde Lindenau ein. Durch die Eingemeindung von Naundorf, Zitzschewig und Niederlößnitz 1923 wurde Kötzschenbroda Großgemeinde und am 5. Mai 1924 ebenfalls zur Stadt erhoben. Beide Städte gehörten zur Amtshauptmannschaft Dresden.

### Zusammenschluss mit Kötzschenbroda

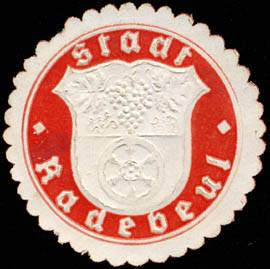
Ehemalige Siegelmarke der Stadt Radebeul

Radebeul und Kötzschenbroda wurden zum 1. Januar 1935 zur bezirksfreien Stadt Radebeul zusammengeschlossen. Aufgrund der zum 30. Januar 1935 neuen Deutschen Gemeindeordnung wurde Radebeul am 1. April 1935 zum Stadtkreis erklärt (damals bereits etwa 35.000 Einwohner) und der Kreishauptmannschaft Dresden-Bautzen (ab 1. Januar 1939 Umbenennung in Regierungsbezirk Dresden-Bautzen) unterstellt.
Das Adressbuch weist 1943 sechs Ortsgruppen der NSDAP aus, daneben weitere nationalsozialistische Gruppierungen.
Während des Zweiten Weltkriegs kam es kaum zu Zerstörungen im Stadtgebiet. Am schlimmsten traf es 31 Einwohner der Ahornstraße, auf deren Tod durch von Sprengbomben zerstörte Gebäude eine Bronzetafel an der Ahornstraße 2/4 hinweist. Am 7. und 8. Mai 1945 wurde Radebeul fast kampflos durch die sowjetische Armee besetzt, die Niederwarthaer Brücke wurde jedoch noch am 8. Mai durch deutsche Truppen gesprengt. Die sowjetische Militärverwaltung beschlagnahmte in den folgenden Wochen, und auch noch bis 1947, zahlreiche größere Gebäude sowie Villen für ihre Zwecke; die Bewohner wurden teilweise gezwungen, unter Zurücklassung der Möbel bis Januar 1950 anderswo unterzukommen.
Ein Gedenkstein in Friedewald/Dippelsdorf, Großenhainer Str. 71, (am Abzweig Kreyernweg) erinnert daran, dass der deutschstämmige, jüdische Dolmetscher der Roten Armee Ilja Bela Schulmann am 7. Mai 1945 durch ein Telefonat mit der Radebeuler Stadtverwaltung die kampflose Übergabe der Stadt Radebeul erreichte. Oberbürgermeister von Radebeul war William Erich Heinrich Severit, der ihm die kampflose Übergabe zusagte.

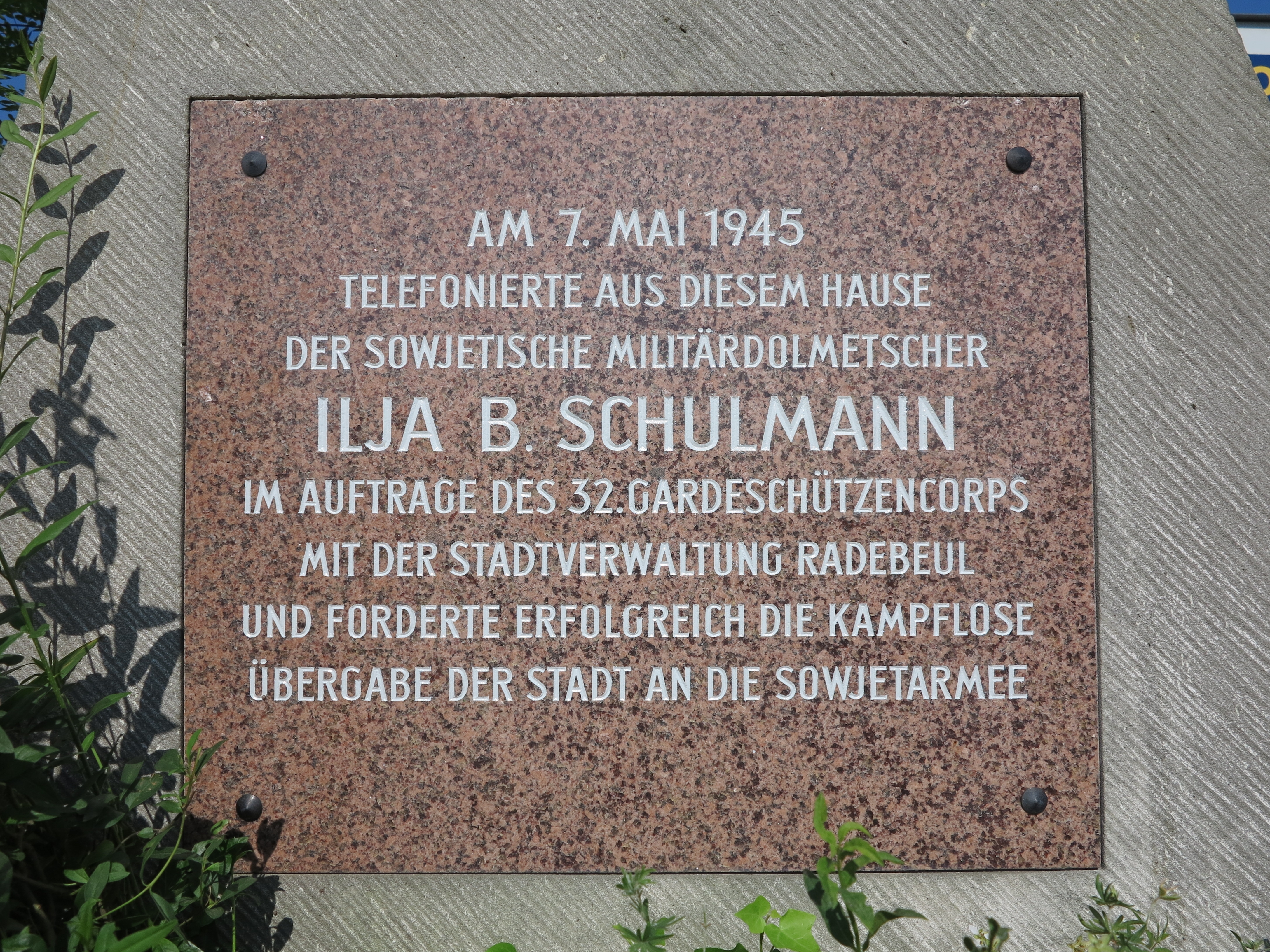
Gedenkstein zur kampflosen Übergabe der Stadt Radebeul im Mai 1945, Foto Juni 2025

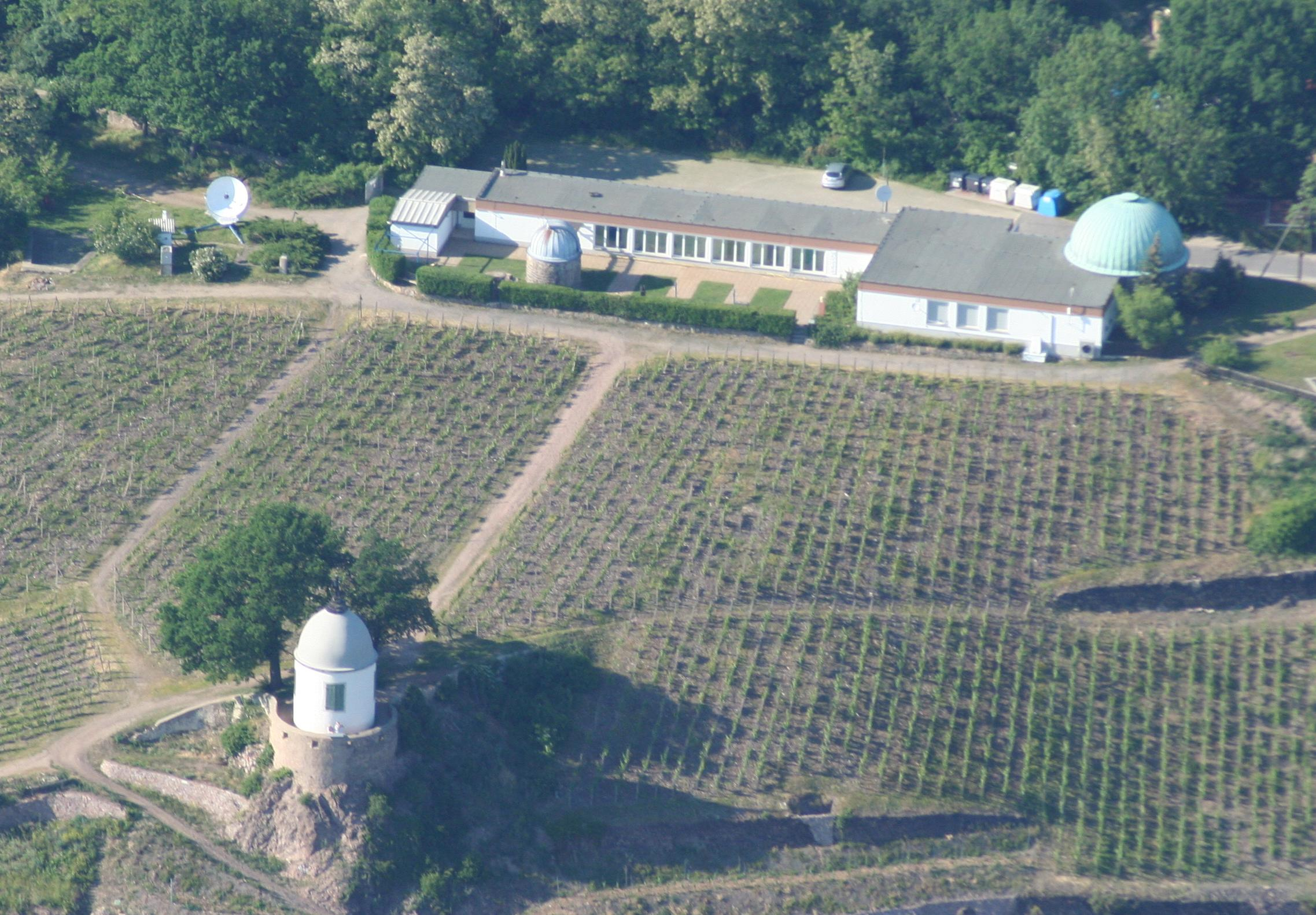
Volkssternwarte „Adolph Diesterweg“ Radebeul, davor der Jacobstein

Die Kreisfreiheit der Stadt endete 1947, als sie wieder zum Landkreis Dresden kam.
Im Jahr 1949 wurde in Radebeul ein Heimkombinat „Freies Griechenland“ gegründet. In ihm erhielten griechische Kinder eine schulische und berufliche Ausbildung. Über 1.000 Kinder waren nach der Niederlage der Kommunisten im Griechischen Bürgerkrieg 1946–1949 aus Griechenland in die DDR evakuiert worden.
Im Folgejahr 1950 zog die Landesoper Sachsen nach Radebeul, aus ihr entstanden die Landesbühnen Sachsen. Am 11. Juli 1958 begann mit der Gründung der LPG Lößnitzaue die bis 1960 dauernde Kollektivierung der Landwirtschaft. Am 2. Mai 1959 wurde die Volkssternwarte Adolph Diesterweg eingeweiht, 1960 zog die Puppentheatersammlung nach Radebeul in das Hohenhaus. Die Volkssternwarte erhielt am 3. Oktober 1969 ein neues Planetarium. 1984 wurde die neue Schwimmhalle eingeweiht. Am 9. Februar 1985 wurde im Zuge der Karl-May-Renaissance in der DDR die Ausstellung Karl May – Leben und Werk in der Villa Shatterhand und am 26. September 1987 die Dauerausstellung Vom Weinbau im Raum Radebeul in der Hoflößnitz eröffnet.
1992 wurde Kötzschenbroda zum Sanierungsgebiet erklärt, im selben Jahr wurden die ersten Karl-May-Festtage veranstaltet. Zum 850-Jahre-Jubiläum der ersten Erwähnung fand 1994 in Naundorf das erste Dorf- und Schulfest statt. 1995 kam Radebeul mit der Auflösung des Landkreises Dresden zum Landkreis Meißen und wurde mit Wirkung vom 1. März 1995 zur Großen Kreisstadt erklärt. Ebenfalls in diesem Jahr fanden Feierlichkeiten zum 350. Jahrestag des Waffenstillstands von Kötzschenbroda statt. 1997 wurde der erste Radebeuler Bauherrenpreis vergeben, 1998 die Stiftung Weingutmuseum Hoflößnitz eingerichtet und am 13. September der Radebeuler Kunstpreis zum ersten Mal verliehen. 1999 wurde die Historische Weinberglandschaft der Lößnitz unter Denkmalschutz gestellt.
Im August 2002 richtete die Jahrhundertflut der Elbe auch in Radebeul schwere Schäden an. Der Flutscheitel war am 17. August erreicht. 2004 wurde das Zentrum von Radebeul-Ost Sanierungsgebiet.
Im Jahr 2010 feierte die Stadt Radebeul ihr Stadtjubiläum „75 Jahre Radebeul“, bezog sich dabei also auf die 1935 erfolgte Vereinigung der beiden 1924 einzeln zu Städten ernannten Gemeinden Kötzschenbroda und Radebeul, nicht auf die Erlangung des Stadtrechts von 1924.
Die später widerrufene Wahl des Schriftstellers Jörg Bernig zum Kulturamtsleiter von Radebeul im Mai 2020 sorgte für bundesweite heftige Kontroversen, denen erst durch eine Sonderwahl des Stadtrats im Juni 2020 entgegnet werden konnte, der dann „mit großer Mehrheit“ die vormalige Kandidatin der hauptamtlichen Verwaltung, eine ausgewiesene Kulturamtsfachfrau, zur künftigen Kulturamtsleiterin wählte.

### Religion
Die Friedenskirche (evangelisch-lutherisch) in Kötzschenbroda steht an der Stelle des ältesten Kirchenbaus der Lößnitz. Das im 12. Jahrhundert entstandene Gebäude, welches 1273 urkundlich zum ersten Mal erwähnt wurde, wurde 1429 durch die Hussiten zerstört. 1477 wurde ein spätgotischer Neubau begonnen, der 1510 geweiht werden konnte. Erster namentlich bekannter Pfarrherr des Kötzschenbrodaer Sprengels, der neben Kötzschenbroda auch die Dörfer Naundorf, Zitzschewig und Lindenau sowie im Westen Coswig und Kötitz umfasste, war 1296 Johannes Bolian. Im Osten lag die Filialkirche von Kaditz, zu deren Sprengel die Dörfer Radebeul, Serkowitz, Trachau und Pieschen gehörten. Die Kaditzer Filialkirche wurde bis zur Säkularisierung von Kötzschenbroda aus mit betreut. Die Kirchen gehörten zum Archidiakonat Nisan.

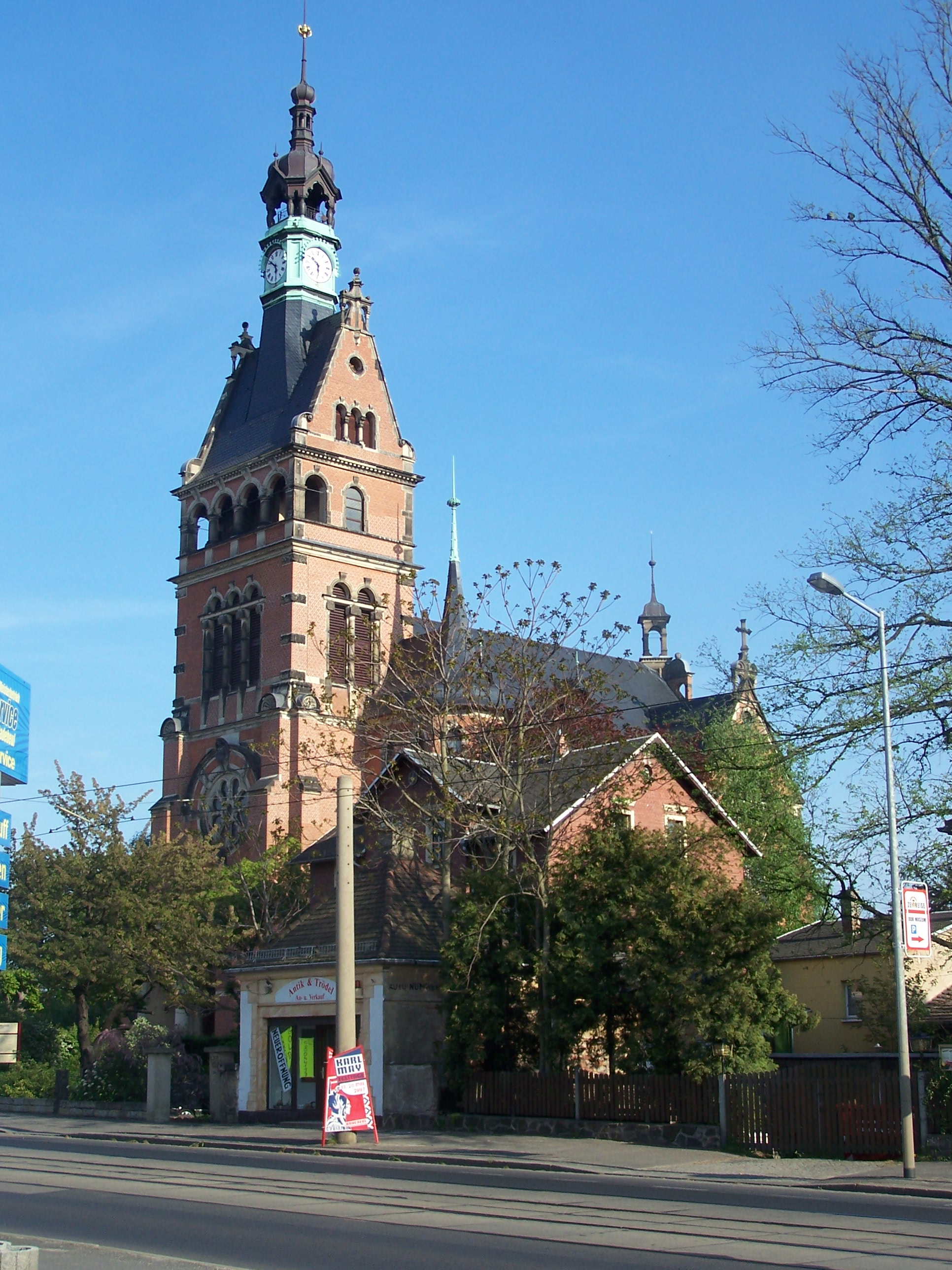
Lutherkirche Radebeul-Ost

1537 verließ der letzte katholische Pfarrer die Lößnitz, und 1539 wurde von Herzog Heinrich dem Frommen die Reformation und damit der protestantische Glaube eingeführt. Erster evangelischer Pfarrer in Kötzschenbroda wurde Veit Hammer (Vitus Malleus). Seine Parochie umfasste neben Kötzschenbroda noch Fürstenhain, Naundorf, Zitzschewig und Lindenau. 1558 wurde die Kirche beim Dorfbrand schwer beschädigt und 1637 durch schwedische Truppen fast völlig zerstört. Nach dem Waffenstillstand von Kötzschenbroda 1645 im Gemeindehaus wurde die Kirche unter dem langjährigen Pfarrer Augustin Prescher bis 1656 wiederaufgebaut.
Die in der Lößnitz verbliebenen Katholiken gehörten künftig zur Gemeinde der Dresdner Hofkirche, später zur St.-Josefs-Gemeinde in Dresden-Pieschen. 1834 waren dies laut Erhebung auf dem Gebiet der Lößnitz noch neun Einwohner. Außerdem wurde 1834 in Niederlößnitz ein Einwohner reformierten Glaubens registriert.
Nachdem 1839 das neugegründete Niederlößnitz zur Parochie Kötzschenbroda dazugekommen war, beschloss der Gemeinderat 1882, die Kirche vollumfänglich den stark wachsenden Verhältnissen anzupassen und weitgehend umzubauen. 1935 erhielt die Kötzschenbrodaer Kirche den Namen Friedenskirche.
Ebenfalls 1839 kam das neugegründete Oberlößnitz zum Kirchspiel Kaditz hinzu. 1854 wurde mit der neuerrichteten Oberlößnitzer Schule auch ein Betsaal eingerichtet, in dem in der Folgezeit immer häufiger Gottesdienste abgehalten wurden. So entstand in den östlichen Lößnitzgemeinden der Wunsch nach einer eigenen Parochie, die 1890 gebildet wurde. 1892 konnte die neue evangelisch-lutherische Kirche zu Radebeul eingeweiht werden. 1934 erhielt sie den Namen Lutherkirche.
Die 1871 staatlich anerkannte katholisch-apostolische Gemeinde in Dresden hatte 1898 in der Lößnitz etwa 60 Gemeindemitglieder. Auf Grund dessen wurde 1899/1900 in Niederlößnitz in der damaligen Friedrich-August-Straße ein eigener Betsaal gebaut. Ab 1905 verbrachte der ehemalige katholisch-apostolische Bischof von Görlitz, ab 1897 Bischof von Halle an der Saale, Paul von Gersdorf, seinen Lebensabend in der Niederlößnitz.
Nach Plänen aus dem Jahr 1897, für die Dörfer Naundorf und Zitzschewig einen eigenen Friedhof mit Kapelle zu errichten, entstand zwischen 1905 und 1908 eine auch für regelmäßige Gottesdienste genutzte Kapelle, die der Pfarrei in Kötzschenbroda zugehört. 1927 wurden die heutigen Namen Johannesfriedhof und Johanneskapelle verliehen.
1925 lebten unter der hauptsächlich evangelischen Bevölkerung der Lößnitz laut Erhebung 145 Reformierte, 1053 Katholiken, 48 Juden sowie 1924 „Andere“.

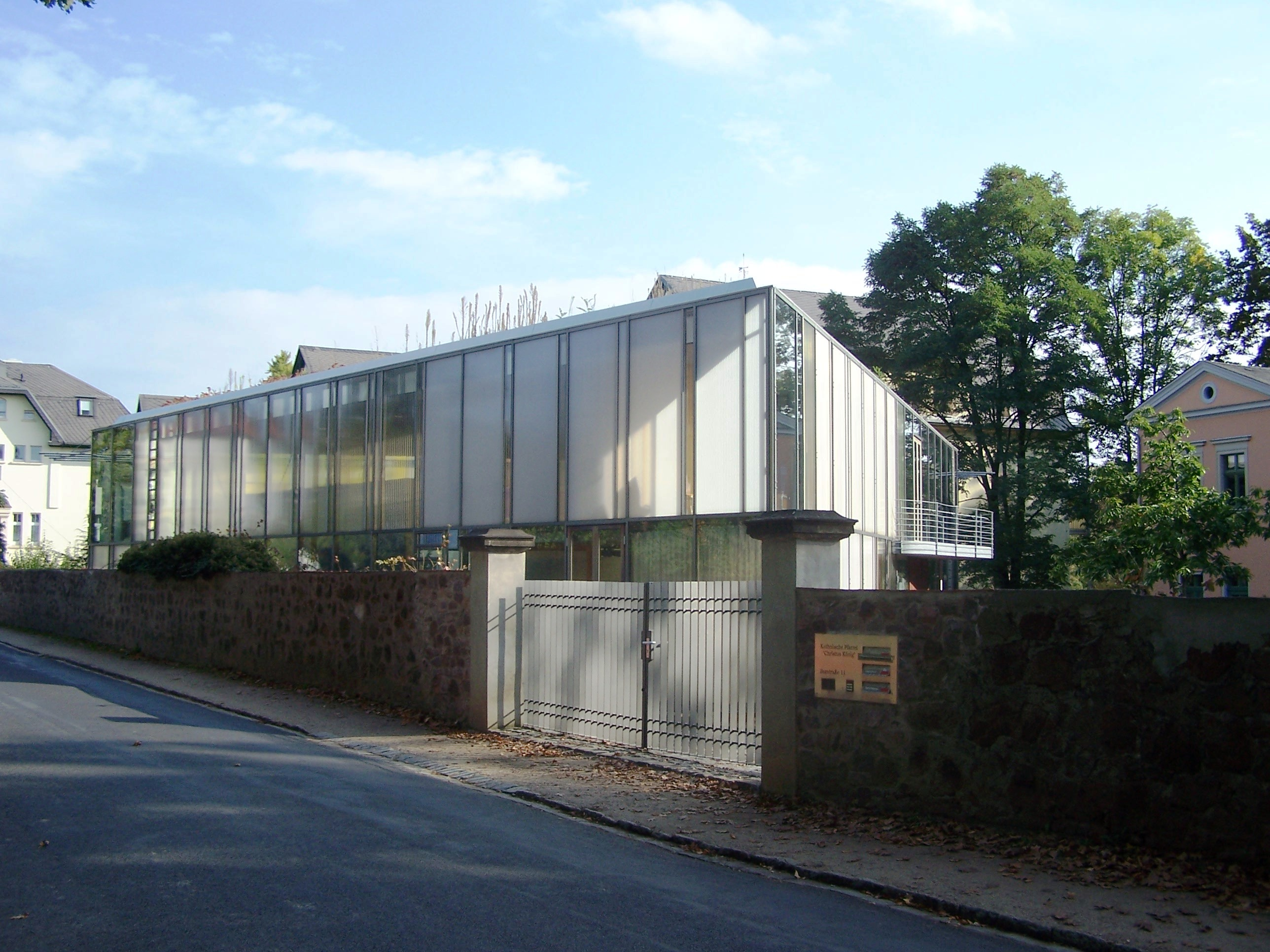
Katholisches Gotteshaus der Christkönig-Gemeinde Radebeul, Architekten: Behnisch & Partner, 2001

1926 erhielt Kötzschenbroda wieder ein römisch-katholisches Seelsorgeamt; der erste Pfarrer Josef Just war vorher Kaplan an der Dresdner Hofkirche, er betreute auch Coswig, Moritzburg und Radeburg. 1927 wurde in der Heinrichstraße eine provisorische St.-Josef-Kapelle geweiht. Im selben Jahr erhielt die Gemeinde eine Villa in der Borstraße als Katholisches Pfarramt, in deren Erdgeschoss die Christ-König-Kapelle eingerichtet und 1928 geweiht wurde. 2000/2001 entstand nach Plänen von Behnisch & Partner auf dem Grundstück die heutige moderne Kirche der Christ-König-Gemeinde. Zur Pfarrei gehört heute auch Friedewald.
Nach 1945 entstand in Radebeul ein neuapostolisches Kirchenleben, da die entsprechenden Einrichtungen in Dresden zerstört waren und zahlreiche entsprechende Umsiedler vor Ort hinzukamen. Erste Gottesdienste wurden ab 1947 im Vereinsraum des Gasthofs Goldener Anker abgehalten. 1949 erhielt die Gemeinde einen eigenen Betsaal, 1950 wurde sie selbständig. Ab 1955 wurde die heutige Kirche errichtet und 1956 geweiht. 2001 hatte die Gemeinde etwa 280 Mitglieder.

### Entwicklung der Einwohnerzahlen

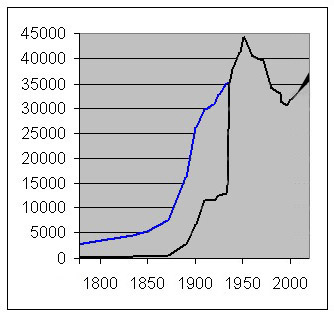
Bevölkerungsentwicklung 1780–2020, Radebeul (schwarz), alle 10 Ursprungsgemeinden (blau), Prognose bis 2020

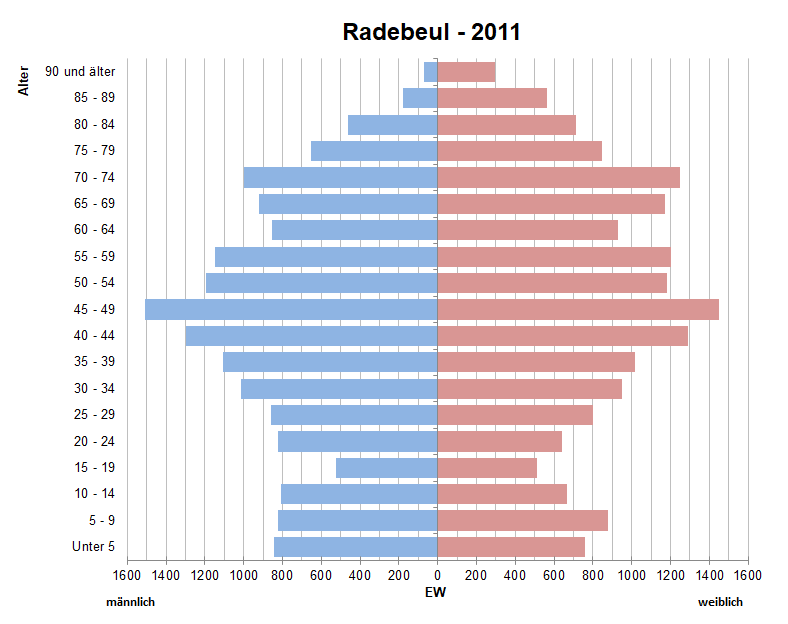
Bevölkerungspyramide für Radebeul (Datenquelle: Zensus 2011)

Die Ursprungsgemeinde Radebeul war um 1550 ein kleines Dorf mit 71 Einwohnern, während alle anderen Ursprungsgemeinden (Oberlößnitz und Niederlößnitz waren noch nicht gegründet) sehr viel größer waren. Naundorf war mit 312 Einwohnern mehr als viermal und Kötzschenbroda fast neunmal so groß mit 630 Einwohnern.
Radebeul hatte jedoch einen wesentlich höheren Bevölkerungszuwachs mit einer bis etwa 1870 gleichbleibenden Rate. Die Ursprungsgemeinden zusammen hatten 1550 etwa 1541 Einwohner und eine geringere Zuwachsrate bis etwa 1750, ab dann glich sich die Zuwachsrate an die von Radebeul an.
Ab 1871 gab es auf der gesamten Lößnitzflur eine regelrechte Bevölkerungsexplosion. Radebeul überholte mit 6583 Einwohnern Kötzschenbroda mit 6089 Einwohnern, obwohl noch fünf Jahre vorher Radebeul über 1000 Einwohner weniger hatte als Kötzschenbroda. Rechnet man jedoch das aus der Kötzschenbrodaer Flur ausgegliederte, durch die Entwicklung nach dem Villenkoloniekonzept stark gewachsene Niederlößnitz mit seinen 4338 Einwohnern zu Kötzschenbroda dazu, wäre es auf fast 10.500 Einwohner gekommen.
1900 nahm das Bevölkerungswachstum wieder ab, ab 1905 begannen die Eingemeindungen. Serkowitz kam 1905 zu Radebeul, das damit zum größten Ort mit 10.568 Einwohnern wurde. 1920 wurde Lindenau eingemeindet und 1923 verdoppelte Kötzschenbroda seine Einwohnerzahl durch weitere drei Nachbargemeinden, es hatte 1925 damit 17.425 Einwohner gegenüber 12.428 von Radebeul. 1924 erhielten beide das Stadtrecht. Daneben gab es als selbstständige Landgemeinden nur noch Oberlößnitz mit 2186 und Wahnsdorf mit 923 Einwohnern. 1933 hatten diese zusammen 3309 Einwohner, beide wurden 1934 in Radebeul eingemeindet, das damit (Stand: 1933) insgesamt 16.258 Einwohner hat. Kötzschenbroda hatte zu diesem Zeitpunkt 18.909 Einwohner.
1935 wurden beide Städte vereinigt; aus den 35.167 Einwohnern (1933) wurden bis 1950 44.293. Von da an nahm die Bevölkerung ab bis zum Tiefpunkt 1993 mit 30.339 Einwohnern, was eine Abnahme von einem Drittel gegenüber 1950 bedeutete.
Seit 1993 nimmt die Bevölkerung wieder zu, Ende 2013 lag die Bevölkerungszahl von Radebeul mit über 33.390 Einwohnern höher als 1988 vor der Wende, jedoch niedriger als zum Zeitpunkt der Vereinigung beider Städte 1935. Der Ausländeranteil liegt bei etwa zwei Prozent. Der Bevölkerungszuwachs entsteht aus der positiven Differenz von Zuzügen nach Radebeul gegenüber einem derzeit knapp negativen Saldo von Verstorbenen gegenüber Lebendgeborenen. In allen drei Varianten der Regionalisierten Bevölkerungsprognose für den Freistaat Sachsen bis 2025 wächst die Einwohnerschaft von Radebeul und könnte laut der Prognose 2025 zwischen 34.000 und 34.400 Einwohner erreichen. Dieser Wert ist wider die ursprünglichen Erwartungen schon mit Beginn des Jahres 2016 erreicht worden. Radebeul erlebt wie alle anderen Städte im Ballungsraum Dresden seit 2012 ein beschleunigtes Wachstum seiner Bevölkerung.
Mit dem 31. Juli 2011 wurde Radebeul die einwohnerstärkste Stadt (33.732 Einwohner) im Landkreis Meißen, da Riesa zeitgleich auf 33.698 Einwohner abnahm. Dieser Trend setzt sich weiter fort und Radebeul ist die mit Abstand größte Stadt im Landkreis Meißen (Stand 2015). Seit 2015 schwankt die Einwohnerzahl um die 34.000.
Entwicklung der Einwohnerzahlen seit 1550 im Detail
Ursprungsgemeinde Radebeul mit den jeweiligen Eingemeindungen
| Jahr      | 1550 | 1750 | 1834 | 1849 | 1871 | 1890  | 1900  | 1910   | 1919   | 1925   | 1933   | 1934        | 1935        |
| Einwohner | 71   | 239  | 390  | 470  | 647  | 2.783 | 6.583 | 11.402 | 11.497 | 12.428 | 12.949 | etwa 16.300 | etwa 35.200 |

Addition aller 10 Ursprungsgemeinden (Lößnitzortschaften)
| Jahr      | 1550  | 1750  | 1834  | 1849  | 1871  | 1890   | 1900   | 1910   | 1919   | 1925   | 1933   |
| Einwohner | 1.541 | 2.061 | 4.551 | 5.195 | 7.387 | 16.100 | 26.220 | 29.788 | 30.803 | 32.962 | 35.167 |

Stadt Radebeul nach der Vereinigung von Radebeul und Kötzschenbroda 1935 (Korrigierte Einwohnerzahl nach Zensus 2011)
| Jahr      | 1935        | 1946   | 1950   | 1960   | 1970   | 1980   | 1990   | 2000   | 2010   | 2011   | 2012   | 2015   | 2016   | 2017   | 2018   | 2019   | 2020   | 2021   |
| Einwohner | etwa 35.200 | 41.207 | 44.293 | 40.349 | 39.626 | 34.129 | 31.195 | 33.387 | 33.708 | 33.769 | 33.279 | 34.055 | 33.826 | 33.954 | 34.008 | 33.894 | 33.843 | 33.743 |

### Ergebnisse und Auswirkung des Zensus 2011
Die vorherige Bevölkerungsangabe zum 9. Mai 2011 aufgrund der Fortschreibungen betrug 33.708 Einwohner. Als Ergebnis des 2011er-Zensus wurde diese Zahl auf 33.202 Einwohner korrigiert, eine Zurücknahme um 1,5 %. Dies ist die kleinste Differenz im Vergleich zu den Nachbarstädten. Und auch im Vergleich zum Landkreis Meißen (−2,1 %), Land Sachsen (−2,0 %) und Deutschland (−1,8 %) sorgt die geringere Rücknahme der Zahlen dafür, dass Radebeul relativ zum Umland gesehen größer wurde. Damit ergeben sich durch die Neufestsetzung der Einwohnerzahlen keine negativen Auswirkungen auf die städtischen Finanzzuweisungen.
Mit diesen Ergebnissen blieb Radebeul auch weiterhin die einwohnerstärkste Stadt des Landkreises, da Riesa einen Rückgang seiner Einwohnerzahl auf 32.539 zu verzeichnen hatte, was eine Differenz zur ursprünglichen Angabe von −3,8 % bedeutet.

## Politik

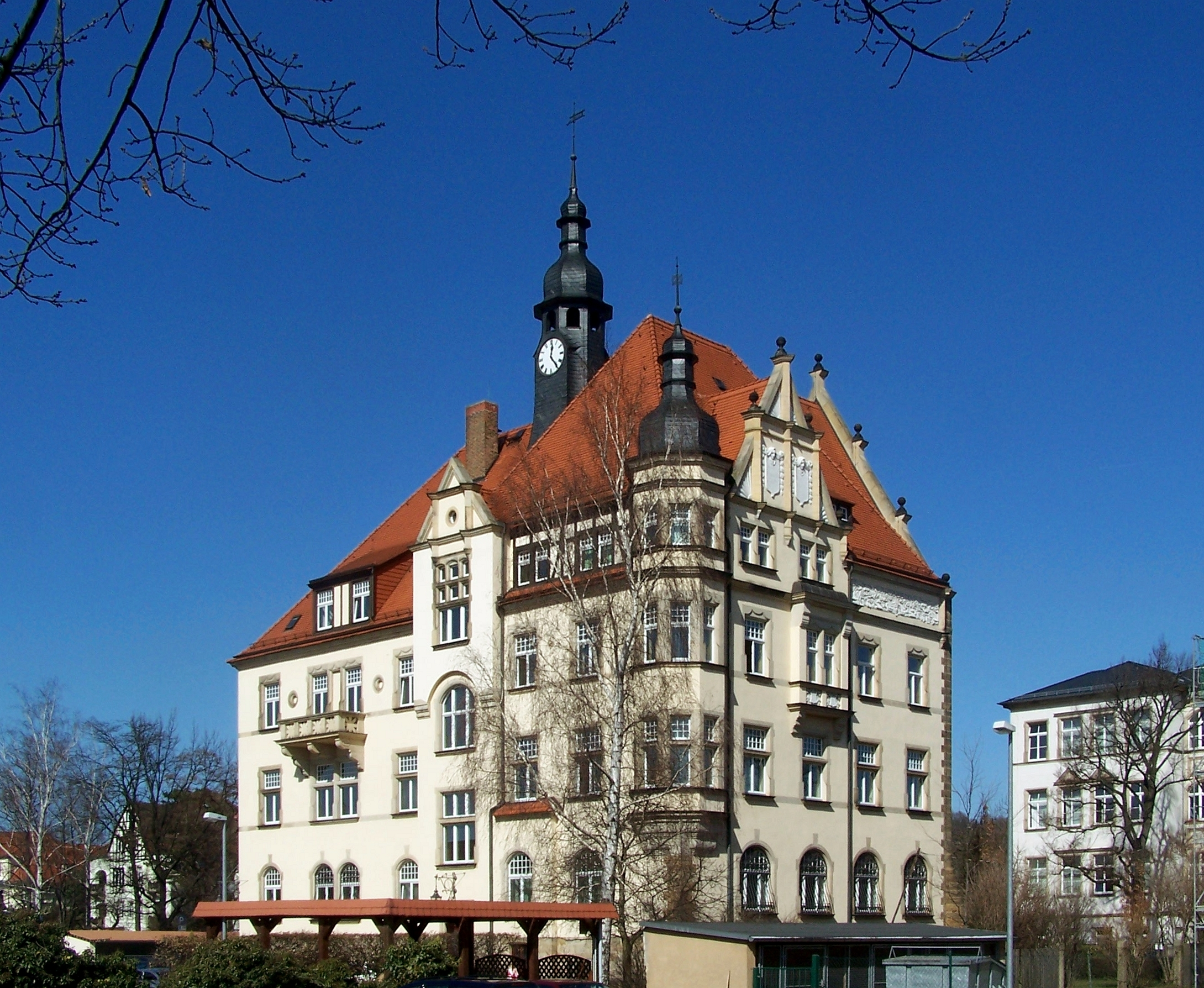
Das Radebeuler Rathaus

Bert Wendsche, 2024

Oberbürgermeister ist seit 2001 der parteilose Bert Wendsche, der gleichzeitig mehrere Geschäftsbereiche einschließlich der Kämmerei führt. Am 12. Juni 2022 wurde er mit 74,6 % der abgegebenen, gültigen Stimmen (2015: 73,7 %, 2008: 98,3 %, 2001: 59,4 %) für weitere sieben Jahre zum Oberbürgermeister wiedergewählt. Wendsche wird von zwei Bürgermeistern als Stellvertreter unterstützt, Jörg Müller (seit 2001) als Erster Bürgermeister mit dem Geschäftsbereich Stadtentwicklung und Bau und Silvio Kockentiedt (seit 2023) als Zweiter Bürgermeister mit den Geschäftsbereichen Hauptamt, Rechts- und Ordnungsamt und Amt für Bildung, Jugend und Soziales.
Das amtliche Mitteilungsblatt der Stadt ist das Radebeuler Amtsblatt (ISSN 1865-5564).

### Haushalt
Die Stadt wies Ende des Jahres 2021 einen Schuldenstand von 17,884 Millionen Euro (Vorjahr: 20,198 Millionen Euro) auf; Anfang 2013 lag dieser bei gut 38,3 Millionen, da die Stadt die Verbindlichkeiten des städtischen Sportstättenbetriebs übernommen hatte (ausgehend von 55,3 Millionen Euro Kreditschulden im Jahr 2002). Der Jahresendwert entspricht einer Pro-Kopf-Verschuldung je Einwohner von 528 Euro (Vorjahr: 596 Euro); seit 2017 liegt damit die Pro-Kopf-Verschuldung unter dem vom Sächsischen Innenministerium vorgegebenen Satz von 850 Euro/Einwohner. Der Durchschnittszinssatz für alle Radebeuler Kredite lag Ende 2021 bei 0,44 % (Vorjahr: 0,62 %); die Projektion sieht eine Tilgung der Gesamtschulden bis 2032 vor.
Im Radebeuler Amtsblatt 02/2023 wurde der Jahresabschluss 2021 der Stadt Radebeul nach dem System der Doppik veröffentlicht. Für das Vermögen der Bürgerschaft der Stadt Radebeul wurden der Jahresabschluss der Stadt Radebeul und der Jahresabschluss des sogenannten Konzerns Stadt einschließlich aller zu konsolidierenden Tochtergesellschaften als Jahresergebnis sowie als konsolidierte Bilanz (Vermögensausweis) aufgeführt. Dabei wurden in Radebeul ganz oder anteilig die folgenden Beteiligungen berücksichtigt:
- Unternehmen der Beteiligungsgesellschaft der Stadt Radebeul mbH (100 %)
- Besitzgesellschaft der Stadt Radebeul mbH (100 %)
- Stadtbäder und Freizeitanlagen Radebeul GmbH (98,04 %)
- Elbtal-Beteiligungsgesellschaft mbH (69 %)
- Stadtwerke Elbtal GmbH (35,2 %)
- Wasserversorgung und Stadtentwässerung Radebeul GmbH (assoziiert, 26,7 %)
- Weingut Hoflößnitz GmbH (assoziiert, 25 %)

Die Jahresergebnisse 2021 von Stadt und Konzern Stadt waren wie im Vorjahr positiv. Das Eigenkapital der Stadt in der Bilanzsumme lag bei 54,4 %, im Konzern Stadt bei 45,3 % (2020: 53,5 %, 44,2 %). Der Wert des Gesamtvermögens der Bürgerschaft (Schulen, Straßen, Infrastruktur etc.) konnte erhöht werden, die dazu notwendigen Kredite wurden abgebaut. Das Jahresergebnis des Konzerns Stadt wies einen Überschuss von etwa 11,6 Millionen Euro bei Erträgen von etwa 150,7 Millionen Euro auf (2020: 9,6 Mill. Euro, 144,2 Mill. Euro); erwirtschaftete Abschreibungen und der Überschuss dienten zur Schuldentilgung und als Eigenmittel bei Investitionen. Die Bilanzsumme 2021 des Konzerns Stadt betrug 422,2 Millionen Euro, was auf die Bürger umgelegt etwa 12.512 Euro ergab (2020: 406,8 Mill. Euro, 12.021 Euro).
Radebeul als Mittelzentrum im Verdichtungsraum hat zahlreiche Aufgaben, die sonst z. B. beim Landkreis liegen; unter anderem liegen die staatlichen Aufgaben der Bauordnung wie auch der Verkehrsbehörde bei der Stadt selbst. Um dies im kommunalen Finanzausgleich entsprechend zu berücksichtigen, werden entsprechende Einwohnerveredelungen vorgenommen. Bei Radebeul ergab sich nach dem Sächsischen Finanzausgleichsgesetz für diese Zwecke eine veredelte Einwohnerzahl zum 31. Dezember 2020 von 54.115 (veredelten) Einwohnern; die eigentliche Einwohnerzahl lag bei 33.843.

### Stadtrat
Der Stadtrat von Radebeul als zweites Organ der Stadt nach der Süddeutschen Ratsverfassung neben dem Oberbürgermeister setzt sich aus 34 Stadträten zusammen, die zuletzt bei der Stadtratswahl am 9. Juni 2024 gewählt wurden. Das Ergebnis kann den nebenstehenden Diagrammen entnommen werden.
| Sitzverteilung Stadtrat Radebeul 2024Insgesamt 34 Sitze - Linke: 2 - SPD: 2 - Grüne: 5 - CDU: 11 - FW: 3 - FDP: 2 - AfD: 9 | Wahlvorschlag                    | 2024   | 2024   | 2019   | 2019   | 2014   | 2014   |
| Sitzverteilung Stadtrat Radebeul 2024Insgesamt 34 Sitze - Linke: 2 - SPD: 2 - Grüne: 5 - CDU: 11 - FW: 3 - FDP: 2 - AfD: 9 | Wahlvorschlag                    | Sitze  | in %   | Sitze  | in %   | Sitze  | in %   |
| Sitzverteilung Stadtrat Radebeul 2024Insgesamt 34 Sitze - Linke: 2 - SPD: 2 - Grüne: 5 - CDU: 11 - FW: 3 - FDP: 2 - AfD: 9 | CDU                              | 11     | 32,8   | 9      | 25,6   | 11     | 31,2   |
| Sitzverteilung Stadtrat Radebeul 2024Insgesamt 34 Sitze - Linke: 2 - SPD: 2 - Grüne: 5 - CDU: 11 - FW: 3 - FDP: 2 - AfD: 9 | AfD                              | 9      | 25,3   | 6      | 19,1   | –      | –      |
| Sitzverteilung Stadtrat Radebeul 2024Insgesamt 34 Sitze - Linke: 2 - SPD: 2 - Grüne: 5 - CDU: 11 - FW: 3 - FDP: 2 - AfD: 9 | Grüne (bis 2019 mit Bürgerforum) | 5      | 13,0   | 7      | 19,4   | 5      | 15,2   |
| Sitzverteilung Stadtrat Radebeul 2024Insgesamt 34 Sitze - Linke: 2 - SPD: 2 - Grüne: 5 - CDU: 11 - FW: 3 - FDP: 2 - AfD: 9 | Freie Wähler                     | 3      | 9,7    | 5      | 13,7   | 8      | 22,3   |
| Sitzverteilung Stadtrat Radebeul 2024Insgesamt 34 Sitze - Linke: 2 - SPD: 2 - Grüne: 5 - CDU: 11 - FW: 3 - FDP: 2 - AfD: 9 | SPD                              | 2      | 7,2    | 2      | 6,4    | 3      | 9,1    |
| Sitzverteilung Stadtrat Radebeul 2024Insgesamt 34 Sitze - Linke: 2 - SPD: 2 - Grüne: 5 - CDU: 11 - FW: 3 - FDP: 2 - AfD: 9 | FDP                              | 2      | 6,1    | 2      | 6,6    | 2      | 6,5    |
| Sitzverteilung Stadtrat Radebeul 2024Insgesamt 34 Sitze - Linke: 2 - SPD: 2 - Grüne: 5 - CDU: 11 - FW: 3 - FDP: 2 - AfD: 9 | Linke                            | 2      | 5,8    | 3      | 9,1    | 4      | 12,7   |
| Sitzverteilung Stadtrat Radebeul 2024Insgesamt 34 Sitze - Linke: 2 - SPD: 2 - Grüne: 5 - CDU: 11 - FW: 3 - FDP: 2 - AfD: 9 | NPD                              | –      | –      | –      | –      | 1      | 3,0    |
| Sitzverteilung Stadtrat Radebeul 2024Insgesamt 34 Sitze - Linke: 2 - SPD: 2 - Grüne: 5 - CDU: 11 - FW: 3 - FDP: 2 - AfD: 9 | Wahlbeteiligung                  | 73,3 % | 73,3 % | 70,8 % | 70,8 % | 53,4 % | 53,4 % |

#### Ortschaftsrat Wahnsdorf
Im Stadtteil Wahnsdorf gibt es einen Ortschaftsrat, der sich aus sieben Ratsleuten (6 Männer und 1 Frau) zusammensetzt (Wahlbeteiligung: 75,1 % [2014: 65,7 %]):
| Partei / Liste | Stimmenanteil 2019 | Sitze 2019 | Partei / Liste        | (Stimmenanteil 2014) | (Sitze 2014) |
| -------------- | ------------------ | ---------- | --------------------- | -------------------- | ------------ |
| Bürgerliste    | 100,0 %            | 7          | Bürgerliste Wahnsdorf | 75,3 %               | 6            |
|                |                    |            | CDU                   | 24,7 %               | 1            |

### Wappen

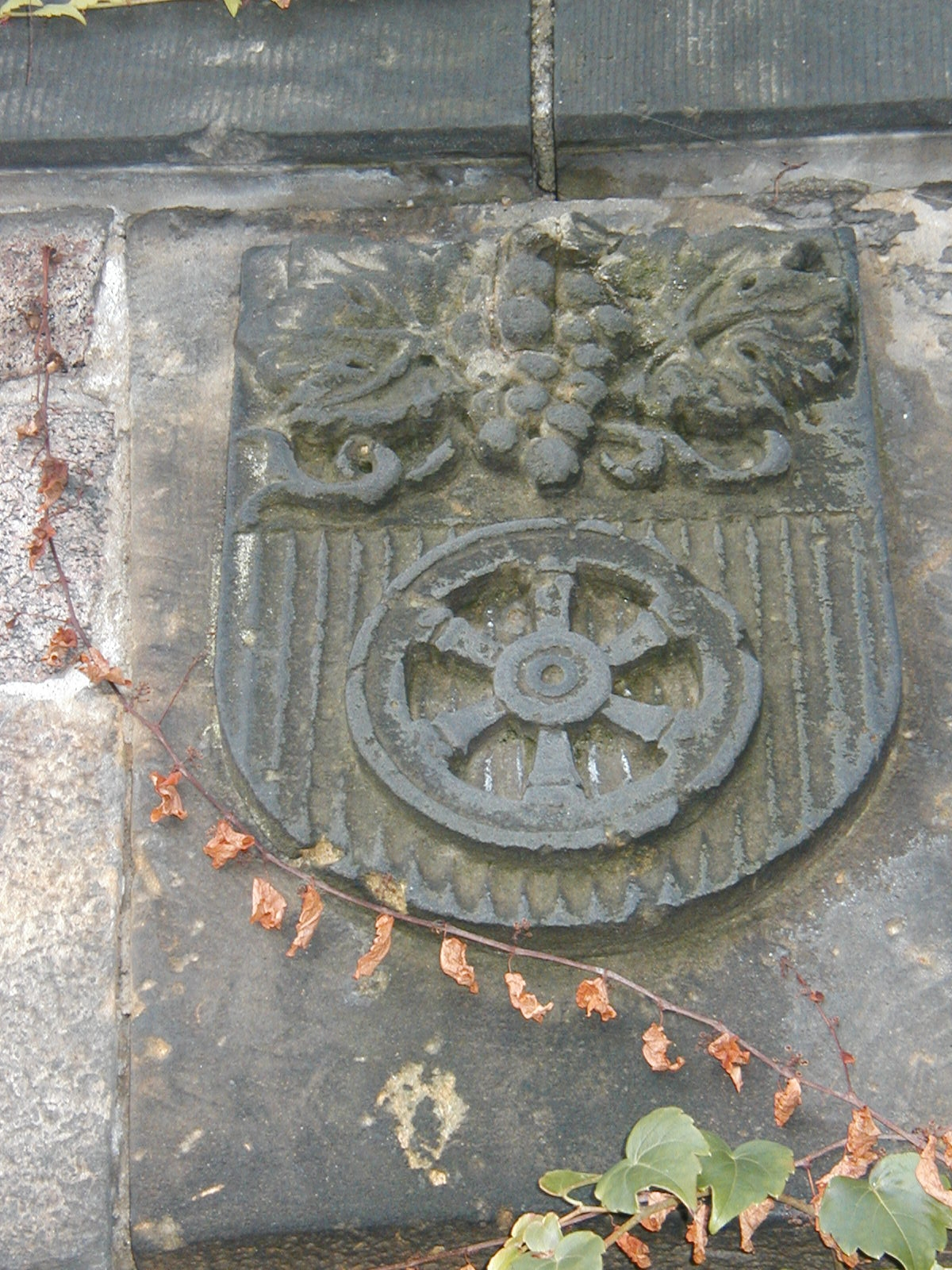
Radebeuler Wappen in der Hoflößnitz

Blasonierung: Geteilt von Silber über Rot; oben eine grüne Weintraube mit Laub, unten ein sechsspeichiges silbernes Rad.
Bedeutung: Die Weintraube kommt schon seit langem in verschiedenen Formen in Gemeindesiegeln der Ursprungsgemeinden vor, beispielsweise im Gemeindesiegel von Kötzschenbroda, aber auch von Serkowitz und Zitzschewig. Sie weist auf den in der Lößnitz seit Jahrhunderten betriebenen Weinbau hin. Das Rad ist eine volksetymologische (redende) Deutung für den Stadtnamen von Radebeul, es tritt im alten Gemeindesiegel über einem Beil auf.
Aus Marketinggründen setzt die Stadt häufig ein Logo statt des offiziellen Wappens ein. Zu diesem gehört die Marke „Radebeul – Stadt zum Genießen“.

### Städtepartnerschaften
Radebeul unterhält mehrere Städtepartnerschaften. Die älteste Partnerschaft wird mit St. Ingbert im Saarland seit 1988 gepflegt. Die Städtepartnerschaft mit Auboué im Département Meurthe-et-Moselle wurde von französischer Seite ohne Angabe von Gründen im März 1990 abgebrochen. Sie existierte seit 1961. Seit 1998 existiert eine Städtepartnerschaft mit Sierra Vista in Arizona, USA. Im Rahmen der Städtepartnerschaft mit Sierra Vista bestehen seit 2000 auch freundschaftliche Verbindungen zu der jenseits der Grenze gelegenen mexikanischen Stadt Cananea. Die dritte und jüngste Partnerschaft wurde im Jahr 2004 mit der Stadt Obuchiw (Обухів; Oblast Kiew) in der Ukraine abgeschlossen.
Eine Städtefreundschaft besteht seit 1990 mit Ostfildern.

## Kultur und Sehenswürdigkeiten

### Weinanbau

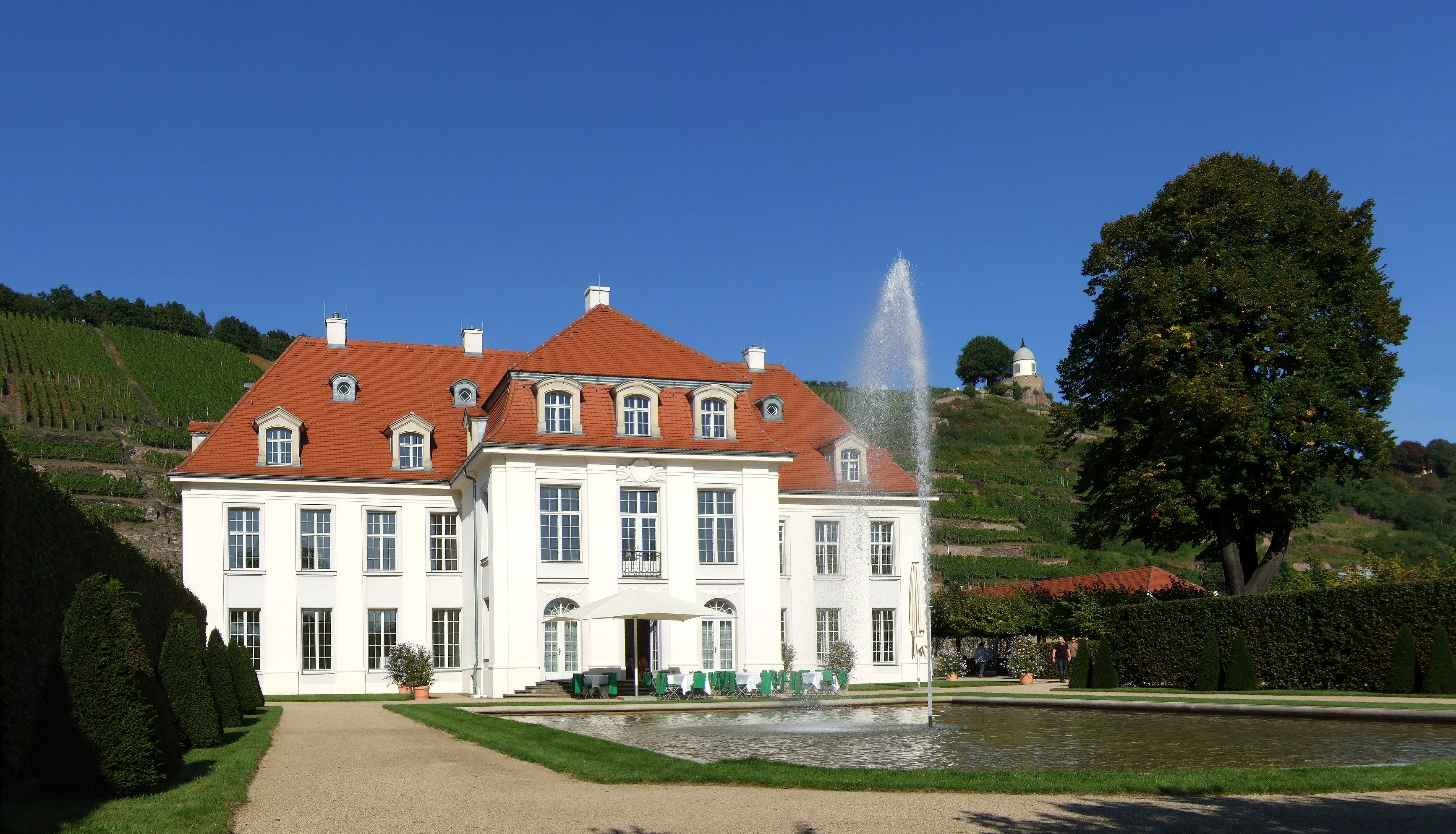
Schloss Wackerbarth mit Blick zum Jakobstein und der wohl höchsten heute noch im Ort betriebenen Fontäne

Radebeul liegt an der Sächsischen Weinstraße. Es ist bekannt für die sowohl Niederlößnitz als auch Oberlößnitz prägenden Steillagen mit ihren trockengesetzten Weinbergsmauern. Diese sind nicht nur als Landschaftsschutzgebiet ausgewiesen, sondern auch seit 1999 insgesamt als Denkmalschutzgebiet Historische Weinberglandschaft Radebeul geschützt worden. Der hier angebaute Wein wird als Großlage Lößnitz zusammengefasst. Diese besteht aus den Einzellagen Goldener Wagen, Steinrücken und Johannisberg.
Zu den bekanntesten Weingütern zählen das städtische Weingut Hoflößnitz (mit Weinbaumuseum), das sächsische Staatsweingut Schloss Wackerbarth. Erste Belege für den Radebeuler Weinanbau sind bereits für das Jahr 1271 zu finden. Von dieser langen Zeit zeugen auch viele Winzerhäuser, bisweilen noch aus dem Barock, teilweise aus dem hier üblichen rötlichen Syenitgestein, teilweise auch in Fachwerk. Auch die vielen trocken gesetzten Weinbergsmauern bestehen aus diesem Syenit. Die Radebeuler Weinberge werden durch fünf Weinwanderwege (Historische Waldroute, Route Oberlößnitz, Route Niederlößnitz, Route Wackerbarth, Route Zitzschewig) durchzogen, die jeweils vom Sächsischen Weinwanderweg abzweigen.
Als Nebenkultur wurde bereits seit dem Mittelalter die Erdbeere kultiviert. Neben der Walderdbeere wurde, vor allem im 19. Jahrhundert, die hitze- und frostresistente, kirschgroße Lößnitzer Weinbergserdbeere gezüchtet, die zu den frühreifen Sorten gehörte. Ab 1855 wurde auch Leipzig per Eisenbahn von Kötzschenbroda aus beliefert, zur Sicherstellung der Mengen fand dazu täglich die von etwa 50 Händlern betriebene Erdbeerbörse statt. Auch von Alt-Radebeul aus wurden Leipzig, Chemnitz und sogar Berlin beliefert. In der Zeit nach der Reblauskatastrophe gingen in Kötzschenbroda von der Gesamterntemenge ab den 1880er Jahren durchschnittlich 30 t Erdbeeren auf die Bahn, im Spitzenjahr 1907 waren es 70 t.

### Bauwerke und Sehenswürdigkeiten

Villa Kolbe 1897

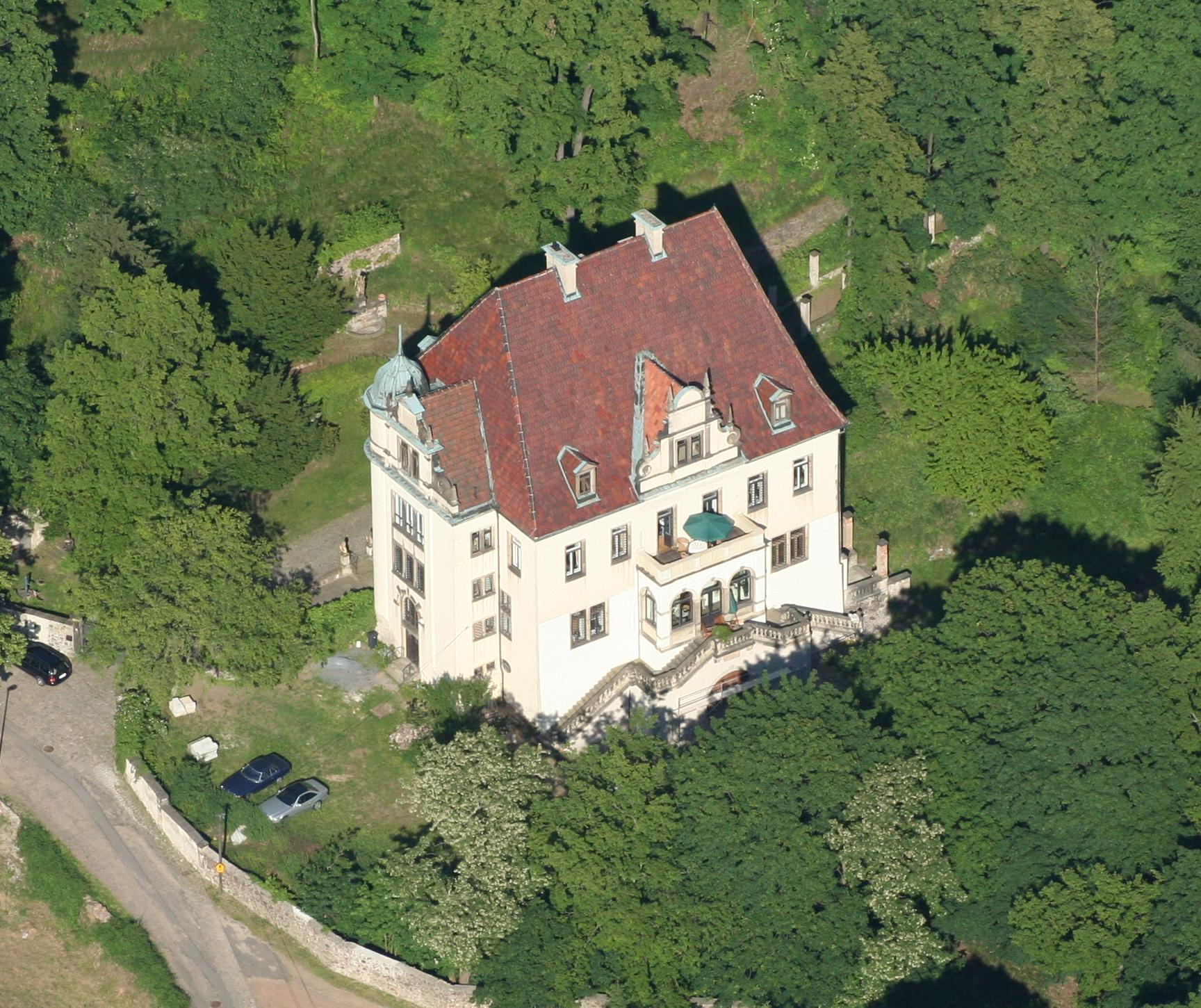
Hohenhaus Radebeul

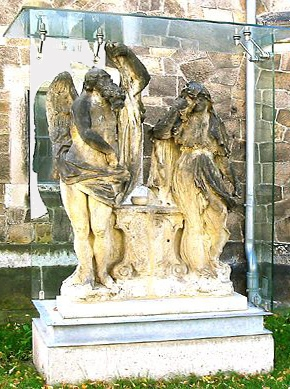
Denkmal Chronos und die Trauernde

Auf der Hangkante, von unten im Tal gut zu sehen, befinden sich eine Reihe von bedeutenden Radebeuler Bauwerken: so im Westen oberhalb von Schloss Wackerbarth der Jacobstein und dahinter die Volkssternwarte Adolph Diesterweg, die regelmäßig öffentliche Himmelsbeobachtungen und astronomische Vorträge anbietet. Der in den Gebäuden der Sternwarte beheimatete Astroclub Radebeul ist verantwortlich für eine weitere Sehenswürdigkeit: den von seinem Mitglied Martin Fiedler entdeckten Asteroiden 149884 Radebeul (2005 RD9). Weiter nach Osten finden sich das Berghaus Neufriedstein (im Volksmund auch Mätressenschlösschen genannt), der ebenfalls weiße Wasserturm und die Friedensburg. Weiter im Osten stehen der Bismarckturm und das Spitzhaus, dazwischen führen die Spitzhaustreppen hinunter zum städtischen Weingut Hoflößnitz.
Während im ehemaligen Wohnhaus Karl Mays ein Museum eingerichtet ist (Radebeul-Ost), ist das Hohenhaus (Radebeul-West), in dem Gerhart Hauptmann und Carl Hauptmann ihre Ehefrauen fanden, zwar dem Hauptmannverbund angeschlossen, befindet sich aber in Privatbesitz. In dem Haus, in dem sich bis in die 1990er Jahre die Dresdner Puppentheatersammlung befand, werden in regelmäßigen Abständen kulturelle Veranstaltungen durchgeführt. Bei der vom Berliner Architekten Otto March 1890/1891 für den Chemiker Carl Kolbe, Generaldirektor der Chemischen Fabrik v. Heyden, entworfenen Villa Kolbe, einem Neorenaissancegebäude im Stil eines Renaissanceschlosses, handelt es sich um „eine der aufwendigsten und architektonisch qualitätsvollsten Villen von Radebeul und seiner weiteren Umgebung.“ Diese verfällt zusehends.
Die Stadtentwicklung aus den Ursprungsgemeinden lässt sich heute besonders gut an den erhaltenen Dorfangern von Altkötzschenbroda und von Naundorf erkennen. Der Anger von Altkötzschenbroda wurde unter Wahrung der Denkmäler zu einer Veranstaltungsmeile saniert, während der Anger von Naundorf heute noch als Wohnanger seinen ursprünglichen Zweck bewahrt hat.
Zu den technischen Sehenswürdigkeiten zählt der vom Bahnhof Radebeul-Ost fahrende Lößnitzdackel, eine 1884 eröffnete Schmalspurbahnlinie über Moritzburg bis nach Radeburg. Auf der Elbe verkehren historische Raddampfer der Weißen Flotte auf der Fahrt zwischen Dresden und Diesbar. Eine weitere Sehenswürdigkeit ist die Wellenmaschine Marke Undosa (die Wellenreiche) im Bilzbad, die älteste Wellenmaschine ihrer Bauart. Sie wurde 1912 eingebaut und ist noch heute in Betrieb. Darüber hinaus gibt es in Radebeul zahlreiche denkmalgeschützte Baulichkeiten der Kleinarchitektur.
In Radebeul gibt es eine große Gartenbahn (An der Jägermühle 3), bei der es wegen ihrer Lage zwischen Lößnitzbach und der Lößnitzgrundbahn bisweilen zu Begegnungen zwischen Schmalspurbahn und 5-Zoll-Gartenbahn kommt.
In Radebeul stehen etwa 1270 Denkmaladressen unter Denkmalschutz. Aufgrund der für einen Ort dieser Größe außergewöhnlich hohen Anzahl von Denkmälern besaß die Radebeuler Stadtverwaltung einen eigenen Fachbereich Denkmalschutz, was im Normalfall nur für kreisfreie Städte und Landkreise vorgesehen ist und nur in Ausnahmefällen für Kreisstädte genehmigt wird. In Sachsen galt dies neben Radebeul nur noch in Freiberg und in Pirna.
Zum 1. Juli 2012 jedoch „opfert[e] Radebeul den Denkmalschutz“, um alle „Register für die Landesbühnen Sachsen“ ziehen zu können. Die Zuständigkeit für den Denkmalschutz wurde an den Landkreis Meißen nach Großenhain abgegeben. Im Gegenzug sollte das „Landratsamt darüber nach[denken], ein Beratungszimmer im Jobcenter auf der Dresdner Straße [in Radebeul] einzurichten.“ Damit „verlier[t] Radebeul [das] über Jahrzehnte zusammengetragene[…] Denkmalarchiv, eine echte Schatzkammer an Wissen“ sowie die „Fachkompetenz und [das] Engagement der Mitarbeiter für ihre Stadt.“ Die „rein ökonomischen Gründe[…]“ und die mehrheitliche Entscheidung des Stadtrats wurden vom Oberbürgermeister so erklärt, dass insbesondere die „immer weiter anwachsenden Belastungen […] der unteren Denkmalschutzbehörde ohne sachgerechten finanziellen Ausgleich sowie die seitens des Landes erzwungene regelmäßige finanzielle Beteiligung der Stadt an den Landesbühnen“ nebst dem vom ehemaligen Regierungspräsidium „»ererbten« Bearbeitungsrückstau bei den Steuerbescheinigungen“ zur Denkmalabschreibung zu dieser Entscheidung gezwungen haben.
Nachdem es in Radebeul gehäuft zu unmaßstäblichen und architektonisch unpassenden Neubauten kam, die den Villen- und Gartenstadtcharakter des Ortes gefährdeten, formierte sich Protest aus der Bevölkerung dagegen. Schließlich wurde 2021 ein Expertenrat für Neubauten einberufen, sodass bei Neubauvorhaben der einmalige historische Charakter Radebeuls erhalten wird.

### Denkmale

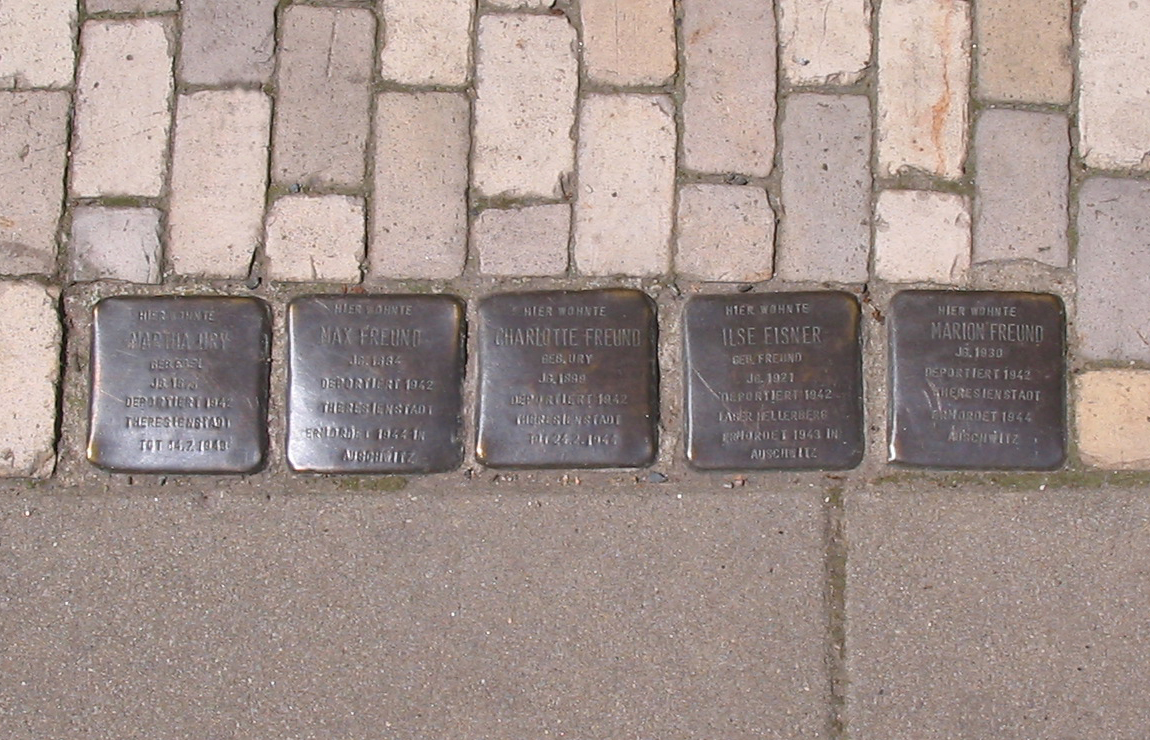
Die Stolpersteine in der Moritzburger Straße / Ecke Meißner Straße

Als bedeutendstes Denkmal steht auf dem Kirchhof der Friedenskirche in Kötzschenbroda das 2005 restaurierte Sandstein-Bildwerk Chronos und die Trauernde oder auch Chronos und klagendes Weib (wahrscheinlich aus dem 18. Jahrhundert). Darüber hinaus führt die Objektliste des vereins für denkmalpflege und neues bauen weit über 200 Objekte Kunst im öffentlichen Raum auf (viele davon Denkmäler, Stelen, Plastiken oder Gedenksteine). Darunter befindet sich das Grabmal von Karl und Klara May.
Am Rosa-Luxemburg-Platz befindet sich das Denkmal der VVN für die Opfer des Faschismus.
Am 26. Juli 2005 wurden in Radebeul vor dem Wettin-Haus, am Anfang der Moritzburger Straße, im Rahmen des gleichnamigen Projekts fünf Stolpersteine im Andenken an Mitbürger verlegt, die nach Auschwitz beziehungsweise Theresienstadt deportiert und dort ermordet wurden.

### Theater und Kino

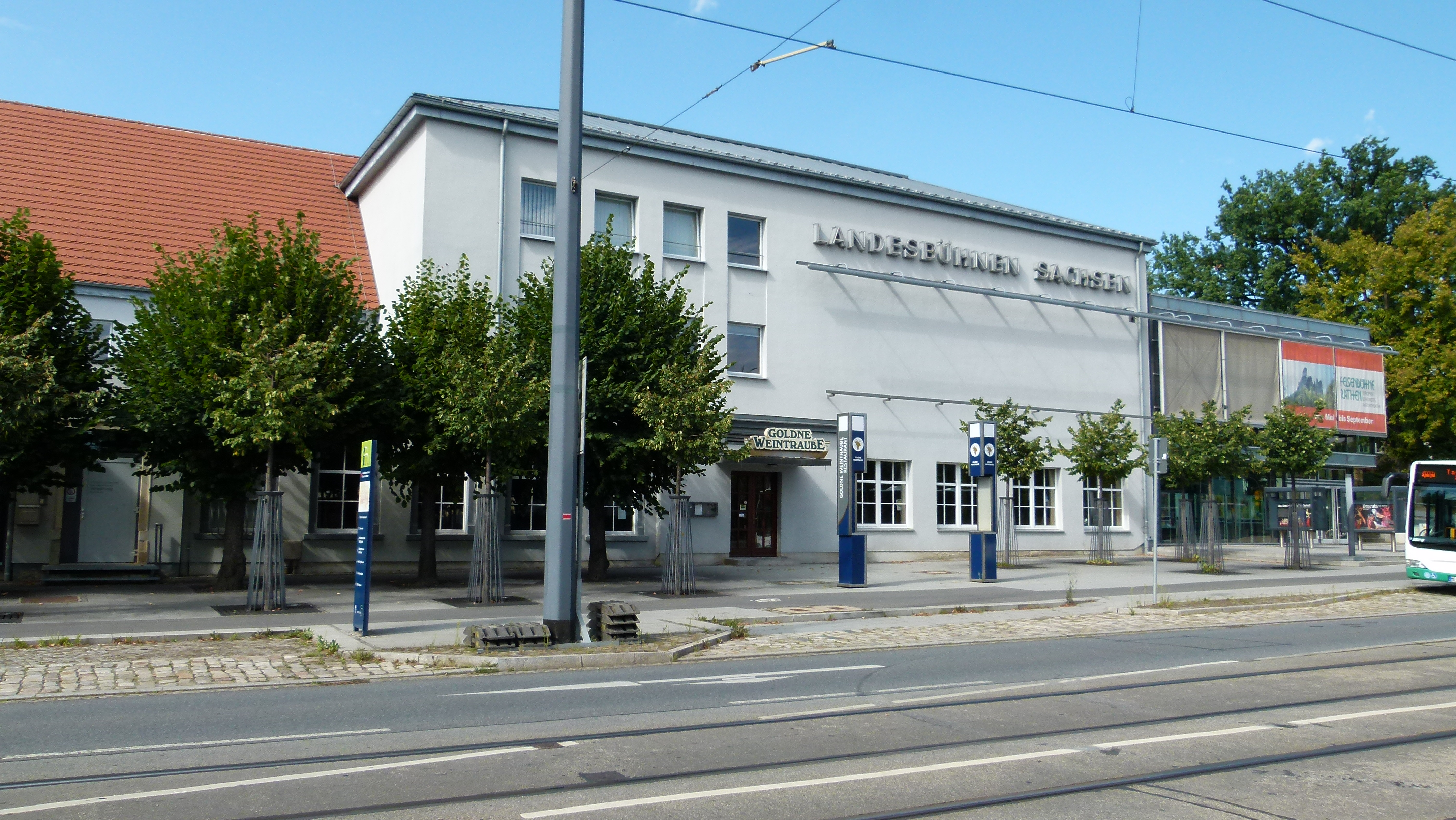
Radebeuler Stammhaus der Landesbühnen Sachsen

1950 zog die Landesoper Sachsen von Dresden-Gittersee nach Radebeul, aus der die Landesbühnen Sachsen entstanden. Das Stammhaus befindet sich in Radebeul, weitere Spielstätten sind die Felsenbühne Rathen und der Dresdner Zwinger. Es werden Oper, Operette, Musical, Schauspiel, Ballett oder Sinfoniekonzerte aufgeführt. An den Karl-May-Festtagen ist die Landesbühne federführend beteiligt.
Im Bahnhof Radebeul-West befand sich ab 2006 das Palastkino. Das Kino verfügte über neun Sitze und wurde als Kleinstes Kino der Welt ins Guinness-Buch der Rekorde aufgenommen. Es liefen vor allem Kult- und Independentfilme. Das Kino wurde an Privatleute, Vereine, Kindergärten, Schulen oder Firmen vermietet.
Die Theatergruppe Heiterer Blick wurde 1946 in Radebeul gegründet. In der Geschichte der Amateurtheatergruppe gab es Abspaltungen und Wiedereingliederungen anderer sächsischer Theatergruppen. In den siebziger Jahren wurde als Jugendtheater Planeta (heute KBA) die produktivste Phase unter der Leitung von Klaus Kunick (geb. 1933; gest. 6. August 2007) mit zeitweise über hundert Mitgliedern und vier Inszenierungen pro Jahr erreicht. Gespielt wurde im Klubhaus Heiterer Blick und auf zahlreichen Gastspielen. Seit den 1990er Jahren wird in wesentlich kleinerer Besetzung gespielt. In den letzten Jahren waren die bedeutendsten Auftritte bei den Hanauer Internationalen Theatertagen, beim 60-jährigen Bestehen des Vereins (2006) und beim Internationalen Wandertheaterfestival in Altkötzschenbroda. Der Verein ist Mitglied des Landesverbandes der Amateurtheater Sachsens. Bekannte Mitglieder des Theaters waren/sind Rolf Ludwig, Klaus Kunick, Friedemann A. Nawroth und Ruth Kelker.
Das Radebeuler christliche Amateur-Wandertheater KERIJAtheater tritt in ganz Sachsen, vorwiegend in christlichen Gemeinden, auf.
Kabarett gibt es seit dem 24. September 2004 wieder im KGB (Kabarett-Gewölbe-Bürgergarten) in Altkötzschenbroda.

### Musik
Radebeul hat eine eigene Hymne, das Lößnitzlied, dessen Musik und Worte von Herbert Schweiniger stammen.
Historisch gesehen gab es in der Lößnitz zahlreiche Gesangsvereine, von denen einige noch heute existieren. Der älteste noch aktive Chor ist der Männerchor Radebeul „Liederkranz“ von 1844, der 1997 vom damaligen Bundespräsidenten Roman Herzog die Zelter-Plakette erhielt. Knapp 85 Jahre lang gab es, bis Mitte der 1950er Jahre, mit der Lößnitz-Kapelle ein eigenständiges Stadt-Sinfonieorchester. Seit etwa jener Zeit bespielen die Landesbühnen Sachsen ihr Haus in Radebeul.
Musikalisch betätigt wird sich in der Musikschule des Landkreises Meißen, im Musikhaus Radebeul (Ost), bei der Chorgemeinschaft Radebeul-Lindenau 1895 e. V., dem Männerchor Radebeul e. V. sowie dem 1987 gegründeten Lößnitzchor e. V. Radebeul und in den Kirchen.

### Museen

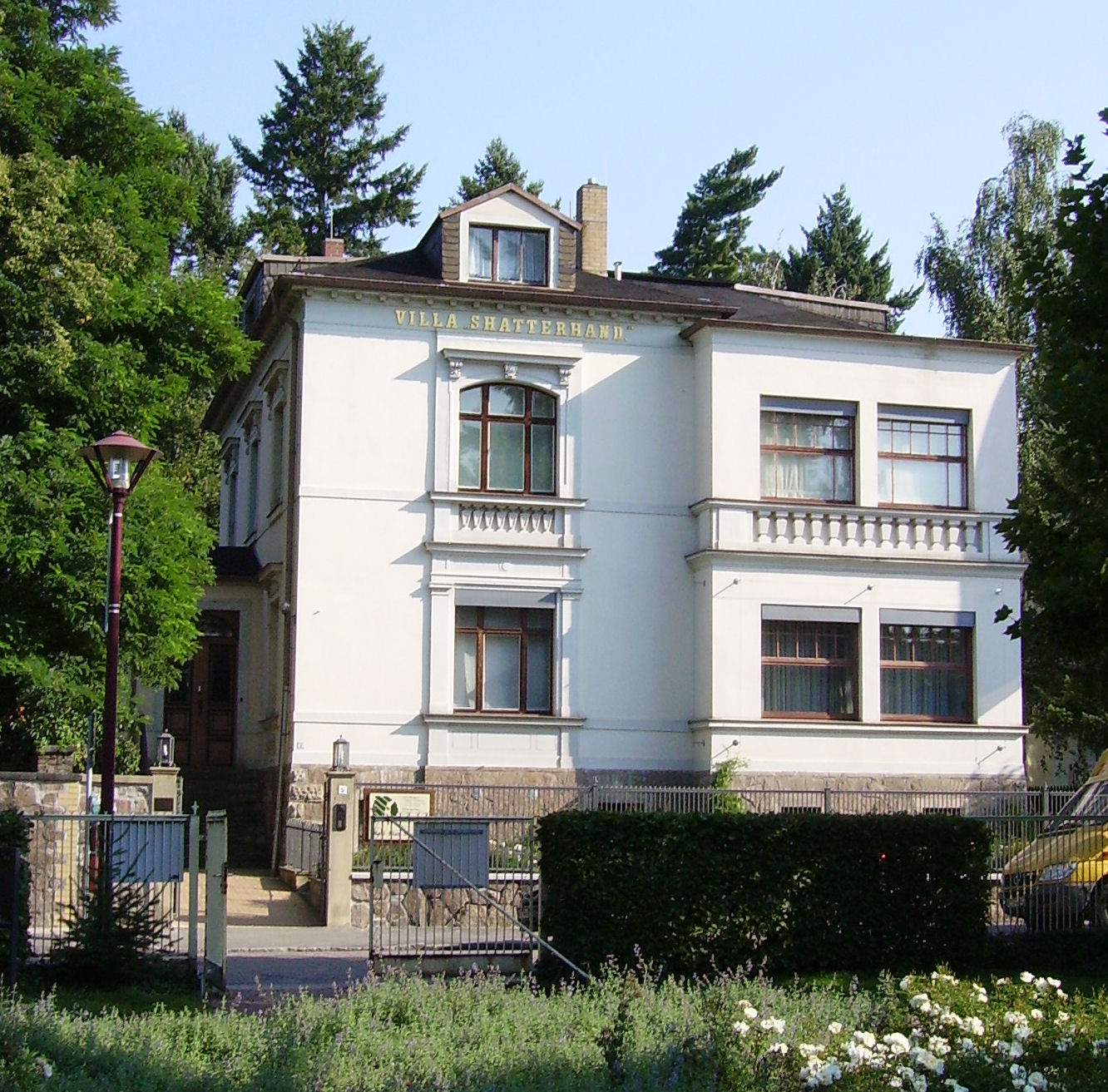
Villa Shatterhand, Wohnsitz Karl Mays; heute Karl-May-Museum

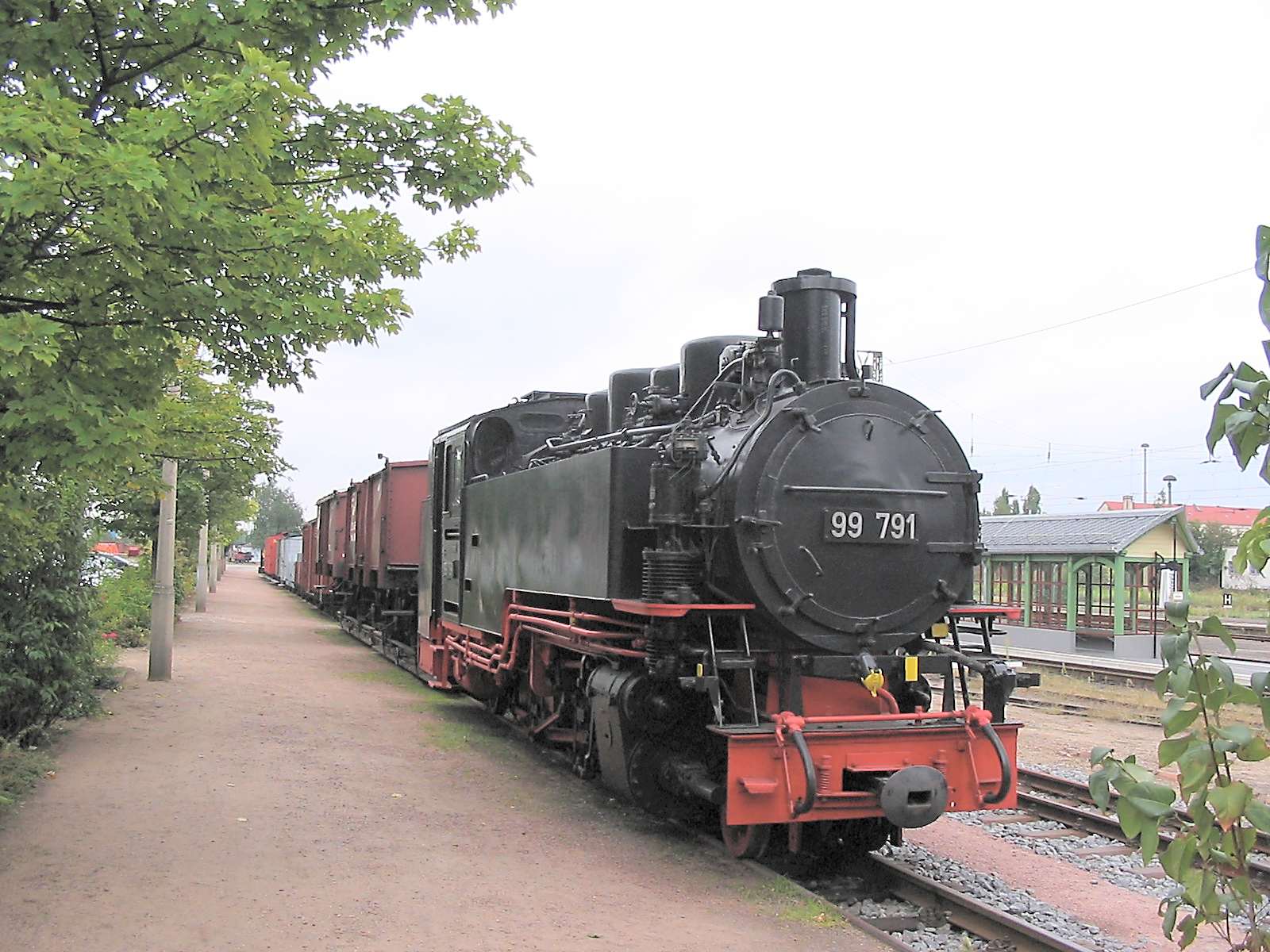
Schmalspurausstellung am Bahnhof Radebeul-Ost

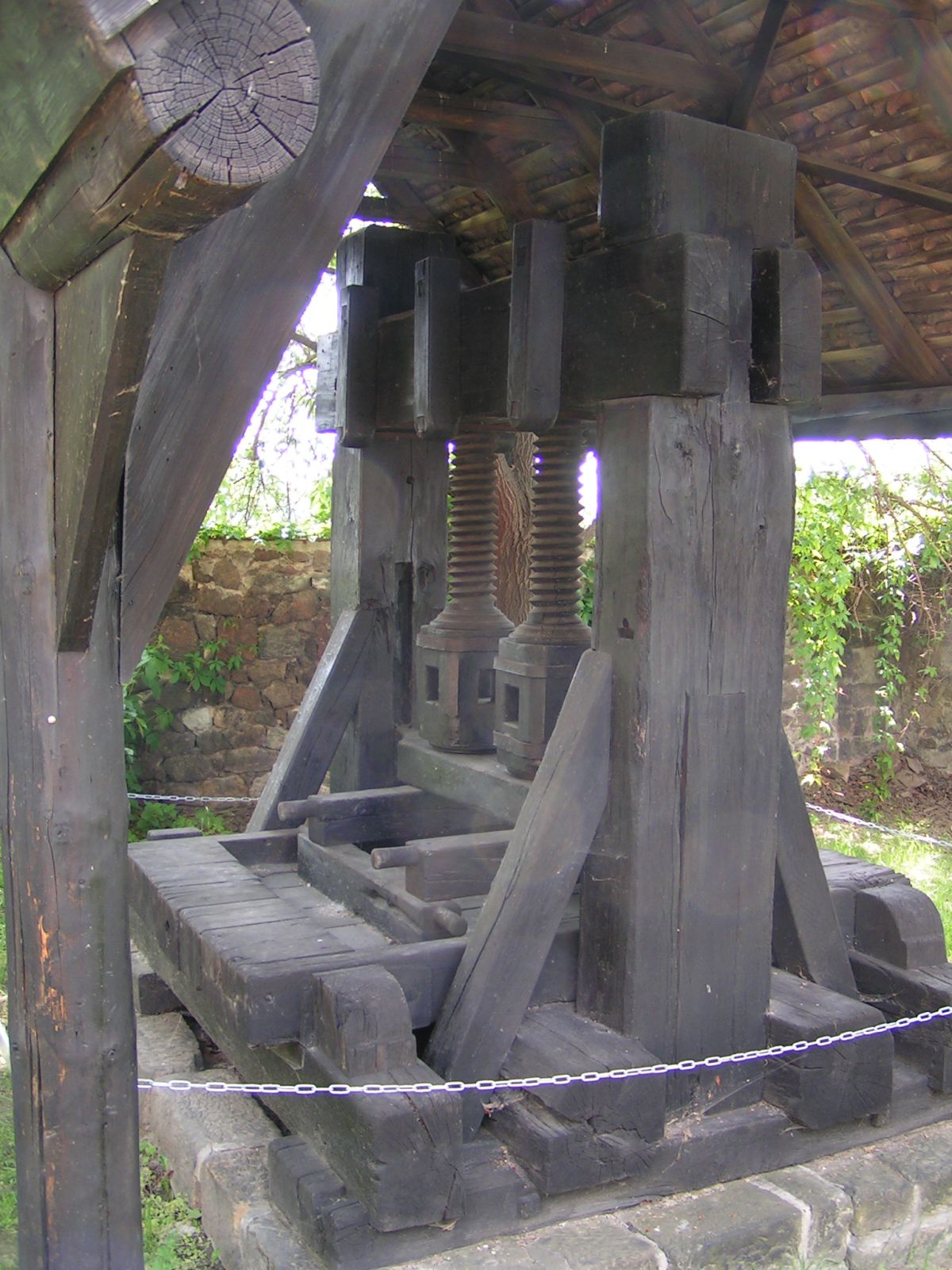
Historische Weinpresse am Schloss Hoflößnitz

Am 1. Dezember 1928 wurde 16 Jahre nach seinem Tod in Karl Mays Villa Shatterhand in der Karl-May-Straße das Karl-May-Museum eröffnet. Dort findet sich neben der 1985 eröffneten Ausstellung „Karl May – Leben und Werk“ auch das restaurierte und mit dem originalen Inventar ausgestattete Arbeitszimmer Mays, seine Bibliothek sowie der Empfangssalon (das sogenannte Sascha-Schneider-Zimmer), ferner das Arbeitszimmer Klara Mays. Alle Räume sind in jenem Einrichtungszustand wie zu ihrem jeweiligen Lebensende eingerichtet. Auch sind der Henrystutzen, der Bärentöter und die Silberbüchse nebst einer Büste von Winnetou ausgestellt.
In dem ebenfalls auf dem Gelände stehenden Blockhaus Villa Bärenfett ist eine einzigartige völkerkundliche Indianerausstellung zu sehen. Der Grundstock der Indianersammlung stammt noch von Karl und Klara May. Der bedeutendste Teil der etwa 850 musealen Objekte aus dem Lebens- und Kulturkreis der nordamerikanischen Indianer stammt jedoch vom Mitbegründer und langjährigen Verwalter des Museums, Patty Frank, der seine vollständige Sammlung zur Verfügung stellte.
Das Sächsische Weinbaumuseum Hoflößnitz zeigt Informationen über den Weinbau in der Lößnitz in Form einer ständigen Ausstellung im Berg- und Lusthaus. Alltägliche Gegenstände zeigen die Arbeit der Winzer vom Rebschnitt im Frühjahr bis zur Ernte im Herbst. Auch Wissenswertes über die Reblaus ist zu finden. Im Kavalierhaus finden mehrmals jährlich wechselnde Sonderausstellungen zum Weinbau, zur bildenden Kunst und zur Heimatgeschichte statt. Die Freifläche ist dem hiesigen Förderer des Weinbaus, Landwirtschaftsrat Carl Pfeiffer gewidmet.
Das SSB Schmalspurbahnmuseum Radebeul fand seinen Platz in dem alten Gebäude des historischen Güterbodens am Bahnhof Radebeul Ost. Das zum Kulturdenkmal erklärte Gebäude stand seit Anfang der 1990er Jahre leer, sollte 1995 abgerissen werden. Durch die schonende Sanierung war nicht nur die Möglichkeit einer interessanten Weiternutzung eröffnet, auch die Sanierung selbst wurde 2006 mit dem Radebeuler Bauherrenpreis ausgezeichnet. Davor stehen am Bahnhof Radebeul-Ost zahlreiche Lokomotiven und Waggons als Dauerausstellung.
Die Stadtgalerie Radebeul am Anger von Altkötzschenbroda zeigt wechselnde Kunstausstellungen, ob zeitgenössische Malerei, Grafik, Plastik oder Fotografie wie auch Bildende und Angewandte Kunst aus der an Künstlern in der Lößnitz reichen Vergangenheit. Im Nebengebäude befindet sich mit der Heimatstube Kötzschenbroda ein Heimatmuseum.
Das Lügenmuseum im historischen Gasthof Serkowitz ist eine Sammlung zeitgenössischer bildender Kunst überwiegend expressionistische Installationen, von dadaistischen Arrangements skurriler Küchen- und Handwerksgegenstände des beginnenden 20. Jh. über politische Reflexionen der DDR-Vergangenheit bis hin zu religionskritischen Persiflagen der christlichen Heiligenverehrung.
Das DDR-Museum Zeitreise als museale Dauerausstellung alltäglicher Gegenstände wollte in der Meißner Straße im ehemaligen Gebäude des VEB Kraftwerksanlagenbau von 2006 bis zur Insolvenz 2016 nicht nur Interessantes aus der DDR-Zeit zeigen, sondern vor allem „das Leben hinter dem Eisernen Vorhang zum Anfassen“. Ab 2017 werden die Ausstellungsexponate im Dresdner Hochhaus am Albertplatz gezeigt.
Von 1960 bis 2004 befand sich die Puppentheatersammlung der Staatlichen Kunstsammlungen Dresden im Hohenhaus.

### Sport

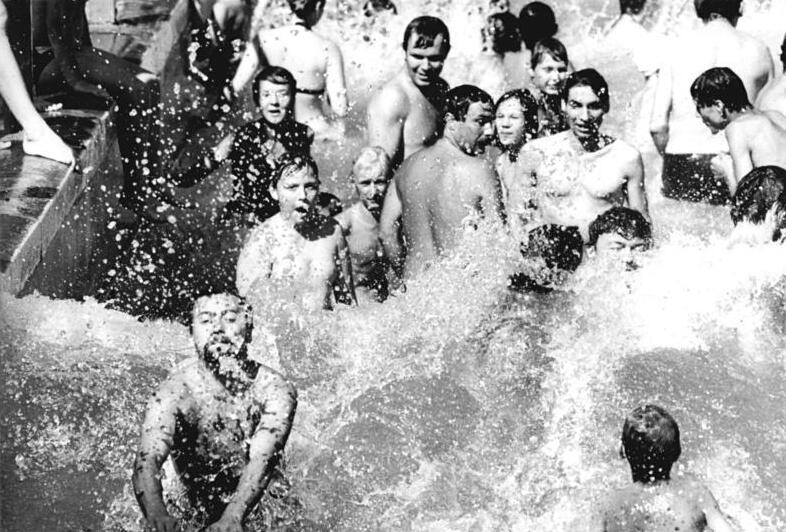
Badende bei Wellengang

2007 gibt es 21 Sportvereine, die unter anderem 2 Sportstadien (Lößnitzstadion, Weinbergstadion), das Sport- und Freizeitzentrum Krokofit, Tennisplätze und Bootshäuser an der Elbe nutzen. Außerdem gibt es seit Frühling 2008 einen Skatepark an der Freizeitanlage „Weißen Haus“. Zum Krokofit gehört eine ganzjährig genutzte Schwimmhalle, darüber hinaus stehen im Sommer mit dem Bilzbad und dem Lößnitzbad zwei Freibäder zur Verfügung.
Entsprechend den zwei großen, traditionsreichen Industrieunternehmen gibt es zwei davon abstammende Sportvereine mit einem breiten Angebot an verschiedenen Sportarten: Auf den Druckmaschinenhersteller Koenig & Bauer AG – Werk Radebeul (ehemals Dresdner Schnellpressen-Fabrik/Planeta/Polygraph Druckmaschinenwerk Planeta) geht der Spiel- und Sportverein SSV Planeta Radebeul e. V. zurück und auf das Pharmazieunternehmen AWD (Chemische Fabrik v. Heyden/Chemische Werke Radebeul/Arzneimittelwerk Dresden) der BSV Chemie Radebeul e. V., als Sportvereinigung Chemische von Heyden 1931 gegründet. Er bietet ein Programm von „A wie Aikido bis W wie Winterschwimmen“ (Zitat Eigenwerbung).
Fußball wird im 1908 gegründeten Radebeuler BC 08 gespielt, dem sich die Fußball-Abteilungen von Planeta und Chemie angeschlossen haben, um eine schlagkräftige Radebeuler Mannschaft zu formen. Diese erreichte 2009 mit ihrem Trainer, dem ehemaligen DDR-Rekordnationalspieler Dixie Dörner, den Aufstieg in die Sachsenliga. Die BSV Chemie Radebeul – Abteilung Tennis gehört mit einer Ostliga- und mehreren Oberliga-Mannschaften zu den erfolgreichsten Tennisvereinen im Raum Dresden. Die Handballer von SSV Planeta und BSV Chemie haben sich am 15. Dezember 2004 zum Radebeuler Handball-Verein zusammengetan. Im Radebeuler Badminton-Verein ist seit 1994 Andreas Benz als Spieler und Trainer aktiv, der in dieser Zeit unter anderem den Vizeweltmeistertitel im Mixed bei den Senioren errang. 2006 verließen die erfolgreichen Radebeuler Nachwuchsspieler Daniel Benz, Gewinner des Silbernen Federballs 2005 und Sohn von Andreas Benz, sowie die Junioren-Europameisterin des Jahres 2005 Janet Köhler Sachsen, um ihre Sportlerkarrieren weiter voranzutreiben. Benz ging zum Badmintongymnasium Frankfurt und spielt heute in der Bundesliga, darüber hinaus ist er Deutscher Hochschulmeister im Herrendoppel 2010/2011. Währenddessen ging Köhler zum Olympiastützpunkt in Mülheim an der Ruhr. 2011 wurde sie die erste Speed-Badminton-Weltmeisterin.
Es gibt in Radebeul darüber hinaus einen Verein für Rehabilitations- und Gesundheitssport, für Hundesport, Mountainbiking, einen Schützenverein, einen Schwimmclub, einen Verein für Flag Football und American Football (Suburbian Foxes) und für Tischtennis.

### Regelmäßige Veranstaltungen

2007 gab es beim internationalen Wandertheaterfestival 70 Theatervorstellungen von 20 Ensembles

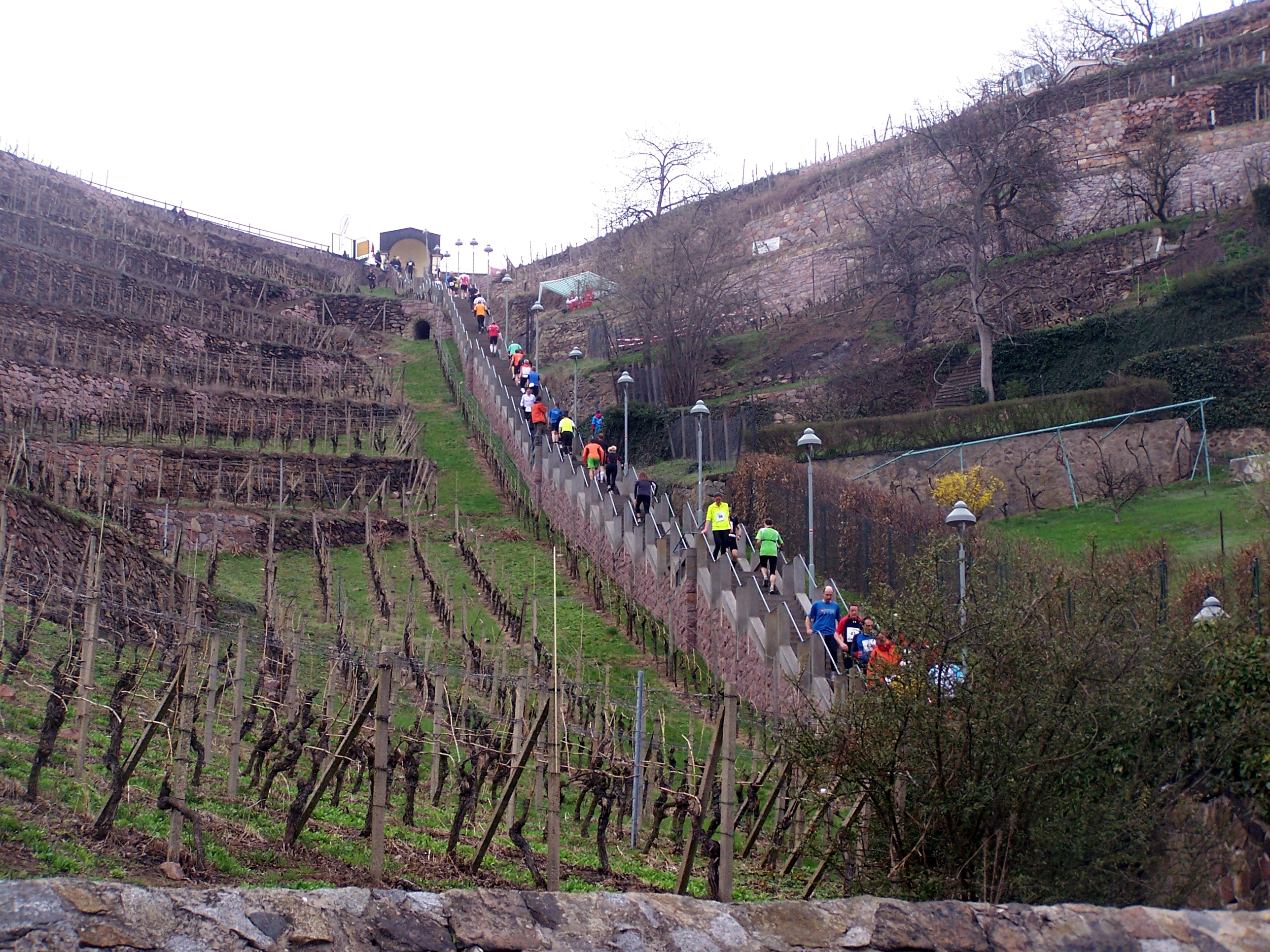
Spitzhaustreppenlauf 2013

Großen Zuspruch erfahren jedes Jahr die Karl-May-Festtage am Himmelfahrtswochenende mit Sternritt und Reiterparade, PowWow indianischer Gäste, Bluegrass- und Country-Konzerten sowie Indianerüberfällen auf den Santa-Fe-Express des Lößnitzdackels.
Neben dem Karl-May-Fest ist das alljährlich in Altkötzschenbroda stattfindende Herbst- und Weinfest das zweite große Festwochenende Radebeuls. Das Herbst- und Weinfest findet in der Regel am letzten Wochenende im September statt und wird seit 1995 durch ein parallel stattfindendes Internationales Wandertheaterfestival bereichert. 2007 waren 50 000 Besucher beim Weinfest/Theaterfestival.
Der Radebeuler Grafikmarkt, der 1978 gegründet wurde und jedes Jahr im Herbst stattfindet, erfreut sich großer Beliebtheit. Hier stellen viele der renommierten Künstler und Grafiker ihre Arbeiten vor.
Einmal im Jahr findet der Spitzhaustreppenlauf über 397 Stufen statt. Er wird seit 2005 vom Veranstalter als Sächsischer Mt. Everest Treppenmarathon durchgeführt. 2011 traten bei dem Wettkampf über 700 Teilnehmer an.
Ein weiterer landschaftlich schöner Lauf ist der Lößnitzgrundlauf Radebeul, der seit 2004 einmal jährlich Ende September mit Start und Ziel am Bilzbad einlädt.
Jährlich im November vergibt der verein für denkmalpflege und neues bauen radebeul zusammen mit der Stadtverwaltung den Radebeuler Bauherrenpreis, unter anderem in den Kategorien Denkmalsanierung, Altbausanierung und Neues Bauen (2006 als zehntes Jubiläum). Statt wie üblich der Architekt, wird der jeweilige Bauherr für qualitätsvolles Bauen ausgezeichnet. Diese besondere Vorgehensweise fand 2005 Aufnahme als Best Practice im Zweiten Bericht zur Baukultur des Bundesministeriums für Verkehr, Bau und Stadtentwicklung.
Der jährlich im September stattfindende internationale Tag des offenen Denkmals wird in Radebeul aktiv begangen, ebenso wie eine Radebeuler Spezialität, der Tag der offenen Aussicht, der sich im jährlichen Rhythmus jeweils im Frühjahr mit dem Tag des offenen Gartens abwechselt. Hinzu kommt um Pfingsten herum der zweitägige Tag des offenen Weinberges, zu dem die Radebeuler Steillagenwinzer in die drei Weinbergslagen der Radebeuler Großlage Lößnitz einladen. Gut zwei Monate später wird auch in Radebeul zum sächsischen Tag des offenen Weinguts entlang der Sächsischen Weinstraße geöffnet.
Die Stadt Radebeul verleiht jährlich den Kunstpreis der Großen Kreisstadt Radebeul an Künstler, Ensembles oder Kunstförderer, die für Radebeul von künstlerischer Bedeutung sind. Alle zwei Jahre vergibt der radebeuler couragepreis e. V. am Jahrestag des Waffenstillstands von Kötzschenbroda in der Friedenskirche den Radebeuler Couragepreis.

## Wirtschaft und Infrastruktur

### Beschäftigung
Mit einer Herbst-Arbeitslosenquote von 4,9 % (Stand November 2021) hatte die Agentur für Arbeit im Landkreis Meißen eine günstige Arbeitslosenquote in Sachsen, 0,1 % weniger als im Vormonat. Coronabedingt lag diese Zahl im November 2020 bei 5,6 %, im Vergleichsmonat 2019 hatte sie ebenfalls bei 4,9 % gelegen. Im Bereich der Radebeuler Geschäftsstelle (zuständig für Radebeul, Coswig, Radeburg und Moritzburg) lag die Zahl bei 3,6 %; im Coronavorjahr lag die Arbeitslosigkeit bei 4,4 %.
Für die Stadt Radebeul selbst gilt, dass sie im Mai 2016 unter 5,0 % Arbeitslosigkeit kam, was statistisch als Vollbeschäftigung gilt. Die Stadt war damit die erste sächsische Mittelstadt oder größer, die das Ziel der Vollbeschäftigung erreicht hatte. Dabei ist sogar ein Einpendlerüberschuss zu verzeichnen, d. h. mehr Beschäftigte pendeln nach Radebeul zur Arbeit als Radebeuler nach außerhalb zur Arbeit fahren.

### Verkehr

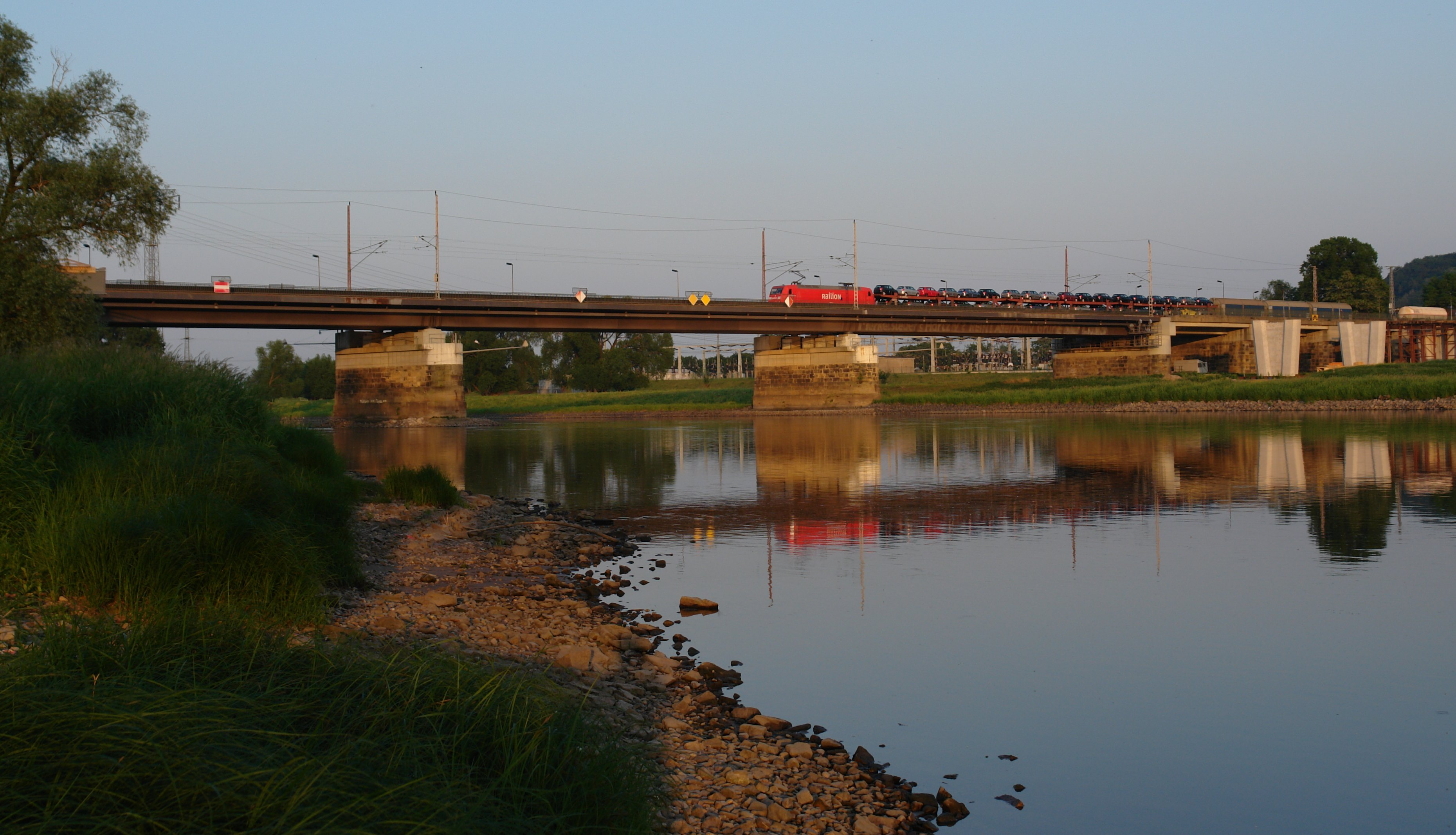
Güterzug zwischen Radebeul und Dresden-Cossebaude auf der Eisenbahnbrücke Niederwartha

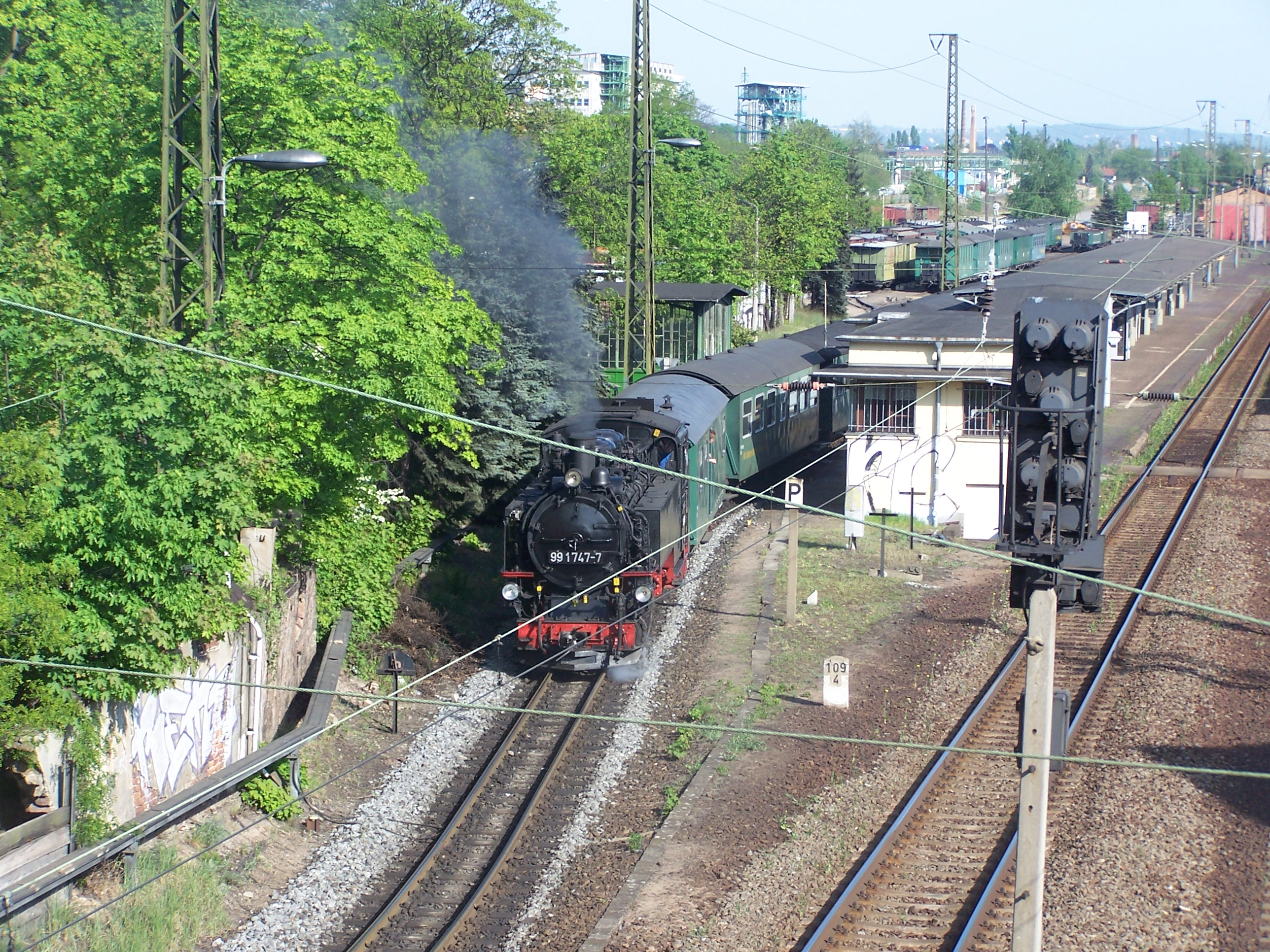
Der Lößnitzdackel am Bahnhof Radebeul-Ost

Die nächstgelegene Anschlussstelle Dresden-Neustadt zur Autobahn 4 befindet sich drei Kilometer östlich der Stadtgrenze. Am 12. Dezember 2011 wurde die neue Straßenbrücke Niederwartha freigegeben, die den Westen Radebeuls direkt mit der Bundesstraße 6 verbindet (Neubau Staatsstraße 84) und den Zugang zur Autobahn 4 über die Anschlussstelle Dresden-Altstadt erleichtert. Die Meißner Straße, die Dresden mit Meißen verbindet, ist als Staatsstraße 82 gewidmet.
Radebeul, genauer gesagt Serkowitz mit seinem am 19. Juli 1838 eingeweihten Streckenendpunkt Weintraube, war eine der ersten Ortschaften in Deutschland, die einen Eisenbahnanschluss bekamen. Radebeul hat heute vier Bahnhöfe bzw. Haltepunkte (Radebeul Ost, Radebeul-Kötzschenbroda, Radebeul-Weintraube und Radebeul-Zitzschewig) an der Bahnstrecke Leipzig–Dresden. Eine S-Bahn-Linie der S-Bahn Dresden über Coswig nach Meißen bedient alle vier Bahnhöfe, wobei in Weintraube von 2010 bis 2012 wegen Baumaßnahmen nicht gehalten wurde. Der Regional-Express über Riesa nach Leipzig hält dagegen nur in Radebeul Ost. Weiterhin gibt es den Haltepunkt Radebeul-Naundorf an der Bahnstrecke Berlin–Dresden, die die Elbe über die Eisenbahnbrücke Niederwartha überquert.
Der Bahnhof Radebeul Ost ist Ausgangspunkt der schmalspurigen Lößnitzgrundbahn (auch Lößnitzdackel, Bahnstrecke Radebeul–Moritzburg–Radeburg), die am Kreuzungspunkt mit der Straßenbahnlinie 4 der Dresdner Verkehrsbetriebe noch den Haltepunkt Weißes Roß hat sowie im weiteren Verlauf kurz vor dem Haltepunkt Lößnitzgrund auf Reichenberger Grund wechselt. Die Lößnitzgrundbahn wird ausschließlich mit Dampflokomotiven betrieben. Die Straßenbahn wurde 1899 als schmalspurige Straßenbahnlinie Lößnitzbahn (1000 mm) errichtet und 1929/1930 auf die Dresdner Straßenbahn-Spurweite (1450 mm) umgespurt. Sie verbindet Radebeul sowohl mit Dresden als auch mit Coswig und Weinböhla.
Der nächstgelegene Flughafen ist der Flughafen Dresden im Nordwesten von Dresden, gut über die Autobahn zu erreichen. Von dort fliegt unter anderem die Fluggesellschaft Lufthansa Cityline, die 2006 ein Flugzeug vom Typ Bombardier CRJ900 nach Radebeul benannt hat (D-ACKH).
Die Sächsische Dampfschiffahrt auf der Elbe hält am Anleger in Kötzschenbroda direkt unterhalb der Restauration „Zum Dampfschiff“, die im 19. Jahrhundert als Wartehalle für die Passagiere begann. Ein kurzes Stück flussauf des Anlegers liegt in der Elbe ein Hungerstein, der den Niedrigwasserstand von 1811 dokumentiert.

### Ansässige Unternehmen

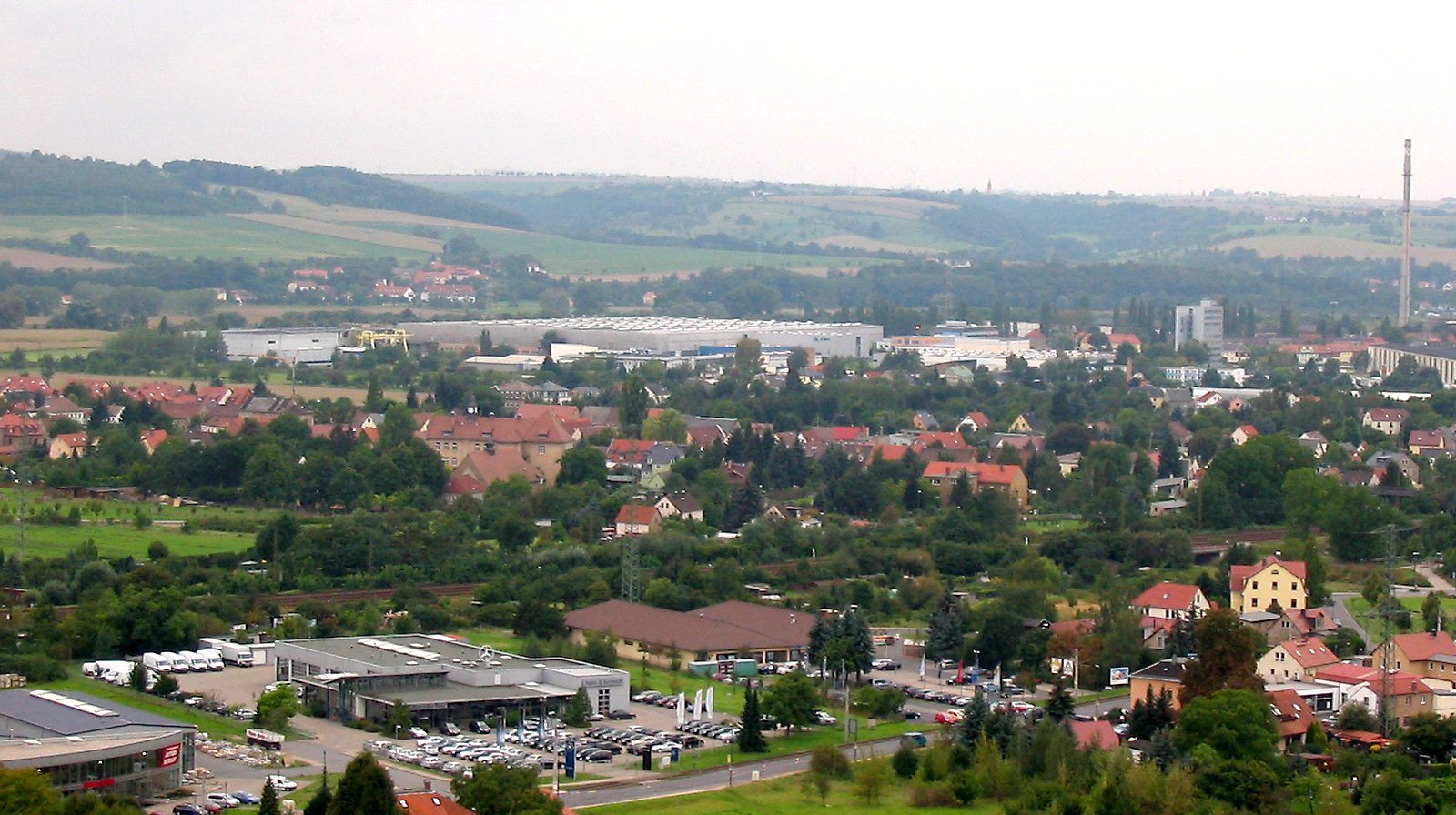
Koenig & Bauer Druckmaschinenwerk Radebeul

In Radebeul sind einige Industrieunternehmen ansässig, so der Druckmaschinenhersteller Koenig & Bauer AG – Werk Radebeul (ehemals Planeta) mit etwa 2300 Mitarbeitern. Das aus der 1898 gegründeten Dresdner Schnellpressen-Fabrik (ab 1938 Planeta, ab 1948 VEB Polygraph Druckmaschinenwerk Planeta) hervorgegangene, im Industriegebiet Naundorf liegende, Werk ist innerhalb der Koenig & Bauer AG, des ältesten Druckmaschinenherstellers der Welt, komplett für die Herstellung aller Bogenoffset-Druckmaschinen zuständig. Mit einem Umsatz von 520 Millionen Euro war das Werk 2001 der größte Maschinenbaubetrieb in Ostdeutschland.

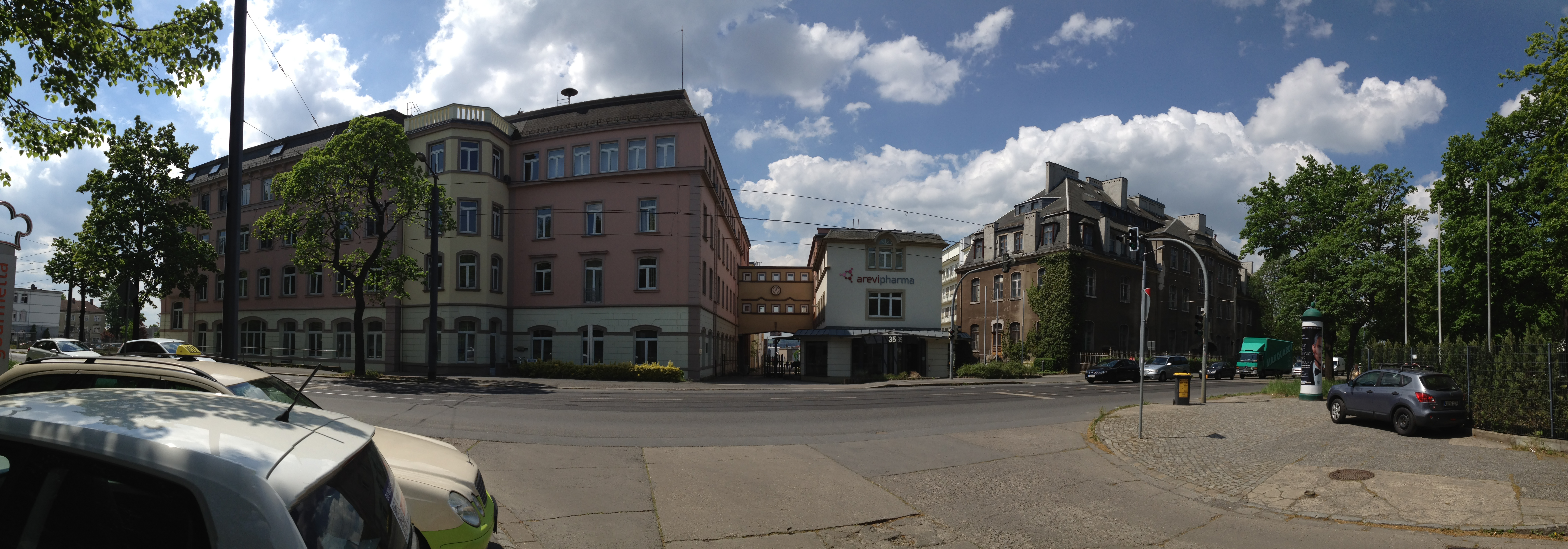
Arevipharma, Meißner Straße 35

Im Januar 2000 wurde das Wirkstoff-Synthesewerk des AWD (ehemals Arzneimittelwerk Dresden, Chemische Fabrik v. Heyden) in Radebeul mit rund 200 Beschäftigten aus dem Unternehmen gelöst, direkt an Degussa-Hüls verkauft und 2004 von Hexal als eigenständiges Tochterunternehmen HEXAL Syntech GmbH übernommen. Nach dem Hexal-Verkauf an Novartis verblieb die eigenständige Hexal Syntech bei der Jossa Arznei GmbH, einer Gesellschaft der ehemaligen Hexal-Eigentümer Andreas und Thomas Strüngmann, die sie 2020 an neue Eigentümer in Südkorea verkauften. Die im Industriegebiet Radebeul liegende Unternehmung heißt heute arevipharma.
Die restliche AWD GmbH in der Leipziger Straße in Dresden (ehemals Gehe) wurde 2001 in AWD.pharma GmbH & Co. KG umfirmiert und im selben Jahr mit etwa 650 Beschäftigten durch den kroatischen Pharmakonzern Pliva übernommen. Mit diesem zusammen ist AWD.pharma seit 2006 Teil des internationalen Generika-Herstellers Barr Pharmaceuticals. 2006 wurde die Arzneimittelproduktion im Dresdner Betriebsteil an die italienische Menarini-Gruppe verkauft, woraufhin der Sitz des traditionsreichen Pharmaunternehmens AWD.pharma 2007 in den Wasapark an der Meißner Straße in Radebeul verlegt wurde. Teile der AWD-Forschung in Radebeul (ehemaliges Biologisches Institut von Madaus) wurden in die selbstständigen Forschungsgesellschaften elbion AG und MEDA Pharma überführt.

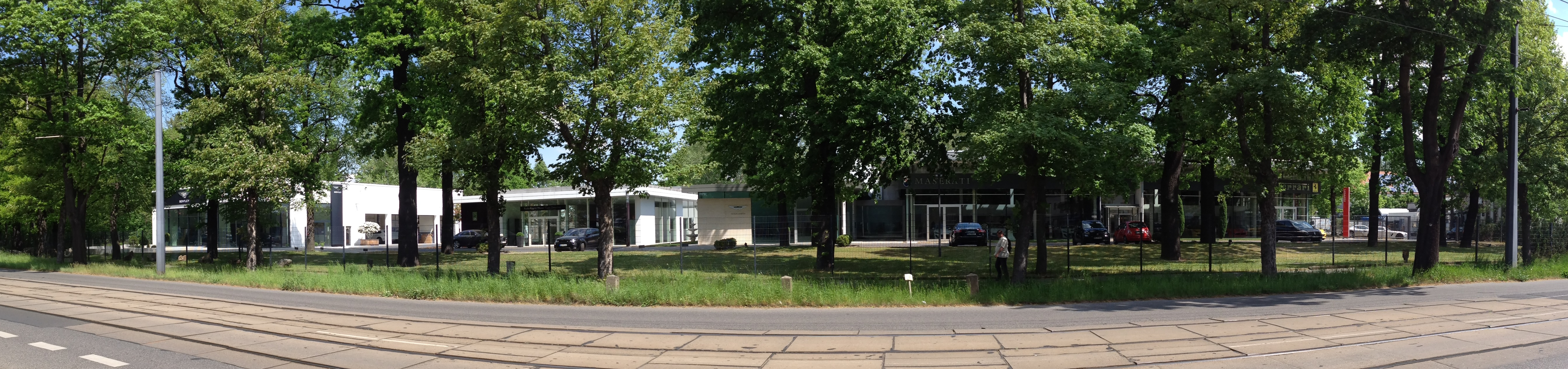
Gegenüber Arevipharma: Thomas Exclusive Cars, Autohändler für Rolls-Royce, Ferrari, Lamborghini, Bentley und Aston Martin

In dem ehemals zum AWD gehörenden Werksgebäude an der Ecke Meißner Straße/Forststraße befindet sich ein Motorradgeschäft für Harley-Davidson. Es gehört zu dem auf der anderen Straßenseite liegenden Mehrmarkenhändler Thomas Exclusive Cars, der die Automarken Rolls-Royce, Ferrari, Lamborghini, Bentley und Aston Martin anbietet. Als einer von fünf lizenzierten Vertragshändlern für Rolls-Royce ist er für den gesamten ostdeutschen Raum einschließlich Berlin zuständig.
1902 gründete der Ingenieur Johannes Wilhelm Hofmann in Kötzschenbroda die erste „Fabrik für elektrische Apparate“ in Europa zur Herstellung der von ihm erfundenen, patentierten Nietverbinder für elektrische Freileitungsdrähte. 1912 exportierte das Unternehmen in 26 Länder weltweit. Unter dem Namen Elektroarmaturenwerk JWH entstand einer der größten Industriebetriebe der Region; die Produkte wurden in den 1920er Jahren weltweit exportiert.
1925 beteiligte sich Hofmann an der 1911 gegründeten Firma von Richard Bergner RIBE Bayerische Schrauben- und Federnfabrik Schwabach. 1927, anlässlich des 25. Firmenjubiläums, erhielt Hofmann für seine Verdienste die Ehrenbürgerwürde der Stadt Kötzschenbroda. 1937 lieferte das Werk sämtliche in Deutschland benötigten Hochspannungsarmaturen sowie 75 % aller benötigten Verbindungsarmaturen. 1951/1952 wurde Hofmann aus der Unternehmensleitung verdrängt und das Unternehmen in Radebeul enteignet. Hofmann siedelte nach Nürnberg um und erteilte RIBE die exklusive Nutzung aller seiner Patente und Schutzrechte. Die DDR führte sein enteignetes Unternehmen als Hochspannungs-Armaturenwerk (HAW) weiter. Man produzierte neben Freileitungs- auch Fahrleitungsarmaturen für die Deutsche Reichsbahn und Nahverkehrsbetriebe der DDR. 1991 wurde die Firma von der Richard Bergner Elektroarmaturen übernommen und zur selbstständig agierenden RIBE Elektroarmaturen Radebeul umfirmiert.

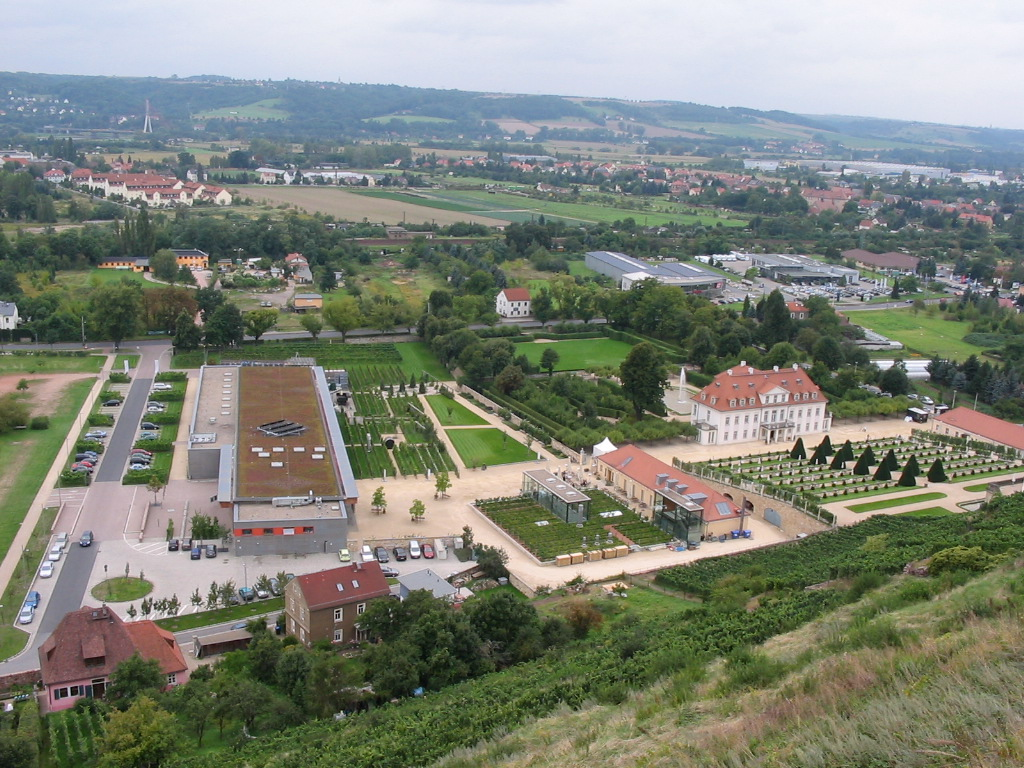
Sächsisches Staatsweingut auf Schloss Wackerbarth

Das Sächsische Staatsweingut GmbH Schloss Wackerbarth auf dem gleichnamigen Schloss in Niederlößnitz präsentiert sich heute als Erlebnisweingut. Die Produktangebote erstrecken sich von Weißweinen und Rotweinen über Sekte in klassischer Flaschengärung bis hin zu Bränden. Außerdem wird durch das Unternehmen die auf das Jahr 1836 zurückgehende Tradition der Sektkellerei Bussard gepflegt, die damit die zweitälteste Sektkellerei Deutschlands darstellt. Daneben wird die Lößnitz-Winzerei noch durch das städtische Weingut Hoflößnitz sowie private Weingüter vertreten.
Die Niederlassung Ost des Mobilfunkanbieters Vodafone D2, zuständig für den Südteil Ostdeutschlands, befindet sich ebenfalls in Radebeul.

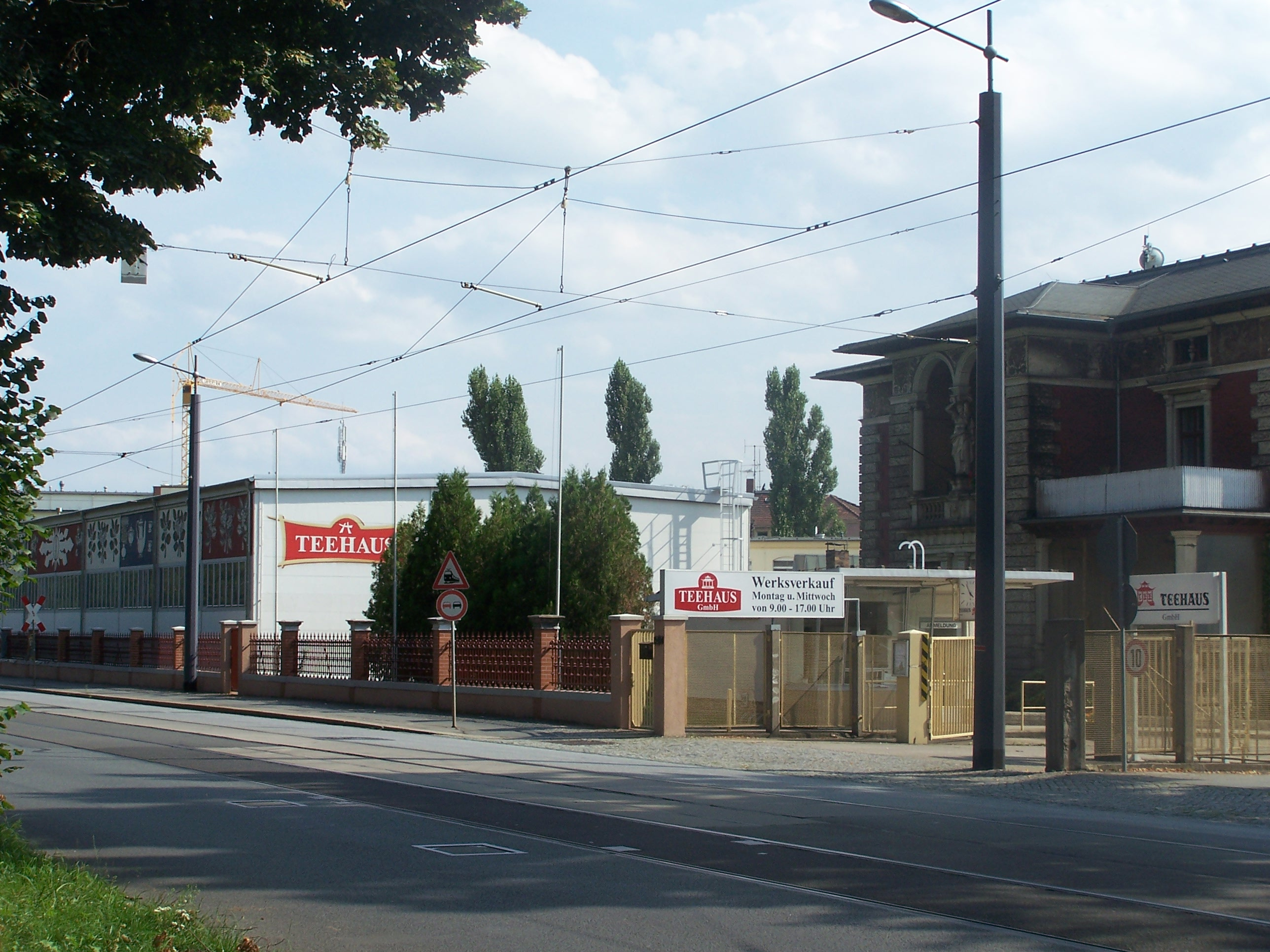
Produktionsstandort der Teehaus GmbH

Ferner kommen aus Radebeul Nudossi, der Haselnuss-Nougat-Brotaufstrich des Herstellers Vadossi, sowie Tees der Marke Teehaus der Teehaus GmbH, dem zweitgrößten Produktionsstandort der weltweiten Teekanne-Gruppe.
Im Laufe der Radebeuler Industriegeschichte gab es viele weitere, zum Teil auch international erfolgreiche Unternehmen. So entstand 1920 die Sächsische Präzisionswaagenfabrik Dresden, die 1927 nach Radebeul zog. Sie gab sich 1935 den Namen Rapido-Werke. Aufgrund steigender Exportzahlen wuchs sie bis auf 600 Beschäftigte, wurde aber nach Kriegsende demontiert. Als VEB Wägetechnik Rapido fusionierte sie 1970 mit der aus der 1898 gegründeten Radebeuler Firma Maschinenfabrik Göhring & Hebenstreit, einem Waffelbackanlagenhersteller, hervorgegangenen VEB Spezial und produzierte ab 1982 auch Geldautomaten. 1989 war der Betrieb mit 1.400 Beschäftigten Teil des Kombinats Nagema. 1997 wurde das Unternehmen von der im Westen von einem der Gründersöhne aufgebauten Firma Hebenstreit übernommen und zur Hebenstreit-Rapido GmbH umfirmiert.
Die Dresdner Werkzeugmaschinenfabrik C. Richard Auerbach verlegte 1885 seine Schlosserei von Dresden nach Kötzschenbroda. Es wurden Reibemaschinen, Schneidmaschinen und Mohnmühlen hergestellt. Folgefirmen bauten elektrische Lichtanlagen, Kraftanlagen und Dampfturbinen. 1991 gründete ein Radebeuler Einzelunternehmer den Edelstahl-Anlagenbau Tristan Köhler als Nachfolgefirma.
Die Schaumaplast Sachsen und die Schaumaplast Isolierstoffe sind die Nachfolgefirmen der 1885 von Bruno Bergmann (1843–1929) in Dresden gegründeten Feinseifen- und Parfümfabrik Bergmann & Co., auch „Seifen-Bergmann“ genannt, die 1890 nach Radebeul in die Hellerstraße umzogen. Der Hoflieferant feiner Seifen mit dem Steckenpferd-Signet belieferte mit seinen Produkten, allen voran die Steckenpferd-Lilienmilchseife, nicht nur inländische Abnehmer, sondern über seine Niederlassungen in Arnheim, Brüssel, Tetschen, Warschau und Zürich auch ausländische Kunden. Nach mehr als 200 Mitarbeitern in den 1920er Jahren wurde das Unternehmen 1950 enteignet und 1954 zum weiter exportorientierten VEB Steckenpferd umgewandelt. Anfang 1958 beschloss die Belegschaft, den Plan mit 100.000 US-Dollar überzuerfüllen, um das Geld zum Kauf eines gebrauchten Handelsschiffs zu spenden. Aus dieser Initiative wurde die DDR-weite Steckenpferd-Bewegung, der sich etwa 1600 weitere Betriebe anschlossen und die um 1960 zahlreiche Frachtschiffskäufe ermöglichte. 1965/1966 wurde der Betrieb schrittweise von der Seifenproduktion auf die Herstellung von Isolier- und Verpackungsmaterialien aus Polystyrol umgestellt und später als Betriebsteil dem Preßwerk Ottendorf-Okrilla angegliedert. Nach dessen Abwicklung 1991 kam der Radebeuler Betrieb zur Schaumaplast GmbH in Reilingen.

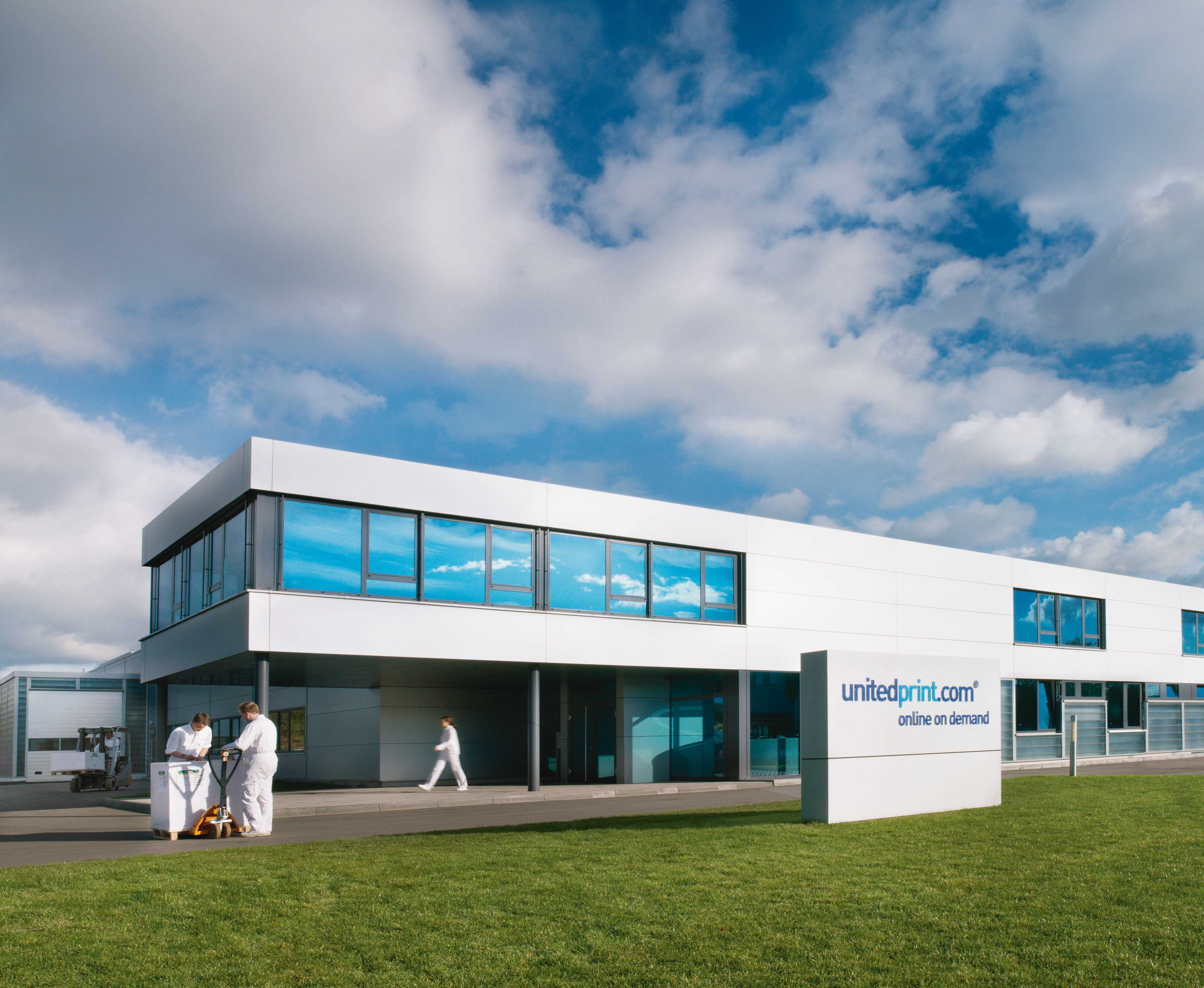
Produktionsstätte der Unitedprint.com SE in Radebeul

Seit 2003 ist im Naundorfer Industriegebiet mit der Firma unitedprint.com SE (print24) eine Online-Druckerei ansässig, die als Neueinrichtung nach Aufgabe des 2002 in Meißen überfluteten MDH Meißener Druckhauses entstand. Die als Europa-AG organisierte Firma betreibt nach eigenen Angaben mittlerweile Niederlassungen in 22 Ländern und beschäftigt mehr als 500 Mitarbeiter.
Auf dem Grundstück schräg gegenüber firmiert die Ellerhold Gruppe, ein bereits 1987 bei Nürnberg gegründeter Hersteller von Druckerzeugnissen für die Innenwerbung wie auch mit Großplakaten für die Außenwerbung, für Kartons, Verpackungen und Etiketten. Auch dieser ist mit zahlreichen Vertriebs- und Produktionsstandorten in zahlreichen europäischen Ländern vertreten.
Der Logistikdienstleister Hasse Transport ist seit 1894 in Altlindenau ansässig. Das Unternehmen ist in den Bereichen Nah- und Fernverkehr, Containerdienst, Schüttguttransport, Kanalreinigung, Tiefbau und Abriss tätig. Die etwa 80 Mitarbeiter arbeiten von den zwei Standorten in Lindenau und Kötzschenbroda aus.
Der Fernsehsender MyTVplus hat seinen Ursprung in Radebeul und ist sachsenweit in Kabelnetzen empfangbar.
Insgesamt gibt es etwa 2.600 eingetragene Gewerbeunternehmen.

### Ehemalige Unternehmen

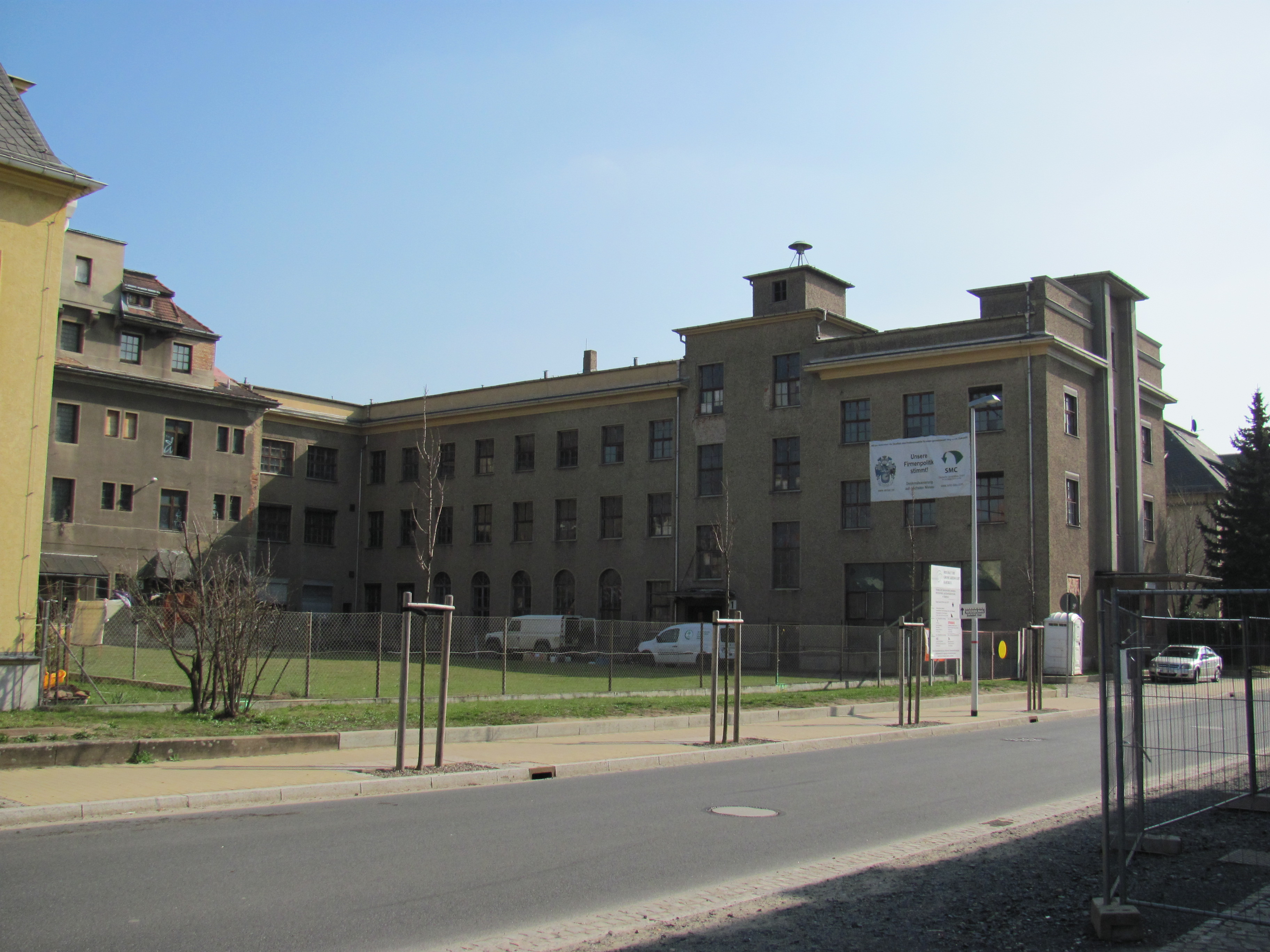
Madaus, Gartenstraße, heute eine Wohnanlage

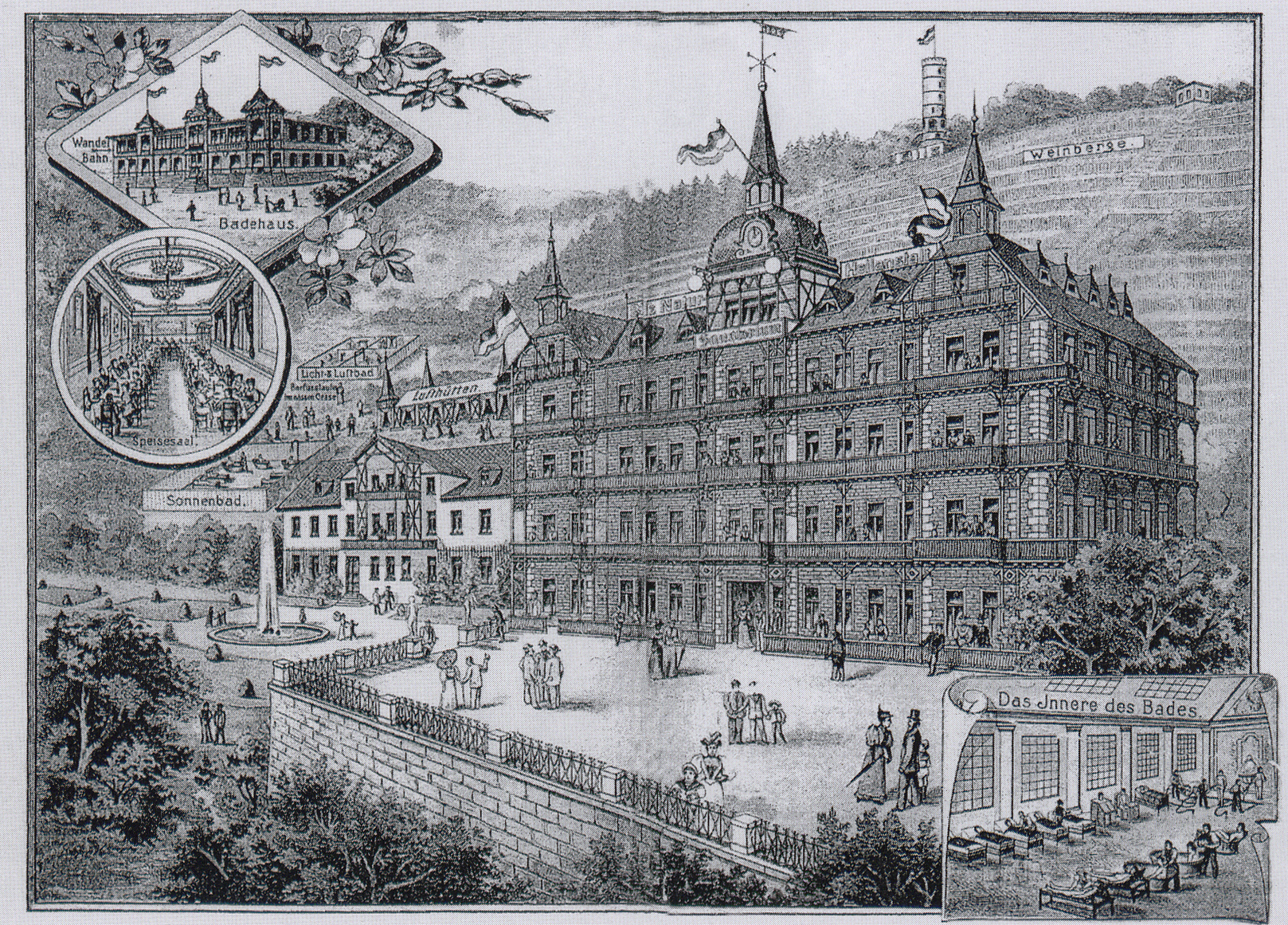
Bilz-Sanatorium 1897

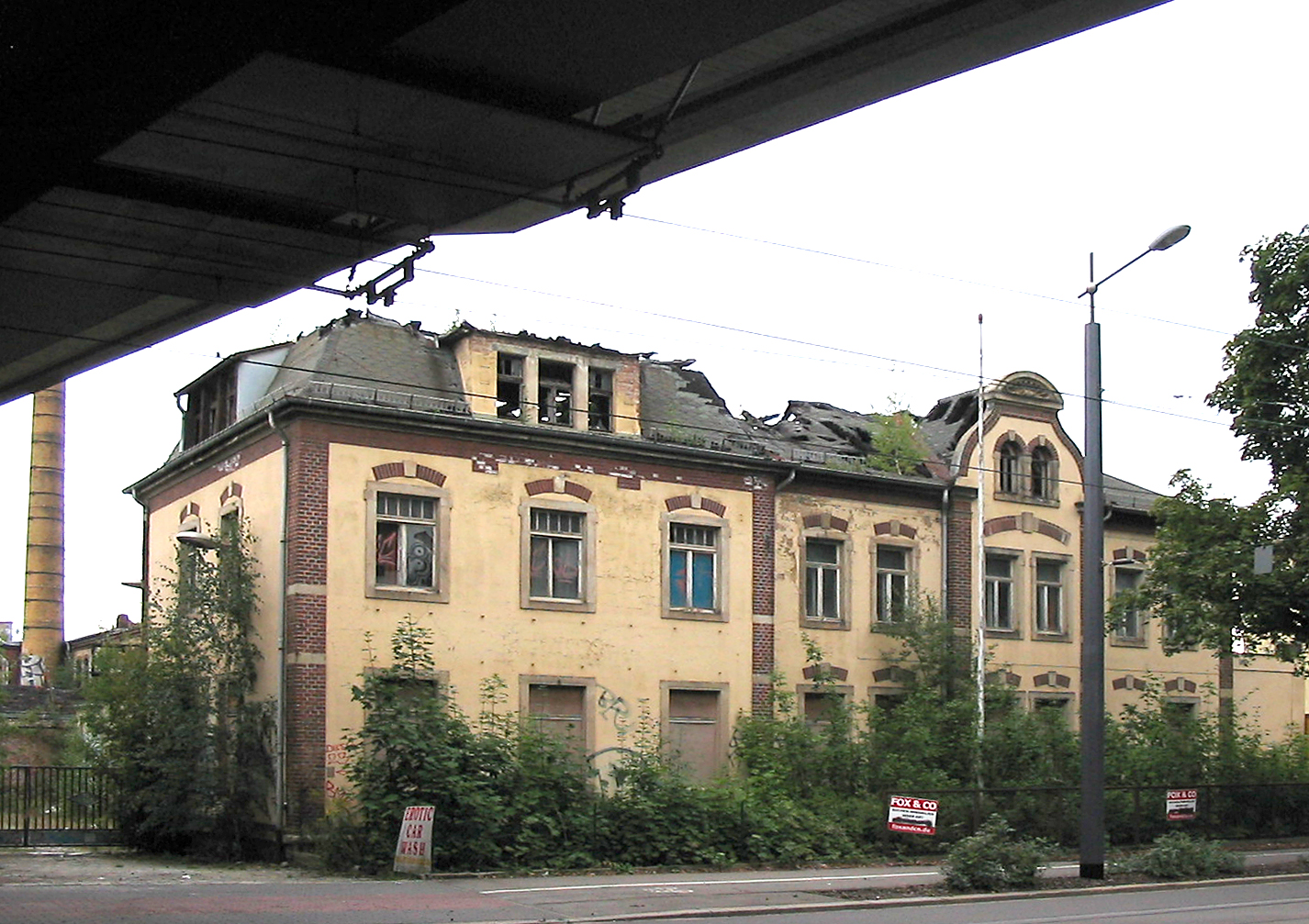
Firmengebäude von Koebig an der Meißner Straße, 2008
(links oben die Autobahn)

Die Chemische Fabrik v. Heyden in Radebeul war die weltweit erste Arzneimittelfabrik, die in industriellem Maßstab die Produktion eines Arzneimittelstoffes, der Salicylsäure, durchführte. Sie wurde 1874 von dem Chemiker Friedrich von Heyden in der Meißner Straße 35 aufgebaut. Sie entwickelte sich zu einem der bedeutendsten Chemieunternehmen Sachsens und war gleichzeitig der Beginn der Industrialisierung Radebeuls. Viele bekannte und erfolgreiche Chemiker arbeiteten dort. Nach der Enteignung 1948 wurde das Unternehmen am 1. Januar 1961 in das VEB Arzneimittelwerk Dresden eingegliedert.
Von 1929 bis 1945 hatte die Firma Madaus ihren Stammsitz in Radebeul. Während dieser Zeit wurde das das Immunsystem stimulierende Echinacin eingeführt. Am 1. April 1951 wurde das nach dem Zweiten Weltkrieg enteignete und verstaatlichte Stammhaus der Arzneimittelfabrik Dr. Madaus & Co mit dem enteigneten Dresdner Stammhaus der Gehe & Co. zum VEB Arzneimittelwerk Dresden zusammengelegt.
Mit der Integration der Chemischen Werke Radebeul (ehemalige Chemische Fabrik v. Heyden) 1961 in das Arzneimittelwerk Dresden entstand einer der größten Arzneimittelhersteller der DDR mit etwa 3.000 Beschäftigten. 1970 wurde das Unternehmen zum Kombinat erhoben und 1979 zum Stammbetrieb des neugegründeten VEB Pharmazeutisches Kombinat Germed. Das Arzneimittelwerk Dresden war das Zentrum der Arzneimittelforschung der DDR, Ende der 1980er Jahre gehörten 13 Betriebsteile mit etwa 3600 Beschäftigten dazu. Bis 1989 wurden 27 Originalentwicklungen auf den Markt gebracht. 1990 wurde das Arzneimittelwerk Dresden in die AWD GmbH umgewandelt und 1991 an ASTA Medica verkauft. In den Folgejahren konnte der Synthesestandort Radebeul (Meißner Straße, ehemals v. Heyden) erhalten werden, AWD wurde Forschungs- und Produktionsstandort der ASTA Medica in Deutschland. Gleichzeitig wurden 10 der 13 Betriebsteile stillgelegt, so auch das ehemalige Madaus-Werk in der Radebeuler Gartenstraße, und die Zahl der Beschäftigten sank bis Ende der 1990er Jahre auf etwa 900. Mit der Fusion der Degussa-Hüls AG im Jahr 1999 und ihrer Konzentration auf Spezialchemie begann die Trennung von ASTA Medica und die Zerlegung der AWD in mehrere Folgeunternehmen.
1892 bekam der Naturheilkundler Friedrich Eduard Bilz die Genehmigung zur Eröffnung des Bilz-Sanatoriums, das die Wehrmacht während des Zweiten Weltkrieges beschlagnahmte und als Reservelazarett umwidmete. Nach dem Krieg wurde das Gebäude u. a. als Finanzschule und Institut für Lehrerbildung genutzt. Jetzt dient es zu Wohnzwecken.
Mit der 1890 gegründeten Radebeuler Maschinenfabrik August Koebig gab es in Radebeul einen weiteren Druckmaschinenhersteller, der nach dem Zweiten Weltkrieg unter dem Namen VEB Ramasch zum wichtigsten Zulieferbetrieb der polygrafischen und papierverarbeitenden Industrie der DDR wurde. 1968 erfolgte die Übernahme durch das ebenfalls in Radebeul ansässige VEB Polygraph Druckmaschinenwerk Planeta (heute Koenig & Bauer AG – Werk Radebeul).
Die Sektkellerei Bussard wurde 1836 als Fabrik für moussirende Weine gegründet, die zweitälteste Sektkellerei Deutschlands. Später nannte sich die Firma Niederlößnitzer Champagnerfabrik, bevor aus ihr 1897 die Sektkellerei Bussard wurde. Ab 1978 wurde die Sektproduktion nur noch auf dem Gelände von Schloss Wackerbarth betrieben, da das dort verwendete Tankgärverfahren produktiver als die Flaschengärung war. Später erwarb Schloss Wackerbarth die Rechte an Bussard.

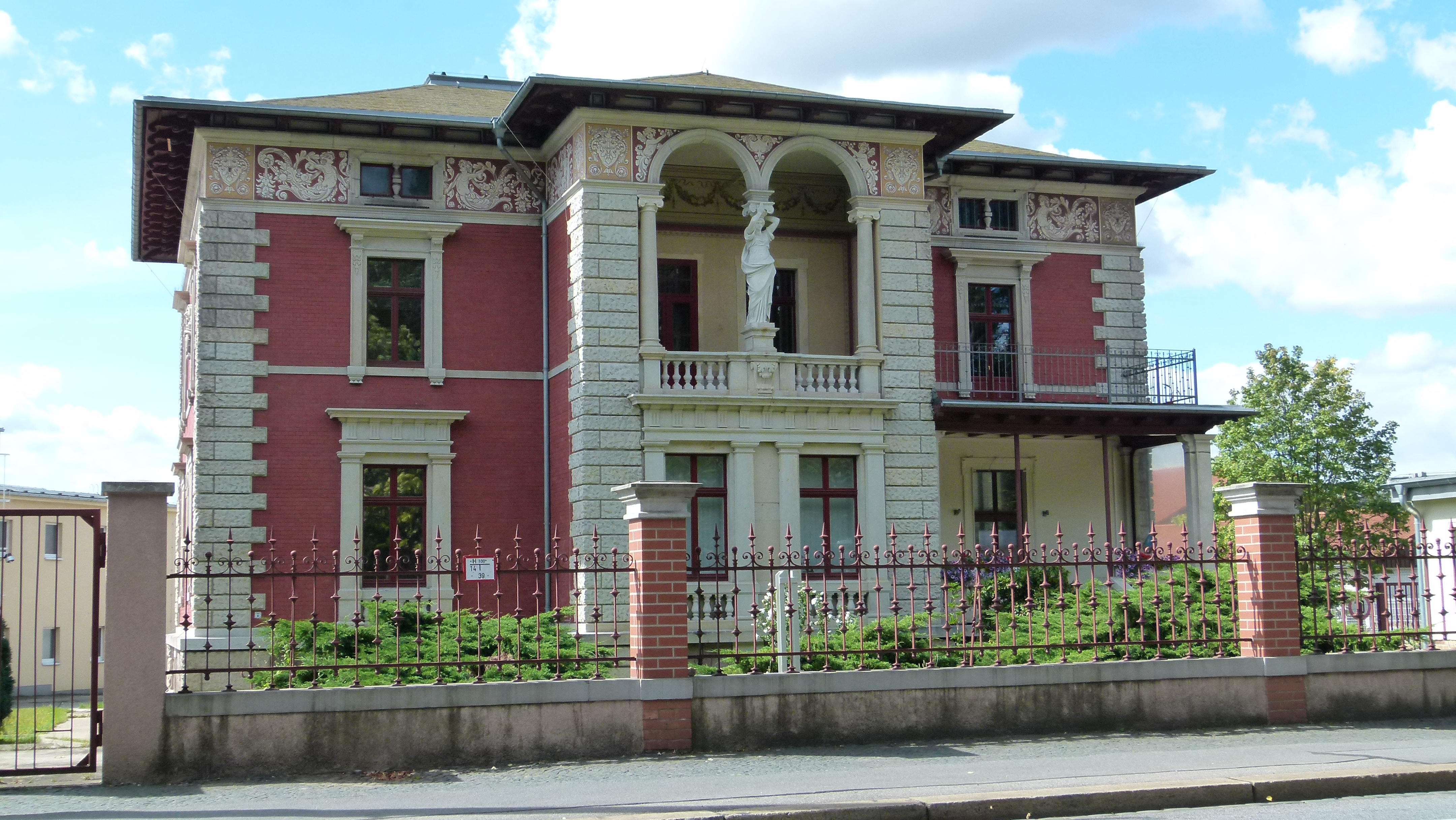
Das Teehaus, die Villa von Otto E. Weber auf dem Fabrikgelände

Die ehemalige Kaffeesurrogatfabrik Otto E. Weber war ein international ausgezeichneter Hersteller von Kaffeegewürzen und Würfeltee. Das im 19. Jahrhundert gegründete Unternehmen wurde 1937 „arisiert“ und 1946 enteignet. 1952 wurde es mit dem ebenfalls enteigneten Stammhaus der heutigen Teekanne-Gruppe zur heutigen Teehaus GmbH zwangsfusioniert.
Die 1868 von Gustav Schmidt in Dresden gegründete Fertigung für Nähmaschinenschiffchen verlegte 1897 den Firmensitz nach Kötzschenbroda. Anfang des 20. Jahrhunderts war diese Firma zeitweise das größte Industrieunternehmen des heutigen Radebeul. 1918 erfolgte die Fusion mit einem Dresdner Konkurrenzunternehmen zur Nähmaschinenteile AG (Produktmarke Nähmatag GS). 1935 waren in der Kötzschenbrodaer Fabrik zirka 1000 Beschäftigte hauptsächlich für den Export angestellt. Nach Zwangsverwaltung, Demontage und Neuanfang 1946 konzentrierte sich der Betrieb als Werk 2 des VEB Nähmaschinenteilewerke Dresden („Schiffchenfabrik“) ganz auf Teile für Industrienähmaschinen. 1990 wurde das Unternehmen von der Treuhandanstalt stillgelegt.
1887 wurde im Radebeuler Fabrikbezirk unter der Adresse Meißner Straße 1–15 die Metallplakate-Fabrik und Prägeanstalt Saupe & Busch gegründet, die als Verpackungshersteller bis zur Jahrhundertwende kontinuierlich wuchs. 1907 wurde sie, nach dem Bankrott ihres Besitzers Richard Busch, durch die neugegründeten Union-Werke aufgenommen. Bis 1913 wuchs das Unternehmen mit über 1.000 Beschäftigten zum zweitgrößten Arbeitgeber der Region an. Zwischen der Dresdner Stadtgrenze und der heutigen Autobahn gelegen, betrug die überbaute Betriebsfläche etwa einen Hektar. Das Produktionsprogramm in der ersten Hälfte des 20. Jahrhunderts bestand aus Blechverpackungen (Emballagen), Schildern sowie Plakaten und Werbetafeln unter anderem für 35 deutsche Brauereien. Nach 1945 wurde die Aktiengesellschaft enteignet, demontiert und dann als Volkseigener Betrieb Union-Emballagen- und Emaillierwerk bis Mitte der 1950er Jahre weitergeführt. Die meisten Betriebsgebäude wurden damals schon fremdgenutzt und ab 1990 teilweise abgerissen.

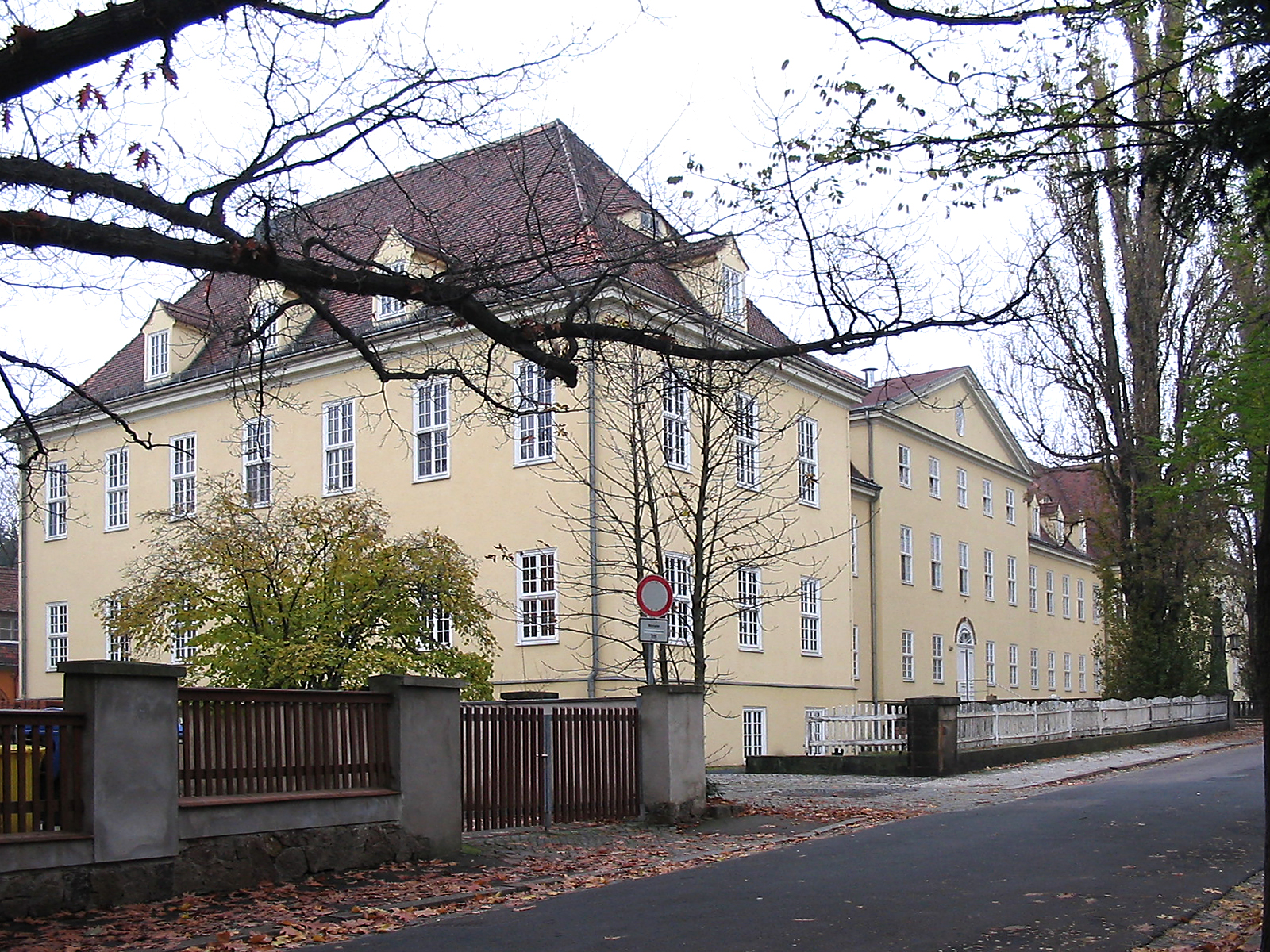
Verwaltungsgebäude Elektrizitätsverband Gröba

Am 2. Juni 1896 wurden die Radebeuler Guss- und Emaillier-Werke gegründet. Die Werke gingen aus der seit 1876 bestehenden Firma Gebrüder Gebler hervor. Um 1910 wurden 3000 Tonnen Eisen verarbeitet. 1951 gab es 700 Beschäftigte. Das Werk wurde 1970 stillgelegt.
Die 1907 in Radebeul gegründete Waffelfabrik Haubold & Richter stellte Waffeln, Lebkuchen und Zwieback her. Sie bezog ihre Maschinen von der Maschinenfabrik Göhring & Hebenstreit. 1993 wurde der inzwischen zur Dauerbackwaren GmbH umfirmierte Betrieb von Bahlsen übernommen und stillgelegt.
Der VEB Zerkleinerungsmaschinen ZERMA war der einzige DDR-Betrieb, der Maschinen zur Verkleinerung von Plastik herstellte. Das Werk gab es von der Privatgründung in den 1950ern bis zum Konkurs 1995. In den 1980er Jahren waren dort 120 Mitarbeiter beschäftigt.
Die Radebeuler Schuhfabrik (Raschufa) entwickelte sich in den 1930er Jahren zum größten Hersteller von Stoffschuhen in Deutschland. 1925 zog sie von Dresden-Gruna nach Oberlößnitz in die Villa Moritz Hermann Schmidt und 1933 von dort in die Gartenstraße 70–72 im Radebeuler Fabrikbezirk. 1958 wurden als Höchstleistung 2,16 Millionen Paar Schuhe („Damenstraßenschuhe aus Austauschstoffen“) pro Jahr produziert. Die Fabrik existierte von 1916 bis zu ihrer Auflösung durch Liquidation 1993. Zu DDR-Zeiten gehörte der Betrieb VEB Radebeuler Schuhfabrik zum Kombinat Schuhe.
Ab 1924 war, nach dem Beitritt des Gemeindeverbands Elektrizitätswerk Niederlößnitz im Jahr 1920, in Niederlößnitz der Sitz des Elektrizitätsverbands Gröba, der sich statt des Verwaltungssitzes auf dem Rittergut Gröba ein neues Verwaltungsgebäude im Körnerweg 5 errichtete. Dieses wurde nach dem Zweiten Weltkrieg Sitz der sowjetischen Kommandantur und später des VEB Energiebau. Der Elektrizitätsverband ging im Energiekombinat Ost auf.

### Erfindungen
Der Chemiker Friedrich von Heyden, bekannt mit Hermann Kolbe, entdeckte die antiseptischen Eigenschaften von Salicylsäure (Aspirin) und entwickelte ein Verfahren zur chemisch reinen Herstellung des Wirkstoffs. Er gründete 1874 die Chemische Fabrik v. Heyden.
Der Chemiker Richard Seifert (1861–1919) war bereits als Assistent des Professors Rudolf Schmitt wesentlich an der Entwicklung der Salicylsäuresynthese beteiligt. Später wohnhaft in Radebeul und Direktor der dort ansässigen Chemischen Fabrik v. Heyden, entwickelte er 1891/1892 die Rezeptur für Odol und überließ sie seinem Freund, dem Dresdner Unternehmer Karl August Lingner, zur Vermarktung. Seine bahnbrechenden Arbeiten trugen ihm den Beinamen „Chemiker von Gottes Gnaden“ ein.
Der Radebeuler Chemiker Richard Müller (1903–1999) arbeitete in der Chemischen Fabrik v. Heyden. Während seiner Forschungen gelang ihm 1941 die technische Herstellung von Methylchlorsilanen, die Ausgangsprodukte für die Herstellung der Silikone sind. Seitdem gilt er als Vater der Silikone. 1951 erhielt er den Nationalpreis der DDR. Da unabhängig von ihm der US-amerikanische Chemiker Eugene G. Rochow das gleiche Verfahren entwickelte, wird es heute Müller-Rochow-Synthese genannt.
Der Kaufmann Gerhard Meyer (1910–1971) ließ sich im März 1950 ein neuartiges Verfahren zur Herstellung luftgefüllter Bälle patentieren.
Der Druckmaschinenhersteller Koenig & Bauer AG – Werk Radebeul (ehemals Planeta) meldet heutzutage pro Jahr etwa 60 bis 100 Patente an. Dabei leitet sich der ehemalige Name Planeta von der bereits 1902 patentierten Erfindung des Planetengetriebes als Vorrichtung zur Bewegung des Druckfundamentes von Buchdruckschnellpressen her. Weitere Erfindungen und Entwicklungen waren beispielsweise die Schnellpresse mit Tischfarbwerk (1922), die Aggregatbauweise für Offsetanlagen (1960er Jahre) oder die längste Bogenoffsetmaschine der Welt mit zehn Druckwerken (1986).

### Medien
In Radebeul sind mit der Sächsischen Zeitung (SZ) und den Dresdner Neuesten Nachrichten (DNN) zwei Tageszeitungen mit Lokalteil beziehungsweise regionalen Nachrichten erhältlich. Zu den regionalen Periodika gehört die in Radebeul erscheinende Monatszeitschrift Vorschau & Rückblick.
Zwischen 1865 und 1941 erschien die Kötzschenbrodaer Zeitung, zwischen 1871 und 1943 das Radebeuler Tageblatt. Beide Zeitungen dienten in ihrem Ausgabebereich auch jeweils als Amtsblatt. Zwischen 1949 und 1980 war Radebeul der Redaktionssitz der evangelischen Wochenzeitung Der Sonntag.
Heute ist Radebeul der Sitz des Notschriftenverlags. Darüber hinaus war Radebeul ab 1947 der Verlagssitz des renommierten Neumann Verlags, in dem zahlreiche Werke zur Natur, Tier- und Pflanzenwelt sowie zum Garten erschienen, und Sitz des 1888 gegründeten Bilz-Verlags, der sich insbesondere um die Vermarktung des Bilzbuchs kümmerte. Um den schriftstellerischen Nachlass von Karl May kümmerte sich der Karl-May-Verlag.
Radebeul TV ist ein lokaler Fernsehsender mit Nachrichten aus Radebeul und Umgebung, der über ein örtliches Kabelnetz empfangen werden kann. Der Sender ist vom Medienrat der Sächsischen Landeszentrale für privaten Rundfunk und neue Medien seit dem 19. August 2013 zugelassen.

### Gesundheitswesen

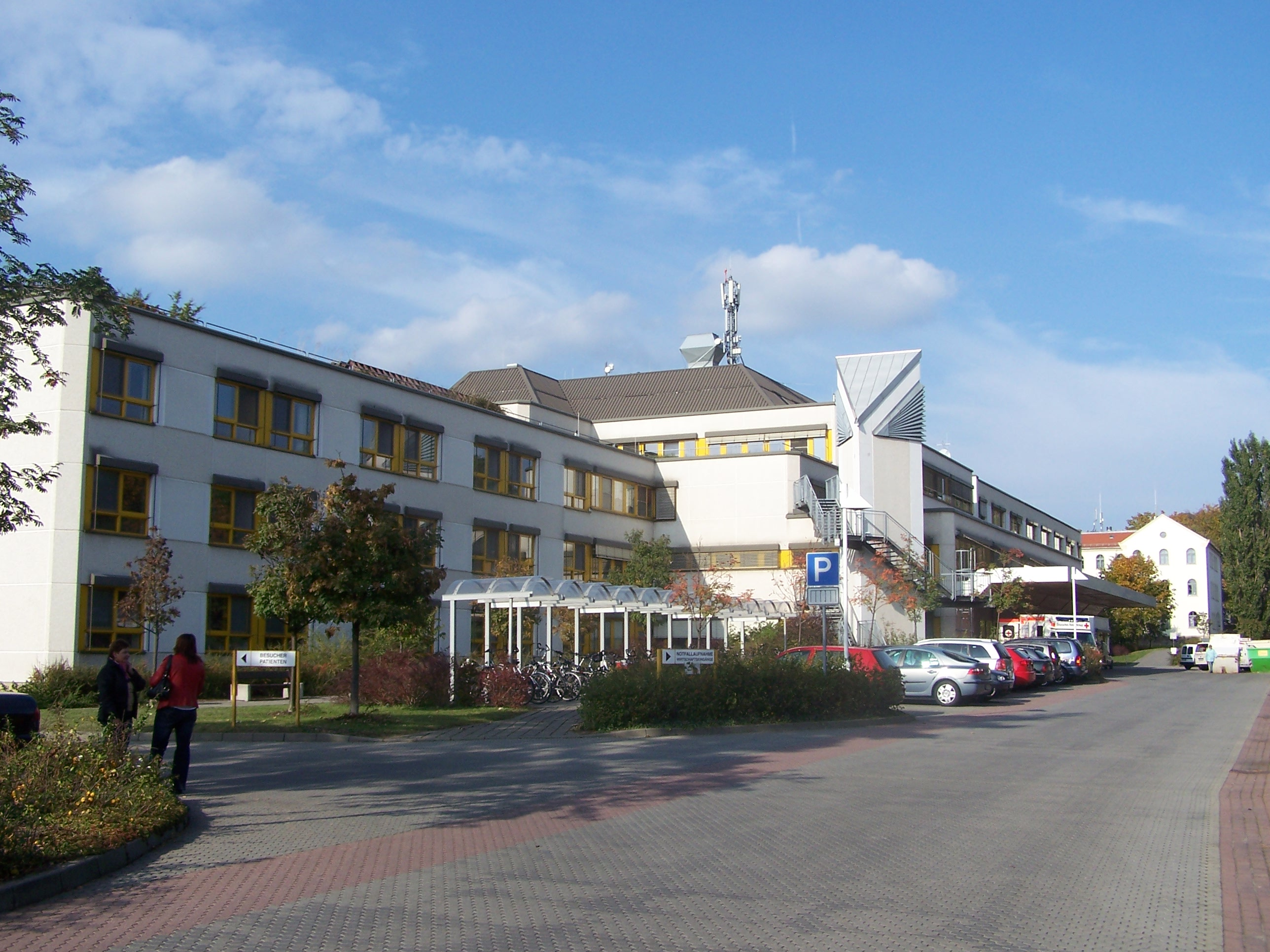
Rettungseinfahrt des Radebeuler Krankenhauses

Die Geschichte des Elblandklinikums Radebeul geht bis ins 19. Jahrhundert zurück. In Niederlößnitz war es ein 1822 gegründeter Verein für Heilwesen und Naturkunde, der im so genannten Steinernen Haus 1849 die Krankenanstalt zu Niederlößnitz eröffnete. Das denkmalgeschützte Gebäude ist heute noch Bestandteil des Krankenhauses. Es wurde vor einigen Jahren umfassend saniert. Im Jahr 2002 schloss sich Radebeul mit dem Kreiskrankenhaus Meißen zu den Elblandkliniken Meißen-Radebeul zusammen. Beide Häuser sind seit 2008 Teil der kommunalen Klinikengruppe Elblandkliniken. Das Elblandklinikum Radebeul verfügt über 345 Betten.

### Öffentliche Einrichtungen

#### Kindertagesstätten
Es gibt acht städtische Kindertagesstätten und 18 Einrichtungen von zehn freien Trägern, darunter befindet sich das unter Denkmalschutz stehende Mohrenhaus, das vom Deutschen Kinderschutzbund betrieben wird.

#### Feuerwehren

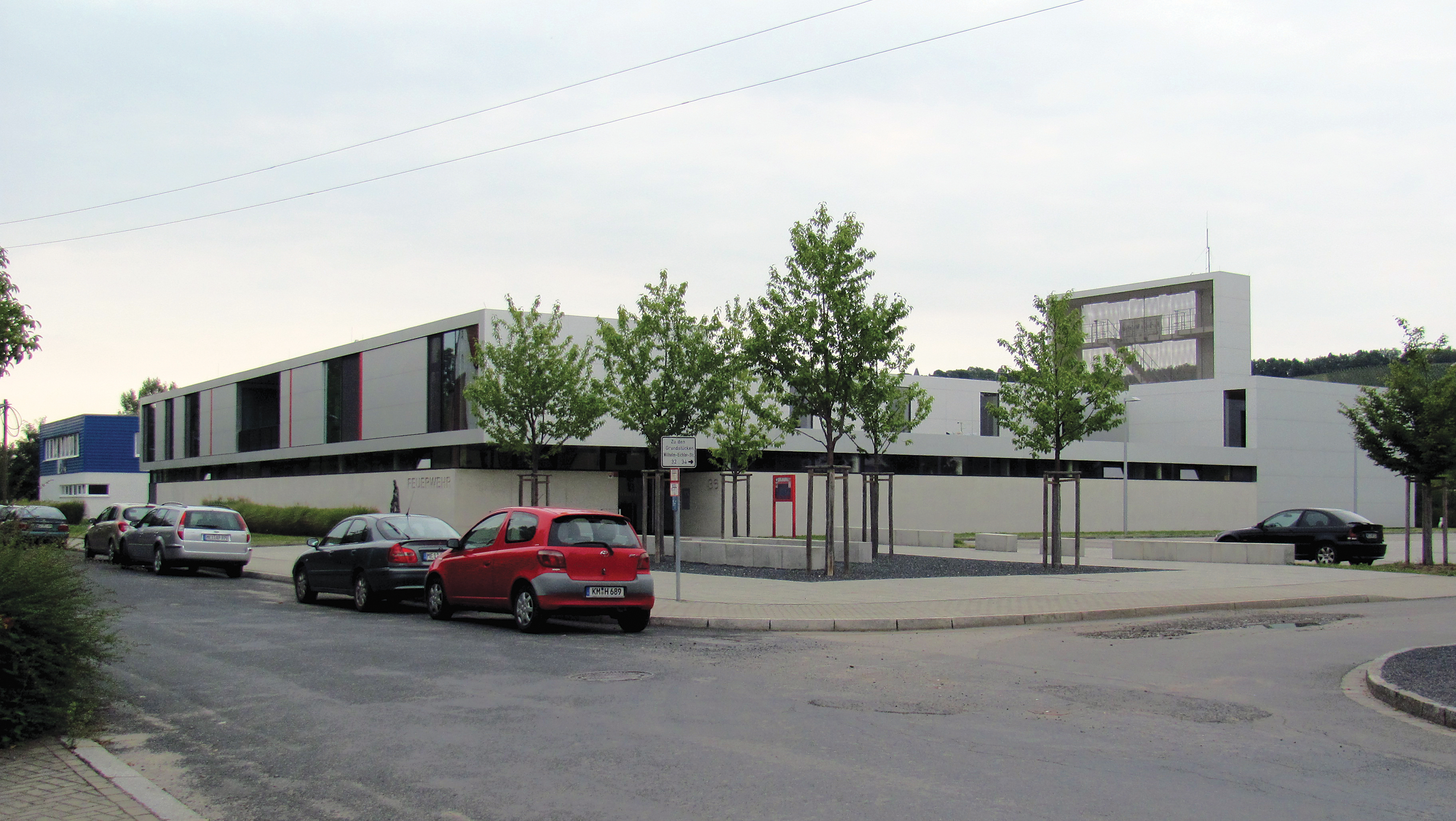
Feuerwache Radebeul-West, dahinter in blau das THW

Bereits 1734 wurden in Kötzschenbroda ein auf Kufen montierter Wassertrog und 1750 eine Schlauchspritze als Feuerlöschgerät angeschafft. Aufgrund der für Kursachsen 1775 eingeführten Dorffeuerverordnung folgten die anderen Radebeuler Ursprungsgemeinden Anfang des 19. Jahrhunderts. 1864 ging in Kötzschenbroda aus dem Turnerverein die sogenannte Turnerfeuerwehr als ausrüstungslose Hilfsmannschaft hervor. 1875 kam es dort zur Gründung der ersten offiziellen Freiwilligen Feuerwehr in einer Lößnitzgemeinde, alle anderen Gemeinden folgten bis Anfang des 20. Jahrhunderts, Lindenau und Zitzschewig jedoch erst 1921. Heute gibt es fünf Freiwillige Feuerwehren in Naundorf und Wahnsdorf, Lindenau sowie Radebeul-West und Radebeul-Ost mit zusammen etwa 150 aktiven Mitgliedern. Die inzwischen geschlossene Wache in Naundorf und die kleine Wache in Kötzschenbroda wurden in einer 2008 bezogenen Rettungszentrale als Feuerwache Radebeul-West zusammengelegt. Die gemeinsam mit dem Technischen Hilfswerk auf einer Konversionsfläche (ehemaliges Tanklager der sowjetischen Streitkräfte) neuerbaute Feuerwache erhielt im Jahr 2008 den Radebeuler Bauherrenpreis in der Kategorie Neubau.
2012 bekam die Freiwillige Feuerwehr Radebeul eine Ehrenfahne. Die Anschaffungskosten beliefen sich auf rund 12.000 €, die mit Hilfe von über 100 Spendern finanziert werden konnten. Die Fahnenweihe fand am 8. November 2012 statt. Als Schirmherr diente der Landtagspräsident Rößler. Die Fahne wird zurzeit in einer Vitrine im Rathaus aufbewahrt.
Hinzu kommt die 1897 gegründete Werkwehr der ehemaligen Chemischen Fabrik v. Heyden (später Arzneimittelwerk Dresden), die 1995 als offizielle Werkfeuerwehr anerkannt wurde. In den 2000er Jahren übernahm Securitas Sicherheitsdienste neben dem Werkschutz auch die Feuerwehr als Securitas Fire Control Radebeul. Heute firmiert diese als Werkfeuerwehr Arevipharma GmbH Radebeul und gehört als eines von elf Mitgliedern dem Werkfeuerwehrverband Sachsen an.

#### Technisches Hilfswerk
Das Technische Hilfswerk (THW) hat in Radebeul einen Ortsverband, der nach seinem Umzug ebenfalls im Rettungszentrum Radebeul-West untergebracht ist.

### Bildung

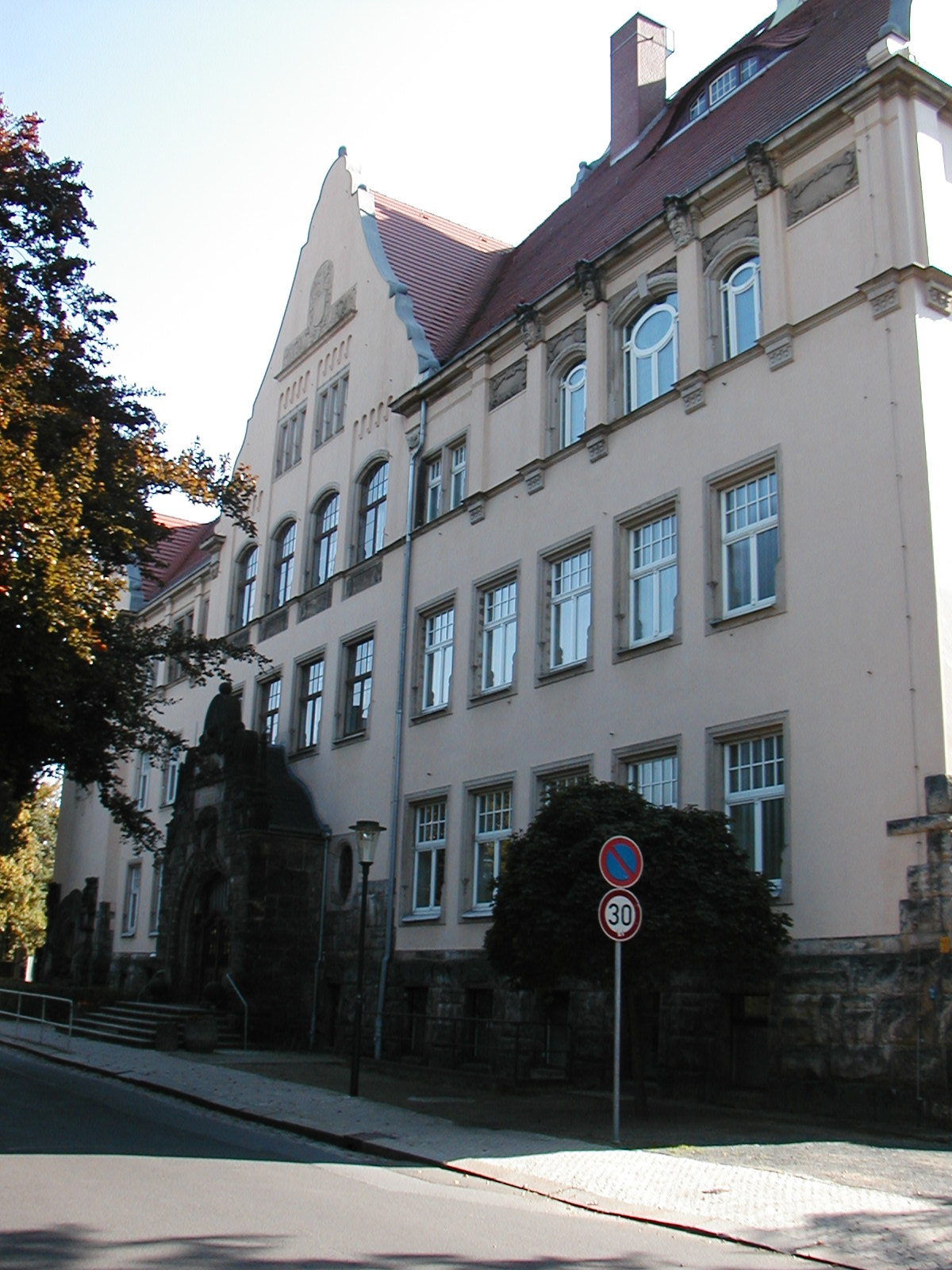
Lößnitzgymnasium im denkmalgeschützten Steinbachhaus

In Radebeul gibt es sechs Grundschulen, jeweils eine in Niederlößnitz, Kötzschenbroda, Oberlößnitz und Naundorf, die Grundschule „F. Schiller“ sowie die Evangelische Grundschule, auch in Kötzschenbroda. Anschließend können die Kinder die Oberschule in Radebeul-Mitte (im Roseggerhaus) oder diejenige in Kötzschenbroda besuchen beziehungsweise eines von zwei Gymnasien, das Gymnasium Luisenstift oder das Lößnitzgymnasium im denkmalgeschützten Steinbachhaus.
Weiter steht in Radebeul die Förderschule G zur Verfügung sowie das Berufliche Schulzentrum Radebeul.
In Radebeul befindet sich eine Musikschule des Landkreises Meißen, die Volkshochschule Radebeul e. V. und die Jugendkunstschule im Landkreis Meißen e. V. – Außenstelle Radebeul im Grundhof.
Neben dem Familienzentrum Radebeul finden sich drei Bibliotheken, die Stadtbibliothek in Radebeul-West und die in Radebeul-Ost (auch „Erlebnisbibliothek“ im Bahnhof Radebeul-Ost), sowie die Bibliothek im Familienzentrum.
Das Sächsische Staatsministerium für Kultus hat in Radebeul eine nachgeordnete Behörde, das Sächsische Bildungsinstitut, ehemals Comenius-Institut.
Im Jahr 1962 gründete das Ministerium für Volksbildung in Radebeul die Zentrale Schule für ausländische Bürger zur sprachlichen Vorbereitung auf die produktionstechnische Ausbildung, die 1968 dem Herder-Institut in Leipzig angegliedert wurde.

## Persönlichkeiten

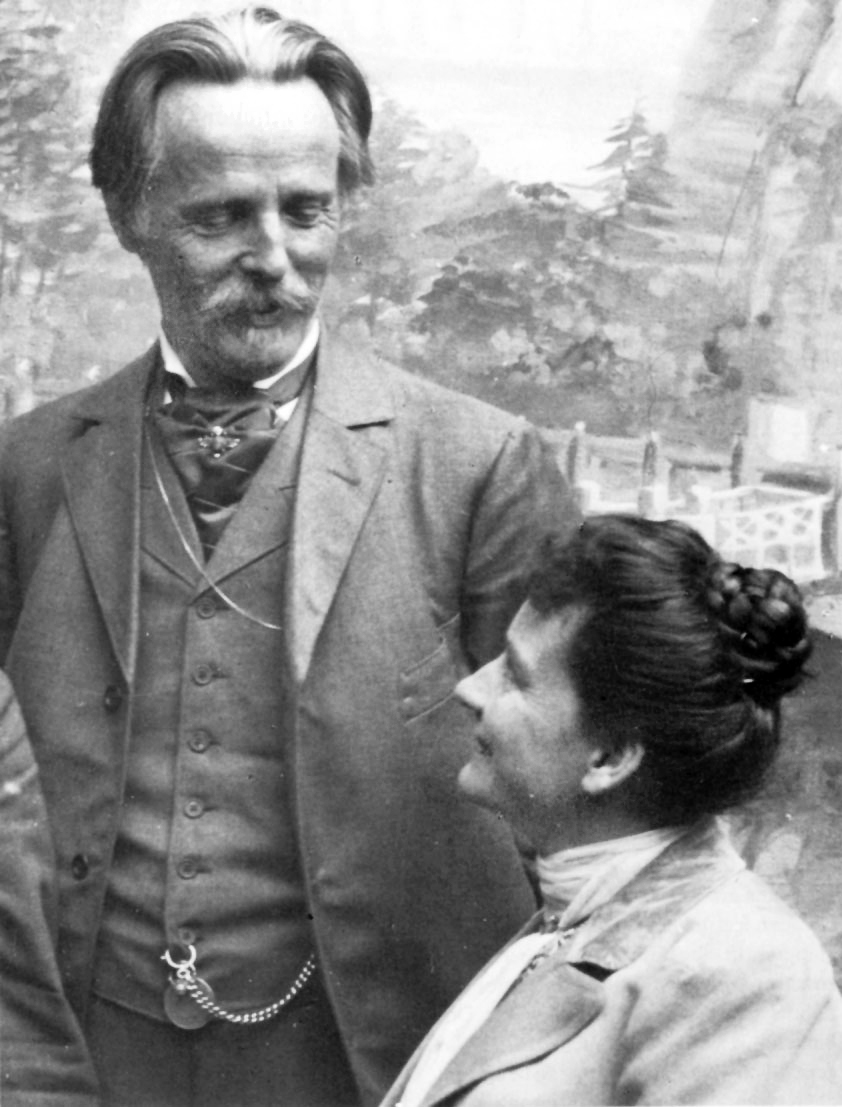
Karl und Klara May, 1904

Am bekanntesten unter den die Stadt Radebeul repräsentierenden Persönlichkeiten ist der Schriftsteller Karl May, welcher zusammen mit seiner Frau und Universalerbin Klara lange Jahre in Radebeul lebte. Seine Villa beherbergt heute das Karl-May-Museum. Die Mays wurden auf dem Friedhof Radebeul-Ost beigesetzt. Mit den Mays waren auch deren Verleger Euchar Albrecht Schmid und dessen Sohn Lothar Schmid verbunden, der neben dieser Tätigkeit insbesondere als Schachgroßmeister und „Schachschiedsrichter des Jahrhunderts“ bekannt wurde.

Gerhart Hauptmann und Marie Thienemann (von re.), 1881

In Radebeul, vor allem in den beiden Lößnitzorten Ober- und Niederlößnitz, lebten und leben viele Kunstschaffende, derzeit allein über 60 Bildende Künstler. Dazu gehören zahlreiche Maler wie zum Beispiel Paul Wilhelm, der 1956 die Ehrenbürgerwürde der Stadt verliehen bekam, Karl Mays Freund Selmar Werner, Erhard Hippold (Meisterschüler von Max Feldbauer) oder seine Frau Gussy Hippold-Ahnert (Meisterschülerin von Otto Dix). Zu nennen sind weiterhin der Bildhauer Burkhart Ebe, Schriftsteller wie der Dramatiker Gerhart Hauptmann und sein Bruder Carl Hauptmann, die beide ihre Ehefrauen Marie und Martha Thienemann im Radebeuler Hohenhaus kennenlernten, und Schriftstellerinnen wie Wilhelmine Heimburg sowie der international bekannte Puppenspieler Carl Schröder.
Weitere bekannte Persönlichkeiten sind der sächsische Feldmarschall und Geheime Kabinettsminister August Christoph von Wackerbarth, aber auch seine adligen Zeitgenossen wie Johann Georg von Rechenberg, Heino Heinrich von Flemming oder Christoph Vitzthum von Eckstädt. Die Lößnitz-Ortschaften wurden geprägt durch Persönlichkeiten wie Augustin Prescher, der in Kötzschenbroda mehr als 50 Jahre Pfarrer war und in dieser Zeit als Gastgeber der Waffenstillstandsverhandlungen von Kötzschenbroda zwischen Sachsen und Schweden half, den Menschen etwas Frieden zu geben. Zu Prescher kam auch sein Kurfürst Johann Georg I., wenn er auf seiner Hoflößnitz weilte wie zu anderen Zeiten August der Starke, und musste sich dann bisweilen entsprechende Predigten anhören.
Zu nennen sind aber auch der Naturkundler Friedrich Eduard Bilz, der Verkehrswissenschaftler Harald Kurz oder der ehemalige FDP-Bundesminister Wolfgang Mischnick. In Radebeul lebten mehrere sächsische Ministerpräsidenten wie zum Beispiel Wilhelm Buck, Alfred Fellisch, Wilhelm Bünger und Kurt Biedenkopf. Heute leben in der Stadt unter anderem der Schauspieler Friedrich-Wilhelm Junge, der Kunsthistoriker Heinrich Magirius und der evangelische Landesbischof, Jochen Bohl.
Einen der beiden Schwerpunkte der industriellen Geschichte, neben dem Druckmaschinenhersteller Planeta, bildete die Chemische Fabrik v. Heyden (später AWD) mit ihrem Gründer Friedrich von Heyden und seinen Chemikern und Nachfolgern wie beispielsweise Hermann Kolbe, Rudolf Schmitt, Richard Seifert und Richard Müller.
Die Gründer der familiengeführten Baufirma „Gebrüder Ziller“, die aus der Baumeisterfamilie Ziller stammten, haben das heutige Aussehen Radebeuls wesentlich mitbeeinflusst. Zum Dank wurde 1898 das Moritz-Ziller-Denkmal im Lößnitzgrund errichtet.
Im Bereich des Sports sind einige bei Welt- und Europameisterschaften Erfolgreiche zu nennen: So der Kanute Robert Nuck, die Ruderin Annegret Strauch und der Sledge-Eishockey-Nationalspieler Frank Rennhack; dazu kommen der Voltigierer Erik Oese und die Leichtathletin Angelika Handt verh. Kahl. Auch die dreifache DDR-Meisterin im Weitsprung Kristina Albertus sollte nicht fehlen. Neben den bisherigen ist auch die Shorttrackerin Yvonne Kunze als Olympiamedaillengewinnerin zu erwähnen.
Radebeul ist auch Geburtsort einer fiktiven Person: Der Lebenslauf des 1766 dort angeblich geborenen Publizisten und Schriftstellers Carl August von Schimmelthor wurde in der Deutschen Biographischen Enzyklopädie veröffentlicht, ohne dass bisher Quellen dessen Existenz belegen können.